# Quốc-Cộng nội chiến lần thứ hai
Nội chiến Quốc-Cộng lần thứ 2 (tiếng Trung: 第二次国共内战); diễn ra từ năm 1945 đến năm 1950, là cuộc chiến giữa Quốc dân Đảng và Đảng Cộng sản Trung Quốc nhằm tranh giành quyền kiểm soát Trung Quốc. Cuộc chiến này trực tiếp dẫn đến việc thành lập Cộng hòa Nhân dân Trung Hoa, chính phủ Trung Hoa Dân Quốc phải di dời ra Đài Loan, và tạo ra tình trạng chia cắt hai bờ eo biển Đài Loan hiện nay.
Trong thời kỳ Quốc dân Cách mạng quân Bắc phạt, Đảng Cộng sản Trung Quốc và Quốc dân Đảng từng hợp tác trong lần hợp tác Quốc-Cộng thứ nhất để cùng chống lại chính phủ Bắc Dương Trung Hoa Dân Quốc. Tuy nhiên, mối hợp tác này tan vỡ, dẫn đến cuộc nội chiến Quốc-Cộng lần thứ nhất. Đến năm 1937, do sự bùng nổ Chiến tranh Trung – Nhật, hai đảng chấm dứt nội chiến và bắt đầu lần hợp tác Quốc-Cộng thứ hai. Sau khi Chiến tranh Trung – Nhật kết thúc, hai đảng xảy ra xung đột quân sự nhằm tranh giành quyền tiếp nhận sự đầu hàng và tài nguyên từ quân đội Nhật Bản. Sau đó, hai bên tiến hành Đàm phán Trùng Khánh trong cùng năm và ký kết Hiệp định Song Thập, nhằm chấm dứt tình trạng chia rẽ Quốc-Cộng và thiết lập chính quyền dân chủ. Hai bên cũng tổ chức Hội nghị Hiệp thương Chính trị với mục tiêu thống nhất đất nước. Tuy nhiên, hội nghị này không mang lại hòa giải giữa hai đảng. Ngày 15 tháng 11 năm 1946, Quốc dân Đại hội Lập hiến do Quốc dân Đảng chủ trì khai mạc trong bối cảnh Đảng Cộng sản Trung Quốc và Liên minh Dân chủ Trung Quốc vắng mặt, đánh dấu sự chấm dứt nỗ lực giải quyết vấn đề chia rẽ bằng biện pháp chính trị.
Năm 1947, nội chiến bùng phát toàn diện. Trong hai năm sau đó, Quân Giải phóng Nhân dân Trung Quốc dưới sự lãnh đạo từ Đảng Cộng sản Trung Quốc đã hoàn toàn đánh bại lực lượng chủ lực Quốc quân Trung Hoa Dân Quốc qua ba chiến dịch lớn. Năm 1949, chiến dịch vượt sông Dương Tử đã chiếm được thủ đô Nam Kinh và trung tâm kinh tế Thượng Hải của Trung Hoa Dân Quốc. Cùng năm đó, vào tháng 10, Cộng hòa Nhân dân Trung Hoa được tuyên bố thành lập. Các học giả Trung Quốc đại lục thường cho rằng chiến dịch đảo Hải Nam vào tháng 6 năm 1950 đánh dấu kết thúc các hoạt động chiến sự quy mô lớn cuộc chiến này, trong khi giới sử học phương Tây thường cho rằng chiến dịch quần đảo Vạn Sơn vào tháng 8 năm 1950 mới là thời điểm nội chiến dần lắng xuống.
Tháng 3 năm 1950, Quân Giải phóng chiếm lĩnh Tây Xương. Đến ngày 1 tháng 1 năm 1979, Quân Giải phóng chấm dứt cuộc pháo chiến Kim Môn, chính thức kết thúc các cuộc xung đột quân sự giữa hai bờ eo biển.
Cuộc chiến này đã thay đổi sâu sắc cục diện chính trị và cấu trúc xã hội Trung Quốc, mở ra mối quan hệ giữa hai bờ eo biển, hình thành "vấn đề hai bờ". Chính phủ Trung Hoa Dân Quốc chỉ còn kiểm soát thực tế khu vực Đài Loan, Bành Hồ, Kim Môn, Mã Tổ và một số đảo chiếm đóng trái phép của Việt Nam trên Biển Đông.

## Tên gọi
Về quan điểm hai bên Quốc-Cộng đối với bản chất cuộc chiến tranh, ý kiến có sự khác biệt rõ rệt:
Theo quan điểm Đảng Cộng sản Trung Quốc, cuộc chiến này là một cuộc nội chiến nhằm lật đổ sự thống trị Quốc dân Đảng. Đảng Cộng sản Trung Quốc gọi đây là "Cuộc chiến tranh cách mạng trong nước lần thứ ba" (tiếng Trung: 第三次国内革命战争), hay "Chiến tranh Giải phóng Nhân dân Trung Quốc" (tiếng Trung: 中国人民解放战争), thường được viết tắt là "Chiến tranh Giải phóng" (tiếng Trung: 解放战争). Trong giai đoạn đầu, cuộc chiến này còn được gọi là "Chiến tranh tự vệ yêu nước" (tiếng Trung: 爱国自卫战争). Đảng Cộng sản cho rằng, vào tháng 6 năm 1946, Tưởng Giới Thạch đã mở rộng xung đột cục bộ thành nội chiến toàn diện. Vì lúc đó, quân đội Quốc dân và Quân Giải phóng nhân dân đối đầu không phân thắng bại ở sông Tùng Hoa. Tưởng Giới Thạch sau đó đã chuyển trọng tâm tấn công vào các khu giải phóng ở Trung Nguyên và Tô Trung (khu vực Giang Tô). Mặc dù Quốc dân Đảng đã triệu tập "Đại hội Quốc dân", mục tiêu thực sự là tiêu diệt hoàn toàn Đảng Cộng sản.
Theo quan điểm Quốc dân Đảng, cuộc chiến này là cuộc nổi dậy Đảng Cộng sản nhằm thực hiện cách mạng vô sản. Quốc dân Đảng gọi cuộc chiến này là "Động viên Kham loạn" (tiếng Trung: 動員戡亂), "Chiến tranh Kham loạn" (tiếng Trung: 戡乱战争) hoặc "Kháng Cộng Vệ Quốc Kham loạn" (tiếng Trung: 抗共衛國戡亂戰爭). Về thời gian chiến tranh, Quốc dân Đảng chia thành hai giai đoạn: "Duy Tĩnh" và "Càn Loạn". Sau khi kháng chiến chống Nhật kết thúc, chính phủ Quốc dân đã cố gắng thực hiện hiến chính, cho phép các đảng phái tham gia soạn thảo hiến pháp, và dưới sự hòa giải từ Hoa Kỳ, Quốc dân Đảng kỳ vọng thông qua đàm phán để giải quyết xung đột với Đảng Cộng sản. Tuy nhiên, Đảng Cộng sản đã phản đối hiến chính, Hoa Kỳ thất bại trong nỗ lực hòa giải, và Đảng Cộng sản tiếp tục tiến hành nổi dậy. Do đó, chính phủ đã ban hành "Điều khoản tạm thời trong thời kỳ động viên càn loạn", và chiến dịch Càn Loạn được triển khai.

## Bối cảnh
Ngay từ trước khi Chiến tranh thế giới thứ hai nổ ra, cả Cộng sản đảng và Quốc dân đảng đã có những bất đồng sâu sắc, từng dẫn đến Nội chiến lần thứ nhất. Khi Chiến tranh Trung-Nhật bùng nổ, hai bên tạm gác những xung đột để cùng hợp tác chống lại kẻ thù chung, dù sự hợp tác rất hạn chế, mỗi bên đều tìm cơ hội để tiêu diệt bên kia. Khi thời điểm quân Nhật chuẩn bị thua trận, kẻ thù chung của cả hai phe Cộng sản đảng và Quốc dân đảng sắp biến mất, thì mâu thuẫn trong quá khứ của 2 bên bắt đầu xuất hiện trở lại.
Trong Chiến tranh Trung-Nhật, chính phủ Trung Hoa dân quốc tấn công quân Nhật trực tiếp từ khu vực phía Đông vùng hạ lưu sông Tùng Hoa cho đến Tây Nam Trung Quốc. Vì vậy trước khi quân Nhật đầu hàng, quân chủ lực Quốc dân quân tập trung hầu hết ở khu vực này. Ngoài ra, ở khu vực phía nam sông Trường Giang, tuyến đường sắt Quảng Châu - Hán Khẩu (Việt Hán lộ) về phía Đông có lực lượng địa phương Quốc dân quân thuộc Đệ tam Chiến khu bảo vệ. Ở khu vực Hoa Bắc và Đông Bắc, về danh nghĩa vẫn thuộc chính phủ Trung Hoa dân quốc kiểm soát, nhưng thực chất quyền kiểm soát thuộc chính phủ Uông Tinh Vệ thân Nhật.
Còn từ phía bắc sông Trường Giang và khu vực từ tuyến đường sắt Bắc Bình - Hán Khẩu (Bình Hán lộ) về phía đông không có lực lượng chính quy của chính phủ Trung Hoa dân quốc. Phía Đảng Cộng sản Trung Quốc trong chiến tranh sử dụng chiến tranh du kích và tác chiến ở nông thôn, tổ chức phong trào chống Nhật Bản ở khu vực nông thôn trong khu vực chiếm đóng của Nhật Bản. Vì vậy, đến tháng 4 năm 1945, Đảng Cộng sản kiểm soát hầu hết các vùng nông thôn Bắc Trung Quốc, tổng dân số khoảng 95,5 triệu và xây dựng một chính quyền và quân đội riêng đối đầu lại chính quyền và quân đội Quốc dân Đảng.
Kể từ khi Quốc dân Đảng nắm chính phủ, quân Đồng Minh luôn coi đây là đại diện hợp pháp duy nhất tại Trung Quốc. Chính phủ Mỹ về giai đoạn cuối Chiến tranh thế giới thứ hai cũng lo ngại về sự mạnh lên và ngày càng mở rộng của Phong trào Cộng sản, vì vậy chính phủ Trung Hoa dân quốc nhận được hỗ trợ trực tiếp của Mỹ ngày càng nhiều hơn trong chiến tranh. Ngoài ra, trước khi quân Nhật đầu hàng, chính phủ Trung Hoa dân quốc và Liên Xô đã ký cam kết về sự độc lập của Ngoại Mông và các cam kết liên quan đến lợi ích của Liên Xô tại khu vực Đông Bắc, để bảm đảm Liên Xô không hỗ trợ cho phía Đảng Cộng sản. Trong nước, chính phủ Trung Hoa dân quốc nhiều lần nhấn mạnh tính chính danh của chính phủ hợp pháp trong quá trình tiếp nhận đầu hàng của quân Nhật.

### Yếu tố Trung Quốc

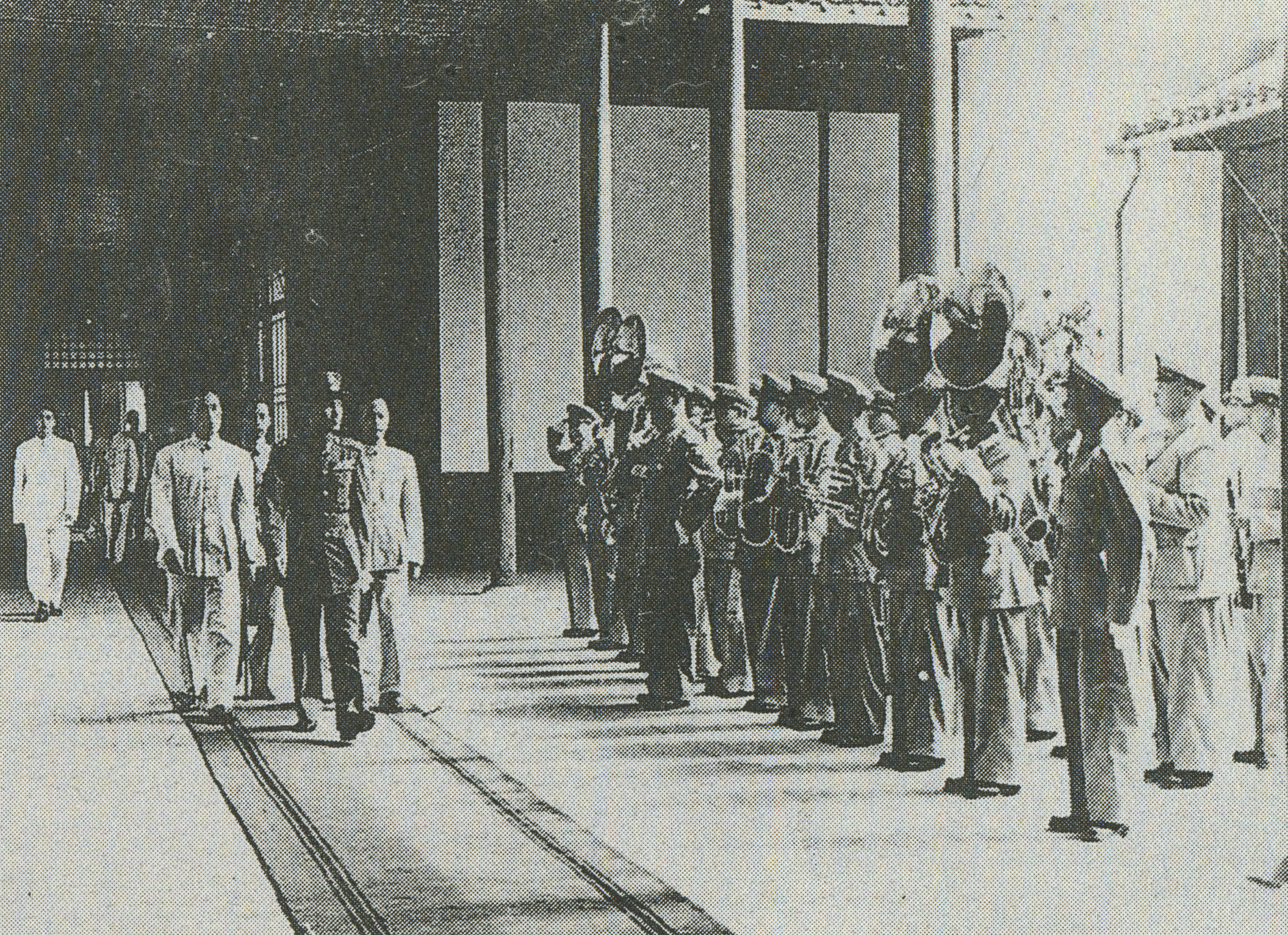
ngày 5 tháng 5 năm 1946 Quốc Dân chính phủ về Nam Kinh

Vào ngày 15 tháng 8 năm 1945, kẻ thù chung của Quốc dân Đảng và Đảng Cộng sản Trung Quốc—Nhật Bản, tuyên bố đầu hàng. Tuy nhiên, những mâu thuẫn lịch sử tích tụ giữa hai đảng và sự khác biệt về định hướng tương lai Trung Quốc càng trở nên rõ rệt.
Trước khi Nhật Bản đầu hàng, lực lượng chính quân đội chính phủ Quốc dân tập trung ở hậu phương. Ở phía bắc sông Dương Tử và phía đông tuyến đường sắt Bình-Hán, gần như không có quân chính quy chính phủ. Ở phía nam sông Dương Tử và phía đông tuyến đường sắt Việt-Hán, chỉ có lực lượng thuộc Chiến khu số ba.
Đến tháng 4 năm 1945, Đảng Cộng sản Trung Quốc và quân đội dưới sự lãnh đạo đã kiểm soát phần lớn các vùng nông thôn ở Hoa Bắc, với tổng dân số tại các căn cứ lên tới khoảng 95,5 triệu người. Đảng Cộng sản Trung Quốc thực hiện cải cách ruộng đất, dần nhận được sự tin tưởng và ủng hộ từ nông dân, từ đó xây dựng một lực lượng quân sự đủ mạnh để đối đầu với chính phủ Quốc dân.
Ngược lại, về mặt xã hội, do tác động chiến tranh và chính sách tiền tệ quá mức từ chính phủ Quốc dân, giá trị đồng pháp tệ (法幣) sụt giảm nghiêm trọng, giá cả hàng hóa tăng vọt, khiến chi phí sinh hoạt người dân tăng mạnh. Tầng lớp sĩ phu, vốn là lực lượng duy trì ổn định xã hội, bị suy tàn. Thêm vào đó, các chính sách thuế khoá nặng nề từ chính phủ Quốc dân tại các vùng nông thôn càng làm gia tăng gánh nặng cho nông dân. Tại một số khu vực, gánh nặng thuế khóa nặng nề đến mức đất đai bị bỏ hoang và người dân phải rời bỏ làng quê.
Theo Hiệp ước Đồng minh Hữu nghị Trung-Xô, chính phủ Quốc dân có quyền pháp lý tiếp quản vùng Đông Bắc. Do đó, khoản mục 5 điều b trong Lệnh ngừng bắn quy định rằng quân đội chính phủ được tự do tiến vào hoặc điều động trong 9 tỉnh thuộc vùng Đông Bắc. Đồng thời, điều khoản thứ 2 lệnh này yêu cầu ngừng mọi hoạt động điều động quân sự tại lãnh thổ Trung Quốc (trừ Đông Bắc).
Tuy nhiên, hành động thực tế Liên Xô tại Đông Bắc đã gây trở ngại cho công tác tiếp quản của chính phủ Quốc dân. Quân đội Liên Xô không chỉ khuyến khích Đảng Cộng sản triển khai lực lượng tại các khu vực trọng yếu mà còn chuyển giao vũ khí và trang bị thu được từ quân Quan Đông Nhật Bản cho Đảng Cộng sản. Đảng Cộng sản cũng cho rằng có quyền tiếp quản Đông Bắc và từ chối tuân thủ các điều khoản này, tiếp tục điều động quân đội từ quan nội (vùng Trung Quốc bên trong Vạn Lý Trường Thành) vào Đông Bắc để tiếp nhận các khu vực do quân Liên Xô rút đi.
Trung ương Đảng Cộng sản Trung Quốc chỉ đạo Cục Đông Bắc nhanh chóng thiết lập các tổ chức Đảng, chính quyền và quân đội, đồng thời tiếp quản chính quyền các địa phương với sự hỗ trợ từ quân đội Liên Xô. Quân đội Liên Xô thậm chí còn thúc giục Đảng Cộng sản nhanh chóng tiếp nhận toàn bộ chính quyền Đông Bắc.

#### Chiến lược và hành động chính phủ Quốc dân
Ngày 14 tháng 8 năm 1945, chính phủ Quốc dân ký kết Hiệp ước Đồng minh Hữu nghị Trung-Xô cùng các thỏa thuận phụ như: Hiệp định về Đại Liên, Hiệp định về cảng Lữ Thuận Khẩu, và Hiệp định về tuyến đường sắt Trường Xuân Trung Quốc. Các hiệp định này đồng thời đi kèm với văn kiện trao đổi về vấn đề độc lập cho Ngoại Mông. Nội dung các hiệp định bao gồm: Tuyên bố Đại Liên là cảng tự do, người đứng đầu cảng do phía Liên Xô bổ nhiệm, một nửa các công trình và thiết bị cảng được cho Liên Xô thuê miễn phí trong 30 năm; Cảng Lữ Thuận Khẩu được Trung Quốc và Liên Xô cùng sử dụng làm căn cứ hải quân, thành lập Ủy ban Quân sự Trung-Xô, trong đó Chủ tịch do phía Liên Xô chỉ định. Liên Xô có quyền đóng quân (lục quân, hải quân, không quân) tại các khu vực được chỉ định; Tuyến đường sắt Đông Bắc (bao gồm tuyến Đông Mãn) từ Mãn Châu Lý đến Tuy Phân Hà và từ Cáp Nhĩ Tân đến Đại Liên, Lữ Thuận được hợp nhất thành tuyến Đường sắt Trường Xuân Trung Quốc (gọi tắt là Trung Trường Lộ), do Trung Quốc và Liên Xô đồng sở hữu và cùng vận hành. Những hiệp định này đã khôi phục lại các quyền lợi mà Đế quốc Nga từng chiếm đoạt tại khu vực đường sắt Trường Xuân và các vùng liên quan, gây tổn hại nghiêm trọng đến chủ quyền và lợi ích Trung Quốc.
Mặt khác, khi Liên Xô đạt được những lợi ích theo "Thỏa thuận bí mật Yalta", Stalin đồng ý hòa giải với các lực lượng ly khai ở Tân Cương. Từ tháng 10 năm 1945, dưới sự làm trung gian của Liên Xô, các cuộc đàm phán giữa chính phủ Quốc dân và các lực lượng ly khai tại Tân Cương diễn ra, cuối cùng đạt được Hiệp định Hòa bình vào ngày 6 tháng 6 năm 1946. Theo đó, "Quân đội dân tộc" được tổ chức lại, đóng quân tại các khu vực đã được xác định; chính quyền tỉnh Tân Cương được tái cơ cấu, bao gồm cả đại diện của "Quân đội dân tộc". Các khu vực Y Lê, Tháp Thành, A Lạp Sơn được quyền tự trị, quân đội trung ương Quốc dân không được tiến vào.
Ban đầu, Liên Xô thúc đẩy đàm phán giữa Quốc dân Đảng và Đảng Cộng sản nhưng lại không muốn Mỹ can thiệp vào Đông Bắc. Trong khi đó, Mỹ yêu cầu Đông Bắc phải thực hiện chính sách mở cửa, đồng thời hỗ trợ trực tiếp quân đội Quốc dân tiếp quản khu vực này.
Để kiềm chế Mỹ, Liên Xô yêu cầu Đảng Cộng sản Trung Quốc từ bỏ các căn cứ ở quan nội (vùng trong Vạn Lý Trường Thành) và tập trung lực lượng vào quan ngoại (Đông Bắc) trong thời gian ngắn nhất, nhằm ngăn cản quân đội Quốc dân và Mỹ tiến vào Đông Bắc. Đảng Cộng sản nhanh chóng huy động hàng chục vạn quân đến Đông Bắc.
Đến cuối tháng 9 năm 1945, quân đội Mỹ bắt đầu đổ bộ lớn vào Hoa Bắc, đồng thời vận chuyển một lượng lớn quân đội Quốc dân đến Đông Bắc bằng đường biển. Trong khi đó, với sự hỗ trợ của quân đội Liên Xô, Đảng Cộng sản phong tỏa các tuyến đường bộ, đường biển và đường không vào Đông Bắc. Tưởng Giới Thạch ra lệnh rút lui khỏi Đông Bắc, đồng thời tuyên bố Liên Xô vi phạm hiệp ước. Sau đó, quân đội Quốc dân tấn công Sơn Hải Quan, bắt đầu tiếp quản bằng vũ lực.
Để đối phó với sức ép ngoại giao, Liên Xô đạt được thỏa thuận mới với chính phủ Quốc dân và kéo dài thời hạn rút quân đến ngày 1 tháng 2 năm 1946. Sau khi quân đội Liên Xô rút đi, chính quyền Quốc dân phục hồi việc tiếp quản Đông Bắc.
Liên Xô kiên quyết coi Đông Bắc là khu vực ảnh hưởng của mình và không cho phép Mỹ can thiệp. Vào cuối năm 1945, Tưởng Giới Thạch cử con trai mình là Tưởng Kinh Quốc đến Moskva. Tưởng Kinh Quốc khẳng định Đông Bắc cần thực hiện chính sách mở cửa, nhưng có thể đồng ý để Liên Xô giữ vai trò chủ đạo trong quan hệ kinh tế. Stalin yêu cầu độc quyền hợp tác kinh tế Trung-Xô tại tất cả các doanh nghiệp quan trọng, nếu không, quân đội Liên Xô sẽ coi các cơ sở đó là chiến lợi phẩm và tự xử lý.
Ngay từ cuối tháng 9 năm 1945, quân đội Liên Xô đã tháo dỡ hàng loạt thiết bị máy móc tại các nhà máy quân sự của Nhật Bản ở Đông Bắc, đồng thời lấy đi gần như toàn bộ tiền mặt, chứng khoán và kim loại quý từ Ngân hàng Đông Bắc. Đàm phán kinh tế giữa Trung Quốc và Liên Xô rơi vào bế tắc. Liên Xô bí mật thông báo với Cục Đông Bắc Đảng Cộng sản Trung Quốc rằng quân đội Liên Xô sẽ rút lui dần và lực lượng vũ trang Đảng Cộng sản cần nhanh chóng tiếp quản.
Khi quân đội Liên Xô bất ngờ rút khỏi Nam Mãn, lực lượng vũ trang Đảng Cộng sản nhanh chóng tiếp quản các khu vực như An Đông, Bản Khê, Liêu Dương, Hải Thành, Phủ Thuận, Thông Hóa, Thông Liêu, Liêu Nguyên và hầu hết các khu công nghiệp ở Nam Mãn.
Tưởng Giới Thạch yêu cầu cử các nhóm đình chiến đến Đông Bắc nhằm ngăn chặn quân Cộng sản tiếp tục tiến vào khu vực Liên Xô đã rút quân. Ngày 15 tháng 12 năm 1945, Tổng thống Truman ra lệnh cho George C. Marshall thúc đẩy thỏa thuận đình chiến giữa Quốc dân Đảng và Đảng Cộng sản Trung Quốc. Ngày 10 tháng 1 năm 1946, hai bên ký "Hiệp định đình chiến Quốc-Cộng".
Tuy nhiên, Tưởng Giới Thạch sau này, khi tổng kết bài học thất bại tại đại lục, đã thừa nhận rằng khi đó ông đã "tin tưởng vào sự điều đình của Marshall, điều động những lực lượng tinh nhuệ nhất của Quốc quân tới Đông Bắc, dẫn đến việc đại lục trở nên trống rỗng, các chiến trường đều cảm thấy thiếu quân lực". Lực lượng 400-500 nghìn quân Quốc dân được điều đến Đông Bắc tiêu tốn một lượng lớn tài nguyên hậu cần. Khi các thành phố như Trường Xuân bị bao vây, việc cứu viện phải phụ thuộc vào không vận. Đến năm 1948, 1/3 ngân sách quốc gia đã được dành cho khu vực Đông Bắc.
Do Tưởng Giới Thạch tập trung bảo vệ Đông Bắc bằng quân đội chủ lực, trong khi Đảng Cộng sản từ năm 1947 bắt đầu tấn công trên nhiều mặt trận ở quan nội, Quốc quân không đủ lực lượng để đối phó. Tuy nhiên, là Tổng Tư lệnh tối cao Chiến khu Trung Quốc, Tưởng Giới Thạch không thể không cử quân đội tới tiếp quản Đông Bắc, nơi đã bị chiếm đóng suốt 14 năm.
Mặc dù nhận thức rõ tầm quan trọng quân sự, Tưởng Giới Thạch trong bối cảnh chiến tranh vẫn đặt Quốc dân Đại hội lên hàng đầu. Học giả Cao Hoa cho rằng Tưởng bị ảnh hưởng bởi Phùng Hữu Lan, nên sau năm 1945, ông bắt đầu bộc lộ mong muốn thực hiện dân chủ hiến chính.
Mao Trạch Đông, thông qua các cuộc đối thoại và tiếp xúc gần gũi với Tưởng ở Trùng Khánh, đã nhận thấy Tưởng là người "không đủ dũng khí để độc tài, nhưng cũng không quyết đoán trong việc thực hiện dân chủ". Vào mùa thu năm 1945, Mao nói với Hồ Kiều Mộc rằng Quốc dân Đảng "không đủ kiên quyết để thực hiện chế độ độc tài, giống như bụi có thể dễ dàng bị thổi bay". Sau khi trở về Diên An từ Trùng Khánh, Mao nhận định: "Tưởng Giới Thạch hung hăng nhưng lại sợ hãi, không có trọng tâm - không rõ là theo dân chủ, độc tài, hòa bình hay chiến tranh. Gần đây, ông ta dường như không có một đường lối rõ ràng. Còn chúng ta thì có đường lối rõ ràng nhưng hành động rất thận trọng, chưa vội lật đổ chế độ độc đảng của ông ta".
Trước thềm ký kết Hiệp định Song Thập, một tâm phúc của Tưởng, đồng thời là chủ bút tờ Trung Ương Nhật Báo, Đào Hi Thánh, từng tuyên bố: "Chúng tôi biết rõ rằng Đảng Cộng sản sẽ không đến Trùng Khánh để đàm phán, nhưng chúng tôi cần phải diễn vở kịch này để tạo ra bầu không khí!". Ông còn nhấn mạnh: "Nếu các anh muốn hòa đàm, tôi sẽ đàm; nếu không thành, cũng không sao cả, vì đây chỉ là một ván cờ chính trị".
Một trong những nguyên nhân thất bại Quốc dân Đảng là chính sách từ chối thu nạp lực lượng bù nhìn (ngụy quân) từng phục vụ cho Nhật. Tổng Tham mưu trưởng Trần Thành từng cho rằng việc thu nhận lực lượng này sẽ "làm loạn huyết thống Quốc quân, tuyệt đối không được thực hiện". Ở Đông Bắc, Tưởng Giới Thạch đã giải tán 300 nghìn ngụy quân từng phục vụ cho Nhật Bản và phóng thích họ, dẫn đến việc phần lớn lực lượng này gia nhập Đảng Cộng sản, bổ sung cho quân đội đối phương.
Trong khi đó, Đảng Cộng sản áp dụng chính sách linh hoạt hơn đối với ngụy quân. Theo nguyên tắc "chính sách và chiến thuật", Đảng Cộng sản coi ngụy quân là lực lượng tiềm năng để tranh thủ và tích cực thu nạp. Mao Trạch Đông từng nói trong một cuộc họp rằng: "Nhiều người trong ngụy quân bị ép buộc làm việc cho kẻ thù, không phải thực sự phản bội. Nếu tranh thủ và cải tạo tốt, họ có thể trở thành lực lượng của chúng ta".
Việc áp dụng chính sách này đã giúp Đảng Cộng sản chuyển hóa một phần ngụy quân thành lực lượng chiến đấu, góp phần quan trọng vào các thắng lợi quân sự trong nội chiến.

#### Chiến lược và hành động của cả hai bên
Tháng 1 năm 1946, sau khi Quốc dân Đảng và Đảng Cộng sản đạt được Hiệp định Song Thập thông qua đàm phán tại Trùng Khánh, xã hội kỳ vọng vào hòa bình. Tuy nhiên, quá trình đàm phán nhanh chóng rơi vào bế tắc, mâu thuẫn giữa hai bên ngày càng sâu sắc, và thường xuyên xảy ra va chạm quân sự. Quốc dân Đảng dần phá vỡ Hiệp định Song Thập, sử dụng các biện pháp chính trị để cô lập Đảng Cộng sản và điều động quân đội tấn công các khu vực giải phóng. Kết quả, đàm phán hòa bình hoàn toàn sụp đổ.
Tháng 6 năm 1946, Tưởng Giới Thạch ra lệnh Quốc dân quân tổng tấn công khu vực giải phóng Trung Nguyên, với ý đồ nhanh chóng tiêu diệt lực lượng quân sự của Đảng Cộng sản. Cuộc tấn công này đánh dấu sự bùng nổ hoàn toàn của nội chiến Quốc-Cộng, chấm dứt mọi cơ hội hòa đàm. Từ tháng 7 năm 1946, khi Quốc-Cộng khai chiến tại khu vực Tô Bắc, đến tháng 10 năm 1946 khi Quốc dân quân chiếm được Trương Gia Khẩu, hai bên vẫn duy trì tình trạng vừa đánh vừa đàm. Trong thời gian này, Marshall tám lần đến Lư Sơn để hỗ trợ đàm phán giữa Tưởng Giới Thạch và Chu Ân Lai, chuyển chỉ thị từ Hoa Kỳ cho phía Đảng Cộng sản. Chính phủ Quốc dân hy vọng Mỹ can thiệp để đạt được mục tiêu "quân sự tiếp quản Hoa Bắc, ngoại giao tiếp quản Đông Bắc". Tuy nhiên, chính quyền Truman, mong muốn giải quyết xung đột thông qua hòa bình, đã không đồng ý với Tưởng, khiến kỳ vọng của Chính phủ Quốc dân bị phá vỡ.
Tháng 10 năm 1946, Chu Ân Lai từ chối đề xuất ngừng bắn tại Trương Gia Khẩu của Marshall. Quốc dân quân tiếp tục tiến công vào Trương Gia Khẩu, trong khi Đảng Cộng sản tập trung lực lượng chuẩn bị bao vây. Tuy nhiên, quân đội của Phó Tác Nghĩa, nhờ sự cơ động bởi lực lượng kỵ binh, đã chiếm được Trương Gia Khẩu vào ngày 11 tháng 10 năm 1946. Cùng ngày, Tưởng Giới Thạch, không muốn kéo dài thời gian tổ chức Quốc dân Đại hội để soạn thảo hiến pháp, tuyên bố lệnh ngừng bắn lần thứ ba và đơn phương ra lệnh Quốc dân quân đình chiến. Ngày 17 tháng 10, Tưởng đưa ra tuyên bố về vấn đề Đảng Cộng sản, và tuyên bố này được Marshall chuyển cho phía Đảng Cộng sản. Tuyên bố gồm tám điều khoản, phần lớn là các nội dung mà Đảng Cộng sản đã đồng ý hoặc từng yêu cầu. Đảng Cộng sản nhận thấy chính sách của Mỹ có lợi, nên đồng ý tiếp tục đàm phán với Tưởng.
Đến ngày 10 tháng 11 năm 1946, chỉ còn hai ngày trước khi Quốc dân Đại hội được triệu tập, các đại diện Quốc dân Đảng, Đảng Cộng sản và các đảng phái khác vẫn tiếp tục đàm phán trong một cuộc họp không chính thức. Tuy nhiên, hai bên không đạt được thỏa thuận. Đảng Cộng sản không hài lòng với điều kiện về số lượng đại biểu mà Quốc dân Đảng đưa ra, nên kiên quyết yêu cầu hoãn kỳ họp. Vương Thế Kiệt (đại diện Quốc dân Đảng) cho biết nếu Đảng Cộng sản đưa ra danh sách đại biểu ngay lập tức, chính phủ có thể xem xét hoãn vài ngày. Tuy nhiên, Chu Ân Lai từ chối công bố danh sách trước, khiến hai bên không đạt được thống nhất. Đảng Cộng sản quyết định rút lui.
Trong bối cảnh Đảng Cộng sản và một số đảng phái khác vắng mặt, để củng cố tính hợp pháp cho chế độ của mình và tránh bị mang tiếng là "một đảng chế hiến", Tưởng đã lôi kéo Đảng Thanh niên Trung Quốc và Đảng Xã hội Dân chủ tham gia Quốc dân Đại hội. Ngày 11 tháng 11, các đại biểu từ Đảng Thanh niên, Đảng Xã hội Dân chủ, và một số nhân sĩ độc lập đã đệ trình danh sách đại biểu Quốc dân Đại hội. Cuối cùng, bất chấp sự phản đối từ Đảng Cộng sản, Quốc dân Đại hội vẫn được tổ chức trong tình trạng thiếu đại diện từ nhiều đảng phái quan trọng.
Vào thời điểm đó, Mao Trạch Đông đã đến Trùng Khánh để đàm phán, công khai tuyên bố rằng mục đích chuyến đi là chứng minh với thế giới bên ngoài rằng Đảng Cộng sản Trung Quốc sẵn sàng đối thoại trực tiếp với Tưởng Giới Thạch và thể hiện mong muốn đấu tranh vì hòa bình. Đồng thời, Mao hy vọng nhân cơ hội này để vạch trần sự giả dối của Tưởng, người mượn danh nghĩa hòa đàm nhưng thực chất đang chuẩn bị cho nội chiến. Mao cho rằng sau khi Nhật Bản đầu hàng, danh tiếng xã hội của Tưởng Giới Thạch thực sự có phần hư ảo. Do hiệu ứng tuyên truyền về vai trò của Tưởng trong kháng chiến, nhiều người khó chấp nhận rằng những hành động thực tế của ông trong kháng chiến hoàn toàn không được như mô tả. Vì vậy, thông qua đàm phán, cần làm rõ ý đồ thực sự của Tưởng. Tuy nhiên, lúc bấy giờ Lưu Thiếu Kỳ đã đưa ra quan điểm về một "giai đoạn mới hòa bình và dân chủ," cho rằng cả hòa bình và dân chủ đều có thể đạt được. Ông trình bày quan điểm này trong một báo cáo tại trường Đảng vào tháng 9 năm 1945, và sau đó chính thức công bố vào ngày 1 tháng 2 năm 1946.
Sau khi Hội nghị Chính trị Hiệp thương cũ (Chính hiệp) kết thúc, Mao Trạch Đông đã chỉ thị cho các lãnh đạo ở Diên An. Ông nhấn mạnh rằng mục đích thực sự các cuộc đàm phán hòa bình là để tranh thủ thời gian nhằm tích lũy lực lượng, huấn luyện quân đội, đẩy mạnh sản xuất, thực hiện cải cách ruộng đất và chuẩn bị cho cuộc chiến trong tương lai. Mao cũng chỉ đạo rằng có thể ký vào Nghị quyết Chính hiệp để bề ngoài công nhận nội dung của nó là hợp lý, nhưng trọng tâm chiến lược thực sự của Đảng Cộng sản vẫn là chuẩn bị chiến tranh, nhằm đối phó với khả năng Quốc dân Đảng tấn công bất ngờ.
Ngoài ra, cũng có quan điểm cho rằng Đảng Cộng sản sử dụng danh nghĩa hòa bình như một cái cớ, thực chất hy vọng kích động nội chiến, và "tích lũy lực lượng" là để giành chính quyền. Ngày 21 tháng 11 năm 1946, Mao Trạch Đông đã nói với Chu Ân Lai và Lưu Thiếu Kỳ tại Tảo Viên, Diên An rằng: "Trong nhân dân Trung Quốc và ngay trong nội bộ Đảng chúng ta đều có câu hỏi liệu có đánh hay không. Nhưng câu hỏi này giờ đã được giải quyết, chỉ còn lại câu hỏi liệu có thể thắng hay không".
Trong thời kỳ Cách mạng Văn hóa, Chu Ân Lai đã chỉ trích Lưu Thiếu Kỳ - lúc đó là Chủ tịch nước - vì "cơ hội chủ nghĩa hữu khuynh", nói rằng trong các cuộc đàm phán Quốc-Cộng sau kháng chiến, uy tín của Tưởng như mặt trời giữa trưa, khiến mọi người đều tin tưởng vào triển vọng hòa bình. Nhưng Mao Trạch Đông lại cho rằng uy tín của Tưởng là "giả tạo", và ông đến đàm phán không phải để đạt được thỏa thuận, mà để làm cho các cuộc đàm phán thất bại, nhằm tố cáo Tưởng "giả hòa đàm, thực nội chiến". Tuy nhiên, Lưu Thiếu Kỳ lại tin tưởng và báo cáo rằng hòa bình là điều có thể. Chu Ân Lai giải thích rằng việc Đảng Cộng sản tham gia Hội nghị Chính hiệp từ năm 1945 đến năm 1946 thực chất chỉ là "giả vờ đàm phán", thực chất là một chiến thuật câu giờ.
Tưởng Giới Thạch sau này, trong tác phẩm "Liên Xô ở Trung Quốc" (1956), đã lên án mạnh mẽ: "Mọi người thường nghĩ rằng hòa đàm là con đường chuyển từ chiến tranh sang hòa bình. Bất cứ khi nào Liên Xô hoặc Đảng Cộng sản Trung Quốc yêu cầu 'hòa đàm', những người trong thế giới tự do lập tức tin rằng họ không còn ý định gây chiến tranh xâm lược nữa, mà thực sự muốn hòa bình. Nhưng trên thực tế, 'hòa đàm' của cộng sản không phải là con đường dẫn đến hòa bình, mà là một phương thức chiến tranh khác".

### Yếu tố Quốc tế

#### Hoa Kỳ viện trợ cho Quốc dân
Sau khi Nhật Bản đầu hàng, quân đội Hoa Kỳ ngừng các hoạt động quân sự tại Trung Quốc. Tuy nhiên, theo Đạo luật Cho vay-Thuê mượn, Hoa Kỳ tiếp tục hỗ trợ Trung Hoa Dân Quốc thực hiện nhiệm vụ quản lý lực lượng Nhật Bản tại Trung Quốc. Vào tháng 9 năm 1945, Tư lệnh quân đội Hoa Kỳ tại Trung Quốc, Tướng Albert C. Wedemeyer, đã ra lệnh chuyển giao kho quân nhu trị giá 45 triệu USD của Hoa Kỳ cho Trung Hoa Dân Quốc. Bộ Quốc phòng Hoa Kỳ cũng bàn giao 70 máy bay vận tải C-47 và một số máy bay còn sử dụng được cho chính phủ Trung Hoa Dân Quốc.
Trong thời gian Marshall làm trung gian hòa giải, viện trợ quân sự của Hoa Kỳ cho Trung Hoa Dân Quốc bao gồm hai hình thức chính: tặng và cho vay, cũng như việc thành lập các đoàn cố vấn quân sự. Theo báo cáo từ Ủy ban Đối ngoại Thượng viện Hoa Kỳ, sau khi Thế chiến II kết thúc, Hoa Kỳ đã cung cấp cho Quốc dân Đảng một lượng lớn quân nhu đa dạng, bao gồm: Vũ khí hạng nhẹ, bom, máy bay, xe tăng, ô tô, tàu chiến, tàu vận tải; Các thiết bị y tế, quân trang và các nhu yếu phẩm khác. Tính đến ngày 21 tháng 3 năm 1949, tổng giá trị viện trợ quân nhu (bao gồm tặng và cho vay) đạt khoảng 998,7 triệu USD, trong đó: 797,7 triệu USD là viện trợ không hoàn lại; 201 triệu USD là cho vay. Thực tế, giá trị thực tế những vật tư quân sự này vượt xa con số được ghi nhận. Ngoài ra, còn có một khoản viện trợ thông qua việc bán lại số quân nhu dư thừa, trị giá khoảng 102 triệu USD, cùng với số hàng hóa trị giá 6,7 triệu USD và 5.600 tấn đạn dược.
Bên cạnh đó, theo Hiệp định Tổ chức Hợp tác Trung-Mỹ (tiếng Anh: Sino-America Cooperative Organization Agreement), Hoa Kỳ đã cung cấp cho Quốc dân Đảng số quân nhu trị giá khoảng 17.7 triệu USD, được vận chuyển từ ngày 2 tháng 9 năm 1945 đến ngày 2 tháng 3 năm 1946. Mặc dù số vật tư này đã được chuyển giao trước khi Marshall đến Trung Quốc, khoản viện trợ này không nằm trong danh sách các khoản tặng trước đó. Thêm vào đó, khi quân đội Mỹ rút khỏi khu vực Tây Nam Trung Quốc, họ đã bán lại số quân nhu từng sử dụng trong chiến dịch Miến Điện, bao gồm cả vũ khí chiến đấu, cho Trung Hoa Dân Quốc với giá khoảng 25 triệu USD, trong đó: 20 triệu USD được ghi nhận là cho vay; 5 triệu USD được thanh toán trả góp. Khoản viện trợ này ban đầu được liệt kê trong tài khoản "Bán tài sản dư thừa" của quân đội Mỹ vào ngày 30 tháng 8 năm 1946, nhưng sau đó được miễn hoàn trả như một hành động thiện chí của Hoa Kỳ đối với Trung Hoa Dân Quốc.
Ngày 16 tháng 7 năm 1946, Bộ Hải quân Hoa Kỳ cử đoàn cố vấn hải quân đến hỗ trợ Quốc dân Đảng, đồng thời bàn giao 271 tàu chiến, bao gồm tàu hộ vệ khu trục, tàu đổ bộ, tàu vận tải và tàu tuần tra ven biển. Một đạo luật công khai cho phép Tổng thống Hoa Kỳ thành lập Phái bộ Hải quân Hoa Kỳ tại Trung Quốc, với tối đa 100 sĩ quan và 200 binh sĩ.
Ngày 8 tháng 12 năm 1947, Bộ trưởng Ngoại giao Trung Hoa Dân Quốc và Đại sứ Hoa Kỳ tại Trung Quốc, Leighton Stuart, đã ký một thỏa thuận, theo đó Hoa Kỳ chuyển giao 140 tàu chiến cho Trung Hoa Dân Quốc. Hoa Kỳ cũng hỗ trợ xây dựng cơ sở hạ tầng hải quân, bao gồm việc thành lập các hạm đội, tổ chức, căn cứ, cảng và trường đào tạo. Đồng thời, phía Trung Hoa Dân Quốc cung cấp thông tin tình báo hải quân cho Hoa Kỳ.
Tháng 10 năm 1945, Bộ Lục quân Hoa Kỳ yêu cầu Tư lệnh Quân đội Mỹ tại Trung Quốc, Tướng Wedemeyer, chuẩn bị thành lập một đoàn cố vấn lục quân. Đến tháng 2 năm 1946, Wedemeyer thiết lập Bộ Tư lệnh Chiến trường Trung Quốc tại Nam Kinh, bao gồm nhân sự từ lực lượng lục quân, không quân và hậu cần.
Ngày 28 tháng 10 năm 1946, Bộ Tư lệnh Chiến trường Trung Quốc được đổi tên thành Đoàn Cố vấn Lục quân Hoa Kỳ.
Từ cuối năm 1945 đến đầu năm 1947, George Marshall đã đóng vai trò trung gian hòa giải giữa chính phủ Trung Hoa Dân Quốc và Đảng Cộng sản Trung Quốc. Theo nhận định của Quan Trung, cựu Phó Chủ tịch Quốc dân Đảng, Marshall có thái độ "thiên vị cộng sản" rõ ràng trong các cuộc đàm phán. Một số học giả cho rằng Marshall đã ép Tưởng Giới Thạch ban hành lệnh ngừng bắn vào tháng 6 năm 1946, ngay sau khi Quốc quân chiến thắng trong trận Tứ Bình, khiến Quốc quân không thể tiếp tục tấn công. Quyết định này sau đó bị chỉ trích mạnh mẽ bởi Thượng nghị sĩ McCarthy.
Từ mùa hè năm 1946 đến tháng 2 hoặc tháng 3 năm 1948, Mỹ không chuyển bất kỳ lô vũ khí nào đến Trung Hoa Dân Quốc nhằm gây sức ép buộc chính phủ Quốc dân cho phép Đảng Cộng sản tham gia chính quyền. Sau khi Marshall thất bại trong nỗ lực hòa giải vào tháng 1 năm 1947 và trở về Mỹ, ông được bổ nhiệm làm Ngoại trưởng nhưng giữ thái độ tiêu cực đối với các vấn đề liên quan đến Trung Quốc. Van Slyke, Giám đốc Cục Viễn Đông Bộ Ngoại giao Mỹ, cho rằng chính sách "chờ và quan sát" với Trung Quốc sẽ giúp Mỹ tránh được căng thẳng với Liên Xô. Mỹ tập trung vào chính sách "ưu tiên châu Âu hơn châu Á", chuyển phần lớn viện trợ cho Hy Lạp và Thổ Nhĩ Kỳ nhằm ngăn chặn sự mở rộng Liên Xô ở châu Âu và Trung Đông. Năm 1951, ngày 9 tháng 6, sau khi bị bãi nhiệm, Tướng Douglas MacArthur, Tổng tư lệnh quân đội Liên Hợp Quốc trong Chiến tranh Triều Tiên, phát biểu: "Việc Marshall đến Trung Quốc là một trong những sai lầm lớn nhất trong lịch sử ngoại giao Mỹ. Từ đó, thế giới tự do phải trả giá bằng máu và thảm họa".
Ngày 3 tháng 7 năm 1947, Bộ trưởng Ngoại giao Trung Hoa Dân Quốc Vương Thế Kiệt và Đại sứ Mỹ tại Trung Quốc Stuart ký kết Hiệp định Hỗ trợ Kinh tế giữa Trung Hoa Dân Quốc và Mỹ (gọi tắt là "Hiệp định Viện trợ Kinh tế Trung-Mỹ") tại Nam Kinh. Cùng năm đó, Viện Hành chính Trung Hoa Dân Quốc thành lập Ủy ban Sử dụng Viện trợ Mỹ, trong khi Mỹ mở Phân bộ Hợp tác Kinh tế tại Trung Quốc (tiếng Anh: Economic Cooperation Administration, Mission to China) tại Thượng Hải.
Mùa thu năm 1947, Bộ Ngoại giao Mỹ chính thức bãi bỏ lệnh cấm các cố vấn Mỹ tham gia huấn luyện tại các trung tâm huấn luyện Quốc quân Trung Hoa Dân Quốc. Đến tháng 12 năm 1947, Mỹ đã giúp thiết lập hơn 20 trung tâm huấn luyện tân binh. Cuối năm 1948 và đầu năm 1949, Mỹ đào tạo bốn sư đoàn cho chính phủ Quốc dân tại Đài Loan và một sư đoàn tại Quảng Châu. Đoàn cố vấn còn hỗ trợ xây dựng Bộ Tư lệnh Lục quân Quốc dân, thiết lập hệ thống trường học quân đội và các trung tâm huấn luyện. Những cải tiến lớn được thực hiện tại các trường và lớp huấn luyện ở Thành Đô, Hán Khẩu, Đài Loan, Nam Kinh, và Quảng Châu.
Ngày 30 tháng 12 năm 1948, Văn phòng Ủy ban Sử dụng Viện trợ Mỹ tại Đài Loan được thành lập. Sau khi chính phủ Trung Hoa Dân Quốc di dời đến Đài Loan vào năm 1949, Ủy ban này cũng được chuyển đến đây, do Trần Thành giữ chức Chủ nhiệm Ủy ban. Cùng năm, Mỹ tuyên bố dừng viện trợ cho Trung Hoa Dân Quốc. Kế hoạch viện trợ được thực hiện với sự tham gia của công ty cố vấn Mỹ J. G. White Engineering Co., do phía Trung Hoa Dân Quốc và Mỹ cùng thuê để kiểm tra và giám sát. Công ty này cử giám đốc V.S. De Beausset đến Đài Loan vào năm 1949 làm người phụ trách.
Theo Bộ Ngoại giao Mỹ, từ năm 1937 đến 1949, tổng số tiền viện trợ của Mỹ cho Trung Hoa Dân Quốc đạt 3,523 tỷ USD. Trong đó, 2,007 tỷ USD được cung cấp trong thời kỳ nội chiến Quốc-Cộng (chiếm 60%), vượt xa mức viện trợ 1,515 tỷ USD trong thời kỳ kháng chiến chống Nhật (chiếm 40%). Học giả Anh Ernest Ettley nhận xét rằng từ khi Nhật Bản đầu hàng đến cuối tháng 2 năm 1946, Mỹ viện trợ khoảng 600 triệu USD, phần lớn là chi phí vận chuyển, bao gồm chi phí hồi hương hàng triệu binh sĩ Nhật tại Trung Quốc và vận chuyển quân đội Trung Hoa Dân Quốc đến các khu vực tiếp quản. Những khoản chi phí này nên được coi là chi tiêu cho Chiến tranh Thế giới thứ hai.
Tổng thống Harry Truman từ mùa hè năm 1946 đã cấm Trung Hoa Dân Quốc mua các loại vũ khí và đạn dược có thể được sử dụng để chống lại Đảng Cộng sản. Sau đó, Mỹ chỉ bán các mặt hàng quân sự trị giá 100 triệu USD cho chính phủ Trung Hoa Dân Quốc, nhưng chủ yếu là các vật phẩm không phục vụ chiến đấu. Lệnh cấm vận này được dỡ bỏ vào tháng 7 năm 1947. Tuy nhiên, từ tháng 12 năm 1947 đến tháng 11 năm 1948, lượng đạn dược mà Mỹ bán cho Trung Hoa Dân Quốc chỉ đủ dùng trong vòng một tháng. Nhìn chung, hầu hết viện trợ quân sự của Hoa Kỳ đều đến quá muộn. Tháng 4 năm 1948, Đạo luật Viện trợ Trung Quốc được thông qua, cung cấp khoản viện trợ trị giá 458 triệu USD, nhưng chỉ 125 triệu USD được chỉ định cho quân sự. Trong số đó, lục quân được nhận 87,5 triệu USD, không quân nhận 28 triệu USD, và hải quân nhận 9,5 triệu USD. Tuy nhiên, việc chuyển giao các khoản viện trợ này bị trì hoãn gần một năm, đến khi đó Đảng Cộng sản Trung Quốc đã chiếm phần lớn lãnh thổ Trung Quốc. Hơn nữa, viện trợ của Mỹ không phải là viện trợ không hoàn lại mà kèm theo chi phí cao, khiến Trung Hoa Dân Quốc phải trả một cái giá lớn.

#### Chính phủ Liên Xô cản trở
Liên Xô cử Tư lệnh Phương diện quân Ngoại Baikal ở Viễn Đông là Rodion Malinovsky, đã chỉ huy hàng trăm nghìn Hồng quân tiến vào Đông Bắc Trung Quốc và Ngoại Mông. Quân Nhật không có bất kỳ sự kháng cự nào. Ngày 21 tháng 8 năm 1945, đạo quân Quan Đông của Nhật tại Cáp Nhĩ Tân đầu hàng Hồng quân Liên Xô, hơn 594.000 người đã bị bắt làm tù binh. Hồng quân chia làm ba hướng tiến vào Mãn Châu và Ngoại Mông: cánh phải tiến về Trương Gia Khẩu, cánh trung tâm đến Thừa Đức và Bình Tuyền, cánh trái dọc theo tuyến đường sắt Trung Đông tiến xuống Trường Xuân, Thẩm Dương, một nhánh đến Lữ Thuận, và một nhánh khác đến Sơn Hải Quan.
Ngày 1 tháng 10, Đại sứ Liên Xô tại Trùng Khánh, Apollon Petrov gặp Thủ tướng Tống Tử Văn và thông báo rằng: "Quân đội Liên Xô đã bắt đầu rút quân, phần lớn sẽ rút vào cuối tháng 10, và hoàn toàn rút khỏi Đông Bắc Trung Quốc vào cuối tháng 11. Chính phủ Liên Xô đã ủy quyền cho Nguyên soái Malinovsky đàm phán với Bộ Tư lệnh Quốc dân đảng về các vấn đề quân sự và chính trị ở Đông Bắc, dự kiến diễn ra tại Trường Xuân từ ngày 10 đến ngày 15 tháng 10".
Ngày 12 tháng 10, Chủ nhiệm Đông Bắc Hành doanh Hùng Thức Huy cùng Đặc phái viên Ngoại giao Tưởng Kinh Quốc và Chủ nhiệm Ủy ban Kinh tế Trương Gia Áo đến Trường Xuân. Tưởng Kinh Quốc đã gửi thư báo cáo với Tưởng Giới Thạch về tình hình khi đến Trường Xuân như sau: "Chủ nhiệm Hùng cùng con đã an toàn đến Trường Xuân vào lúc 3 giờ chiều nay (ngày 12), quân đội Liên Xô đã cử đại diện đón tiếp tại sân bay. Ngày mai sẽ chính thức hội đàm với Malinovsky, dự kiến phía chúng ta sẽ đề xuất 4 vấn đề: rút quân, khôi phục giao thông, tiếp nhận hành chính, và cho phép đổ bộ tại Đại Liên. Hệ thống hành chính ở Đông Bắc vẫn còn nguyên vẹn, con cho rằng chúng ta cần hoàn tất việc tiếp nhận trước khi quân đội Liên Xô rút lui. Liên Xô gần đây công khai bày tỏ sự bất mãn với các hoạt động của Quốc dân Đảng. Lực lượng Cộng sản Trung Quốc tại Đông Bắc chưa có ảnh hưởng đáng kể, nhưng Hồng quân Liên Xô đang ngấm ngầm ủng hộ họ. Đông Bắc vừa trải qua một mùa màng bội thu, tình hình các địa phương tương đối ổn định, lòng dân hướng về chính quyền trung ương và có tinh thần yêu nước cao hơn so với vùng Quan Nội".
Ngày 13 tháng 10, Tưởng Kinh Quốc gửi thư báo cáo với Tưởng Giới Thạch rằng: "Phía Liên Xô không muốn quân đội ta đổ bộ bằng đường biển. Họ nhấn mạnh đến các tổ chức bí mật chống Liên Xô, điều này hẳn có ý đồ và tác động khác. Tránh thảo luận các vấn đề kinh tế". Đến đêm ngày 21 tháng 10, Đài phát thanh Trường Xuân của Liên Xô phát sóng phản đối việc quân đội Mỹ đổ bộ tại Hoa Bắc. Đến ngày 26 tháng 10, quân đội Liên Xô tiến hành diễn tập quân sự quy mô lớn ở ngoại ô Trường Xuân, hạn chế các hoạt động Hành doanh Đông Bắc, đóng cửa trụ sở Quốc dân đảng tại Trường Xuân, và bổ nhiệm đảng viên Đảng Cộng sản Trung Quốc Trương Khánh Hòa làm Cục trưởng Cảnh sát Trường Xuân, nhằm ngăn cản Quốc dân đảng tiếp quản khu vực này.
Vào tháng 11, Quân đội Quốc dân Trung Quốc bao gồm Quân đoàn 13 và Quân đoàn 52 đã đổ bộ vào Tần Hoàng Đảo và tiến đến khu vực gần Sơn Hải Quan. Tuy nhiên, họ gặp phải sự cản trở. Khi chính phủ Trung Quốc thương lượng với Nguyên soái Malinovsky của Liên Xô, đề nghị được đổ bộ tại Dinh Khẩu và Hồ Lô Đảo, Malinovsky tuyên bố rằng quân đội Liên Xô đã rút khỏi các khu vực này, nhưng quân Tập đoàn quân 18 (Đảng Cộng sản Trung Quốc) đã chiếm đóng, và Liên Xô không chịu trách nhiệm hay can thiệp vào vấn đề này.
Ngày 6 tháng 11, Tưởng Kinh Quốc phân tích lý do khiến thái độ Liên Xô thay đổi đột ngột. Ông cho rằng điều này liên quan đến mối quan hệ Mỹ-Xô và xung đột Quốc-Cộng. Liên Xô lo ngại rằng sau khi quân đội Trung Quốc tiến vào Đông Bắc, họ có thể hỗ trợ các lợi ích của Mỹ tại khu vực này. Thậm chí trong tương lai, trong trường hợp xảy ra chiến tranh, quân đội Trung Quốc có khả năng bị Mỹ lợi dụng. Vì vậy, Liên Xô không muốn quân đội Quốc quân tiến vào Đông Bắc. Tuy nhiên, theo các hiệp ước quốc tế, Liên Xô buộc phải rút quân và không thể ngăn cản Quốc quân tiến vào Đông Bắc, nên họ quyết định tạo ra tình trạng hỗn loạn, khiến chính quyền trung ương Trung Quốc không thể tiếp quản Đông Bắc ngay lập tức.
Trong nhật ký ngày 7 tháng 11, Tưởng Giới Thạch viết: "Âm mưu của Nga thật độc ác! Họ đã nắm chặt cổ họng của chúng ta, không cho chúng ta chút không gian để thở... Mọi lời hứa đều bị phản bội, từ Đại Liên, đến Hồ Lô Đảo, và cuối cùng là Dinh Khẩu. Ban đầu đồng ý, sau đó lại nuốt lời... Giờ đây, khi không thể đổ bộ vào các cảng biển ở Đông Bắc, chúng ta chỉ còn cách tiến vào bằng đường bộ qua Sơn Hải Quan. Từ nay, đối với Đông Bắc, chỉ có thể coi như 'cứu ngựa chết như cứu ngựa sống' (ý nói làm mọi cách trong tình huống tuyệt vọng). Chúng ta phải trước tiên khôi phục quan nội (khu vực Trung Quốc bên trong Vạn Lý Trường Thành) và Nội Mông, sau đó mới tính đến Đông Bắc".
Học giả Nhạc Vị Nhân và các nhà nghiên cứu khác cho rằng: Liên Xô đã tham chiến đúng thời điểm, chiếm đóng Đông Bắc, cho phép Đảng Cộng sản Trung Quốc kiểm soát phần lớn khu vực nông thôn, ngăn cản chính phủ Quốc dân tái tiếp quản Đông Bắc. Liên Xô còn chuyển giao một lượng lớn trang bị của quân Nhật Bản cho quân đội Đảng Cộng sản, khiến Tưởng Giới Thạch cuối cùng phải đối mặt với thất bại quân sự trong cuộc nội chiến.

#### Liên Xô ủng hộ Đảng Cộng sản Trung Quốc
Tại Đông Bắc, Liên Xô đã tiếp nhận vũ khí và trang bị từ tay đạo quân Quan Đông của Nhật Bản và chuyển giao cho Đảng Cộng sản Trung Quốc. Nhà sử học Trương Ngọc Pháp cho rằng vào năm 1947, khi tình hình chiến sự bất lợi, Đảng Cộng sản Trung Quốc đã yêu cầu Liên Xô viện trợ. Trương Ngọc Pháp nhận định rằng cuộc xung đột giữa Quốc dân đảng và Đảng Cộng sản là một cuộc chiến tranh quốc tế, trong đó Liên Xô liên tục cung cấp hỗ trợ quân sự và ngoại giao cho Đảng Cộng sản Trung Quốc; trong khi đó, Hoa Kỳ, nhằm buộc Chính phủ Quốc dân thay đổi hình thức chính quyền, đã viện trợ ít và bị chỉ trích nhiều. Điều này khiến thực lực và uy tín Quốc dân đảng ngày càng suy giảm, không chỉ mất khả năng đối đầu quân sự với Đảng Cộng sản mà còn mất cả điều kiện để đàm phán hòa bình. Sự phát triển Đảng Cộng sản Trung Quốc ngay từ đầu đã nhận được sự hỗ trợ từ Liên Xô. Với sự đồng tình từ Hoa Kỳ và sự hỗ trợ thực chất từ Liên Xô, sức mạnh Đảng Cộng sản Trung Quốc ngày càng gia tăng. Tuy nhiên, cũng có học giả Mỹ cho rằng, Hồng quân Liên Xô một mặt cho phép Bát Lộ Quân tiếp quản các vùng nông thôn, nhưng mặt khác lại để các quan chức Tưởng Giới Thạch tiếp quản tất cả các thành phố ở Mãn Châu và bảo vệ họ trong vài tháng.
Ngày 6 tháng 2 năm 1949, Mao Trạch Đông nói với Ủy viên Bộ Chính trị Đảng Cộng sản Liên Xô Anastas Mikoyan: "Cho đến nay, tất cả vũ khí mà chúng tôi nhận được đều là viện trợ không hoàn lại. Chúng tôi hiểu rằng trong sản xuất vũ khí của Liên Xô có sự lao động có trả công của công nhân Liên Xô". Mao Trạch Đông cũng đề xuất rằng Đảng Cộng sản Trung Quốc cần một khoản vay 300 triệu đô la Mỹ, 3.000 xe tải, cùng các loại vật tư cần thiết, máy móc, sản phẩm dầu mỏ và bạc để đúc tiền.
| Thời gian                           | Địa điểm giao hàng               | Súng máy | Súng trường     | Đạn dược | Các vật tư khác |
| Trước ngày 2/11/1945                | Thẩm Dương                       | 4.000    | 110.000-120.000 |          | Một lô pháo các loại |
| 2 - 6/11/1945                       | Thẩm Dương, Cáp Nhĩ Tân          | 1.000    | 36.000          | 8 triệu  | Một số pháo; 150.000 lựu đạn; 6 máy bay vận tải; 2 đoàn tàu hỏa; 20.000 áo khoác; 30.000 đôi giày da; 1 nhà máy sản xuất vũ khí                                                                         |
| Đầu tháng 12/1945                   | Lữ Thuận                         | 100      | Gần 10.000      |          | Hơn 40 máy bay |
| Tháng 3/1946                        | Triều Tiên                       |          | 30.000          |          | |
| Tháng 4/1946                        | Cáp Nhĩ Tân                      | 10.000   | 100.000         |          | 1.000 khẩu pháo |
| Tháng 5/1946                        | Triều Tiên                       | 115      |                 | 430,000  | 10.000 thùng thuốc nổ |
| Tháng 6/1946                        | Triều Tiên                       | 50       | 5.000           | 3 triệu  | Một lô hàng khác trong tháng, chi tiết không rõ |
| 15/7 - 7/8/1946                     | Triều Tiên                       | 688      | 12.145          | 10 triệu | 167 súng phóng lựu, 7 khẩu pháo, 11.164 lưỡi lê, 43.588 quả đạn pháo, 220.000 cân thuốc nổ, 500 thùng thuốc súng                                                                                        |
| Tháng 9/1946                        | Đồ Môn                           |          |                 |          | Hơn 100 toa tàu chở đạn dược |
| Tháng 9 - 10/1946                   | An Đông, Bắc Triều Tiên          |          |                 |          | Vũ khí và đạn dược từ kho của quân Nhật, được vận chuyển hàng ngày bằng hàng chục tàu thủy |
| 12/1946 - 1/1947                    | Liên Xô                          |          |                 |          | Vật tư trị giá 1,51 tỷ rúp (bao gồm 3 triệu mét vải, 560,000 tấn gạo và sợi bông, 3,300 tấn xăng, 500 xe tải, 700 tấn bom, v.v.)                                                                        |
| 2/1948 - 12/1948                    | Liên Xô                          |          |                 |          | Vật tư trị giá 3,35 tỷ rúp |
| Trước chiến dịch Liêu Thẩm năm 1948 | Mãn Châu Lý và các địa điểm khác |          |                 |          | 8.700 khẩu pháo, súng cối và súng phóng lựu, 2.600 xe tăng, 1.861 máy bay, khoảng 52.000 súng máy, gần 680 kho quân dụng, các tàu của hạm đội Tùng Hoa Giang, cùng với nhiều vũ khí Liên Xô chuyển giao |
| 7/1949 - 12/1949                    | Liên Xô                          |          |                 |          | Vật tư trị giá 4,21 tỷ rúp |

### Cải cách ruộng đất
Ngày 10 tháng 10 năm 1947, Trung ương Đảng Cộng sản Trung Quốc công bố "Đại cương Luật Đất đai Trung Quốc"; Tổng bộ Quân Giải phóng kêu gọi lật đổ Tưởng Giới Thạch. Tuy nhiên, chính sách cải cách ruộng đất đã dẫn đến tình trạng hỗn loạn ở nhiều nơi: "Không chỉ địa chủ và phú nông bỏ trốn, mà ngay cả trung nông và bần nông cũng trốn chạy không ít". Thậm chí, có những ngôi làng tịch thu cả tài sản trung và bần nông, đi kèm với các hành động tàn bạo như "dìm chết người bằng nước muối trong chum" hoặc "đổ dầu lên đầu và thiêu sống". Điều này khiến dân chúng hoang mang, sống trong lo sợ từng ngày.
Trước tình hình đó, ngày 25 tháng 12 năm 1947, Mao Trạch Đông trình bày tại hội nghị Trung ương Đảng Cộng sản Trung Quốc tổ chức ở Mễ Chi (tỉnh Thiểm Tây), đã trình bày một báo cáo, đề xuất phương châm tổng thể cải cách ruộng đất là: "Dựa vào bần nông, củng cố sự liên minh với trung nông, xóa bỏ giai cấp địa chủ và chế độ bóc lột phong kiến hoặc nửa phong kiến của phú nông kiểu cũ". Ông nhấn mạnh rằng: "Phải kiên quyết đoàn kết với trung nông, không được làm tổn hại đến lợi ích của họ", và "Dù chỉ có một hộ trung nông bị nhầm lẫn là địa chủ để bị xử lý, chúng ta cũng phải hết sức chú ý để sửa chữa".
Sau đó, vào mùa xuân năm 1948, Trung ương Đảng và Mao Trạch Đông đã liên tiếp ban hành các chỉ thị, yêu cầu phải tránh áp dụng bất kỳ chính sách mạo hiểm nào đối với trung nông, cho phép họ giữ lại lượng đất cao hơn mức trung bình; phân biệt giữa phú nông kiểu mới và kiểu cũ, đối xử với phú nông kiểu mới ở các khu vực cũ như trung nông giàu; quan tâm đến sĩ phu tiến bộ; phân biệt giữa địa chủ lớn, vừa và nhỏ; kiên quyết giảm số lượng người bị giết, nghiêm cấm giết người bừa bãi; làm rõ sự khác biệt giữa các khu vực cải cách ruộng đất, cụ thể là khu vực cũ chỉ thực hiện điều chỉnh phù hợp, khu vực nửa cũ tiến hành cải cách ruộng đất theo "Đại cương Luật Đất đai", khu vực mới không động đến phú nông trong giai đoạn đầu; xác định rõ tiêu chuẩn phân loại địa chủ, phú nông và trung nông; bảo vệ quyền sở hữu tư nhân đối với đất đai đã được phân chia; và yêu cầu chỉnh đốn những tuyên truyền "tả khuynh" liên quan đến cải cách ruộng đất. Cuối cùng, điều này đã làm cho người dân nông thôn, đặc biệt là những nông dân nghèo chiếm đa số, chuyển lòng tin và ủng hộ về phía Đảng Cộng sản Trung Quốc.
Cải cách ruộng đất cũng giúp Đảng Cộng sản mở rộng cơ sở thu thuế. Năm 1949, nguồn thu tài chính của Đảng Cộng sản đạt tới 304 tỷ cân lương thực, tương đương khoảng 1,1 tỷ USD, trong khi đó, tài chính chính phủ Trung Hoa Dân Quốc cùng thời chỉ đạt 90 triệu USD.

### Lạm phát và suy thoái kinh tế
Cuộc chiến tranh Trung – Nhật đã gây ra sự sụp đổ kinh tế và tan rã xã hội, khiến những nỗ lực khôi phục trật tự Chính phủ Quốc Dân đảng trở nên thất bại. Do lạm phát và chi tiêu không ngừng gia tăng, lượng vàng, bạc và ngoại tệ dự trữ Quốc Dân đảng giảm mạnh: từ 900 triệu USD vào cuối năm 1945, xuống 600 triệu USD vào tháng 5 năm 1946, 450 triệu USD vào cuối năm 1946, 300 triệu USD vào tháng 10 năm 1947, và chỉ còn 110 triệu USD vào tháng 4 năm 1948.
Đầu năm 1947, tổng lượng phát hành tiền pháp tệ là 3,5 nghìn tỷ, nhưng đến tháng 7 đã tăng lên hơn 10 nghìn tỷ. Ngày 29 tháng 7 năm 1948, Tưởng Giới Thạch đã triệu tập một hội nghị tại Mạc Can Sơn để nghiên cứu việc phát hành tiền Kim Viên (金圆券). Ông cho rằng kế hoạch tiền Kim Viên do Vương Vân Ngũ (王云五) đề xuất nhằm cứu vãn tài chính, thu thập vàng, bạc, ngoại tệ, và kiểm soát giá cả là những biện pháp cần thiết.
Ngày 19 tháng 8, Tưởng ban hành "Lệnh xử lý khẩn cấp về tài chính và kinh tế", phát hành tiền Kim Viên, đồng thời ngừng phát hành pháp tệ; và bổ nhiệm các giám sát viên kinh tế tại các địa phương. Tưởng Giới Thạch phát biểu, kêu gọi đồng bào tuân thủ pháp luật và ủng hộ hệ thống tiền tệ mới để mang lại lợi ích cho quốc gia và nhân dân. Đồng thời, ông công bố "Luật phát hành tiền Kim Viên", với các nội dung chính như sau: "Tiền Kim Viên được phát hành với dự trữ đầy đủ, trong đó phải có 40% dự trữ bằng vàng, bạc và ngoại hối, phần còn lại được bảo đảm bằng chứng khoán có giá trị và tài sản các doanh nghiệp nhà nước do chính phủ chỉ định. Mỗi đồng tiền Kim Viên có hàm lượng vàng 0,22217 gram, do Ngân hàng Trung ương phát hành, với tổng số lượng phát hành giới hạn ở mức 20 tỷ đồng. Một đồng tiền Kim Viên quy đổi bằng 3 triệu đồng pháp tệ".

### Phong trào học sinh dấy lên
Sau năm 1946, sinh viên ở các nơi liên tục phát động phong trào phản đối nạn đói. Dưới sự đàn áp từ Chính phủ Quốc dân, họ lại đưa ra khẩu hiệu "chống áp bức". Cùng với sự phát triển chiến tranh, dưới sự lãnh đạo từ Đảng Cộng sản Trung Quốc, phong trào phản đối nạn đói, phản đối nội chiến, và phản đối đàn áp tại các khu vực do Quốc dân đảng kiểm soát cũng dần dần gia tăng.
Đảng Cộng sản Trung Quốc đã lợi dụng các đảng viên ngầm hoạt động bí mật ở hậu phương để kích động các phong trào sinh viên. Nổi bật nhất là cuộc biểu tình lớn "phản đối nạn đói, phản đối nội chiến" của sinh viên các trường đại học ở Thượng Hải, Nam Kinh và các nơi khác vào tháng 5 năm 1947. Cuộc biểu tình này đã dẫn đến xung đột giữa sinh viên và quân đội, gây ra vụ đổ máu.
Ngoài ra, Liên minh Dân chủ Trung Quốc, một chính đảng liên minh với Đảng Cộng sản, trước khi bị giải tán vào tháng 10 năm 1947, cũng đã tận dụng tư cách hợp pháp của mình để tích cực tham gia phong trào sinh viên, phối hợp với cuộc đấu tranh của Đảng Cộng sản. Ngày 30 tháng 5 năm 1947, Tân Hoa Xã công bố một bài bình luận thời sự do Mao Trạch Đông viết, đánh giá cao phong trào sinh viên ở khu vực do Quốc dân đảng kiểm soát, coi đó là "mặt trận thứ hai" bên cạnh mặt trận chiến đấu của Quân Giải phóng Nhân dân.
Ngày 15 tháng 8 năm 1948, Bộ Giáo dục Trung Hoa Dân Quốc tuyên bố: "Trong vòng một năm rưỡi, sinh viên gây ra 109 lần phong trào, làm chậm trễ 506 ngày học tập, phong trào lan rộng đến 18 thành phố lớn".
Đến tháng 1 năm 1949, Quân Giải phóng tiến vào Bắc Bình (Bắc Kinh). Nhà văn Bá Dương hồi tưởng: "Khi đoàn xe đi qua khu Đông Đơn, một thiếu tá Quốc Dân đảng kéo theo hai sinh viên đại học và lớn tiếng buộc tội: "Các người, những sinh viên đại học vô lương tâm! Chính phủ đã làm gì không tốt với các người? Khi chúng tôi ở tiền tuyến phải ăn lương khô, các người ăn gì? Gạo trắng, bột mì trắng, thịt mỡ. Nhưng các người ngày nào cũng biểu tình, phản đối nạn đói, phản đối bạo quyền. Các người có đói không? Ngày Bát Lộ Quân tiến vào thành phố, các người lập tức phải ăn gạo cũ và không có lấy một miếng thịt. Nhưng các người lại không phản đối nạn đói. Các người vô ơn như vậy, trời sẽ trừng phạt các người, đừng nghĩ có thể thoát được!". Cả con phố nhất thời đều lặng đi. Cuối cùng, ông ta bị cưỡng chế dẫn đi.
| Thời gian                          | Địa điểm bùng phát    | Nguyên nhân | Thực tế diễn ra | Ghi chú                   |
| Tháng 12/1946 (Sự kiện Thẩm Sùng)  | Bắc Bình              | Nữ sinh Thẩm Sùng dự bị Đại học Bắc Kinh bị lính Mỹ cưỡng hiếp | Phong trào phản Mỹ trên toàn quốc | Do Đảng Cộng sản lãnh đạo |
| Tháng 5/1947 (Phong trào 520)      | Nam Kinh              | Giá cả tăng cao, trợ cấp sinh hoạt của các trường công lập không đủ | Phong trào phản đói, phản nội chiến trên toàn quốc                                                                                                 | Do Đảng Cộng sản lãnh đạo |
| Tháng 5/1947 (Thảm án 61)          | Vũ Hán                | Giá cả tăng cao, trợ cấp sinh hoạt của các trường công lập không đủ | Sinh viên xung đột với quân đội và cảnh sát | Do Đảng Cộng sản lãnh đạo |
| Tháng 10/1947                      | Hàng Châu             | Chủ tịch Hội Sinh viên Đại học Chiết Giang, Vu Tử Tam, bị bắt và chết trong tù vì bị cáo buộc tham gia Đảng ngầm | Sinh viên khắp nơi biểu tình phản đối chính phủ bắt bớ, đàn áp sinh viên                                                                           | Do Đảng Cộng sản lãnh đạo |
| Tháng 1/1948                       | Thượng Hải            | Sinh viên Đại học Đồng Tế tự bầu Ban tự quản, nhưng bị trường đuổi học | Sinh viên Đại học Đồng Tế đến chính quyền thành phố để thỉnh nguyện                                                                                | Do Đảng Cộng sản lãnh đạo |
| Tháng 3/1948                       | Bắc Bình              | Chính phủ Dân quốc đóng cửa tổ chức Đảng ngầm "Liên hiệp sinh viên Hoa Bắc" | Hơn vạn sinh viên tổ chức buổi sinh hoạt lửa trại tại quảng trường dân chủ của Đại học Bắc Kinh                                                    | -                         |
| Tháng 4/1948                       | Bắc Bình              | Chính phủ Dân quốc bắt giữ sinh viên của Liên hiệp sinh viên Hoa Bắc | 500 sinh viên đến phủ hành chính Bắc Bình để thỉnh nguyện                                                                                          | Do Đảng Cộng sản lãnh đạo |
| Tháng 6/1948                       | Thượng Hải, Thiên Tân | Mỹ quyết định hỗ trợ kinh tế Nhật Bản | Hơn vạn sinh viên ở Thượng Hải biểu tình phản đối Mỹ hỗ trợ Nhật Bản; sinh viên Đại học Bắc Dương tại Thiên Tân từ chối viện trợ lương thực của Mỹ | -                         |
| Tháng 7/1948 (Sự kiện 75 Bắc Bình) | Bắc Bình              | Hội đồng Thành phố Bắc Bình quyết định xét duyệt lại tư cách nhập học của sinh viên lưu vong Đông Bắc tại Đại học tạm thời Bắc Bình. Sau khi đàm phán, Quân Thanh niên Trung Quốc nổ súng vào sinh viên, khiến 8 người chết. Chính phủ tuyên bố rằng cả hai bên đều bắn lẫn nhau | 10.000 sinh viên đến phủ của Lý Tông Nhân để thỉnh nguyện phản đối                                                                                 | Do Đảng Cộng sản lãnh đạo |

### Tình báo và tuyên truyền
Người ta thường cho rằng nguyên nhân thất bại Quốc quân có nhiều: chính phủ chia rẽ, đấu đá nội bộ, tham nhũng hủ bại; tài chính hỗn loạn, kinh tế sụp đổ; binh sĩ chán ghét chiến tranh, quan lại áp bức dân dẫn đến dân chúng nổi dậy. Sau cuộc kháng chiến, chính quyền trung ương phân biệt đối xử với các đơn vị quân đội không thuộc hệ thống trung ương, chế độ đãi ngộ không công bằng, điều họ đi chiến đấu ở các khu vực xa xôi hoặc giải thể, khiến họ bất mãn hoặc đào ngũ. Lấy lý do "chỉnh quân" sau chiến tranh, chính phủ cắt giảm gần 300.000 sĩ quan không thuộc hệ trung ương, tập hợp họ vào "Tổng đội Sĩ quan", khiến những cán bộ có kinh nghiệm chiến trường mang lòng oán hận và sau đó nhiều người gia nhập Quân Giải phóng Nhân dân.
Việc xử lý lực lượng ngụy quân triệu người không phù hợp, như giết chỉ huy, tước đoạt binh sĩ, hoặc coi họ là "Hán gian", "ngụy quân địch", khiến họ quay sang gia nhập Đảng Cộng sản. Do phe phái rõ rệt giữa các tướng lĩnh cao cấp, những vị tướng có khả năng chiến đấu như Quan Lân Trưng, Tiết Nhạc không được trọng dụng; trong khi đó, việc giao Lưu Trĩ chỉ huy trận chiến Hứa Bạng lại dẫn đến thất bại không tránh khỏi. Một số tướng lĩnh từng bị trung ương xem như đối thủ đã quay sang gia nhập Đảng Cộng sản trong thời điểm quan trọng, như Cao Thụ Huân, Hàn Luyện Thành, Ngô Hóa Văn, Vệ Lập Hoàng, Hà Cơ Phụng, Trương Khắc Hiệp, [[Trương Chẩn, Trình Tiềm, Trần Minh Nhân, v.v. Trước thời điểm giải phóng đại lục Trung Quốc, nhiều tướng lĩnh địa phương vì muốn sinh tồn đã bất kể nguyên tắc.
Hơn nữa, nhiều gián điệp Đảng Cộng sản đã được cài vào cơ quan tối cao Quốc quân và các cấp chỉ huy, thường xuyên cung cấp thông tin chi tiết cho Đảng Cộng sản, như Phó Tổng tham mưu trưởng Lưu Phỉ, Trưởng phòng Tác chiến Quách Nhữ Côi. Đặc biệt, cơ quan chỉ huy tối cao điều hành chiến đấu trực tiếp và cả Lưu, Quách đều tham gia vào công tác chỉ huy bí mật, nên mỗi trận đều thất bại. Ngoài ra, Đảng Cộng sản đã cài đặt mạng lưới tình báo rộng khắp tại các tầng lớp cao cấp chính phủ Quốc dân, bao gồm Lưu Phỉ, Hùng Hướng Huy, Quách Nhữ Côi và thư ký của Phó Tác Nghĩa là Nghiêm Hựu Văn, cùng nhiều đảng viên ngầm khác.
Khi nội chiến Quốc-Cộng bùng phát vào năm 1946, báo Tân Hoa Nhật Báo mỗi ngày đều đăng tin tức chiến thắng quân đội Đảng Cộng sản do Tân Hoa Xã phát hành, thậm chí còn có chuyên mục dành riêng để đăng tin này. Theo hồi ức biên tập viên báo này, "Một số phần tử phản động không hài lòng, nói: 'Thật là kỳ lạ, trên thế giới làm gì có chuyện trong khi đánh nhau mà lại cho phép kẻ địch phát biểu tuyên ngôn, thông báo chiến thắng và tuyên truyền trên vùng đất của mình?'... Chúng muốn lấy đó làm cớ để đàn áp chúng tôi... Kẻ địch ngày càng kiểm soát chặt chẽ bài viết Tân Hoa Nhật Báo, không cho đăng tin từ Tân Hoa Xã, cũng không cho đăng tin chiến thắng từ tiền tuyến... Đôi khi chúng tôi sửa đổi đôi chút để giữ nguyên ý, nhưng phần lớn là chúng tôi không thèm quan tâm, cần đăng thì vẫn cứ đăng. Kẻ địch hoàn toàn bất lực trước chúng tôi" .
Đến tháng 9 năm 1949, Hiệp hội nhân viên ngân hàng Côn Minh đã công bố một lá thư gửi đến giới nhân sĩ trong xã hội, phản đối việc trưng binh, trưng lương, phản đối các loại thuế khóa hà khắc, và phản đối việc quân đội thuộc hệ thống Tưởng Giới Thạch và Quế Hệ tiến vào Vân Nam.

### Nghĩa vụ quân sự bắt buộc

#### Đảng Cộng sản Trung Quốc
Tại Khu căn cứ Quân khu Ký Trung do Đảng Cộng sản Trung Quốc lãnh đạo, trong quá trình mở rộng quân đội vào năm 1946 tại Định Châu, đã xảy ra nhiều hành vi cưỡng ép và bạo lực. Một số cán bộ khu vực cầm gậy gỗ đi khắp nơi tìm người, chửi bới và đánh đập. Một số cán bộ thôn đã dùng dây trói và đánh những thanh niên trốn tránh nghĩa vụ, hoặc tổ chức cả làng "ăn trừng phạt" người trốn nghĩa vụ bằng cách sử dụng lớn lượng thực phẩm từ gia đình họ, như 400 cân bánh bao, hai con lợn và 120 cân mì sợi, thậm chí còn tịch thu tài sản, trâu bò và các vật dụng khác.
Năm 1947, tại huyện Thanh Uyển, những người không muốn tham gia quân đội đã bị đối xử khắc nghiệt. Tại làng La Gia Doanh, người ta phá nhà những ai không chịu tham gia quân đội. Ở làng Bắc Vương Lực, người dân bị lôi ra khỏi giường vào ban đêm và áp giải đến các trại huấn luyện. Ở Khương Trang, nếu ai không chịu đi, các cán bộ sẽ huy động dân làng đến nhà họ để tịch thu tài sản. Một số nơi còn xử lý những người bỏ trốn như đối với "tội phạm phản quốc".
Năm 1948, tại các huyện như Vô Cực, xảy ra nhiều phương thức cưỡng ép tuyển quân: Đặt cho những người trẻ tuổi cái danh "phản bội" nếu không tham gia; Chặn người đi đường, thấy thanh niên là bắt; Các tổ công tác mang súng ép người dân nhập ngũ; Huy động dân làng đến nhà những người không chịu đi lính để ăn uống; Giam giữ và không cho ăn uống; Lấy danh nghĩa họp để bắt người; Ai không đi lính sẽ bị phạt lao động hoặc đứng gác suốt một năm. Ở huyện Lai Thủy, một số người bị trói và ép giao nộp tại trụ sở khu vực. Các cán bộ làng mang súng để bắt người. Nhiều nơi tổ chức rút thăm hoặc bốc thăm giấy bóng để quyết định ai phải nhập ngũ. Ở các huyện Từ Thủy và Lai Thủy, ai có "khuyết điểm" đều bị ép tham gia quân đội. Có nơi còn giam giữ, tịch thu tài sản hoặc thậm chí đẩy người vào tình huống khắc nghiệt như bắt phải đứng trong nước lạnh giữa mùa đông.
Tại Quân khu Ký Nam, năm 1947, ở huyện Uy, một số cán bộ đã dùng các biện pháp đe dọa, chặn đường, hoặc tổ chức họp để cưỡng ép dân làng tham gia quân đội. Tại huyện Lâm Thanh, nhiều nơi dùng cách tổ chức hội họp mà không cho về nếu không đủ số người tham gia quân đội. Một số nơi dùng cách "bốc thăm" hoặc "rút trúng" để bắt người. Có những trường hợp nhục mạ bằng cách bắt người mặc da chó và diễu phố, kể cả phụ nữ bị xem là "kéo chân chồng" cũng bị đối xử tương tự, với những câu chữ sỉ nhục dán lên người như "Tôi không thể ngủ mà thiếu đàn ông".
Ở một số nơi, ai không chịu tham gia quân đội còn bị tịch thu đất đai và tài sản đã được phân phát. Ví dụ, năm 1946 tại huyện Giao Hà, những nông dân đã được chia đất nhưng từ chối nhập ngũ thì đất đai bị thu hồi. Tại huyện Dung Thành năm 1949, có nơi đã thu hồi bốn ngôi nhà từ những ai không chịu tham gia quân đội. Thống kê cho thấy, tại Quân khu Ký Nam, từ 1/3 đến 1/2 số người nhập ngũ là do bị cưỡng ép.

#### Quốc Dân đảng
Tại khu vực do Quốc Dân Đảng kiểm soát, tình trạng tương tự cũng diễn ra rất nghiêm trọng. Nông dân thường bị bất ngờ bắt đi ngay tại đồng ruộng hoặc ở nhà. Những người chống đối có thể bị trừng phạt bằng hình phạt thể xác hoặc các hình thức trừng phạt khác. Ở các khu vực kém phát triển, hiện tượng này càng phổ biến, khi các tá điền và nông dân nghèo không đủ tiền hối lộ quan chức trở thành đối tượng bị cưỡng ép chính.
Việc cưỡng ép quy mô lớn các thanh niên khỏe mạnh đã tạo ra tác động sâu sắc đến xã hội nông thôn Trung Quốc. Việc bắt đi một lượng lớn lao động trẻ khiến lực lượng sản xuất ở nông thôn giảm mạnh, năng suất nông nghiệp suy giảm đáng kể, và nhiều gia đình rơi vào cảnh nghèo đói. Có ghi chép rằng: "Trong làng thường xuyên vang lên tiếng khóc than của phụ nữ và trẻ em, còn ruộng đồng thì bỏ hoang".
Những người bị cưỡng ép sau khi bị bắt thường phải trải qua hành trình di chuyển xa: "Trong quá trình di chuyển, họ bị áp giải thành từng nhóm, cổ bị xỏ dây thừng. Những người ngã xuống vì đói, khát, mệt mỏi hoặc bệnh tật trên đường đi thường bị bỏ mặc, không ai quan tâm". Tỷ lệ tử vong trên hành trình này rất cao: "Những tân binh phải hành quân hàng trăm dặm, dọc đường rất nhiều người tử vong, đôi khi số người chết còn vượt quá một nửa số lượng được tuyển chọn ban đầu".
Trong một đợt tuyển quân tại Khúc Giang, Quảng Đông, trong số 700 người bị bắt đi, chỉ có 17 người sống sót và đến được đơn vị, tỷ lệ tử vong lên tới 97%. Nguyên nhân tử vong chủ yếu là do đói khát, bệnh tật và thời tiết khắc nghiệt. Trên đường hành quân, những người này chủ yếu sống dựa vào một chút lương khô hoặc tự tìm kiếm thức ăn trong thiên nhiên. Những người kiệt sức thường bị bỏ rơi. Ngoài ra, sự lây lan các bệnh truyền nhiễm như tả và lỵ càng làm tăng nguy cơ tử vong.
Khi đến được đơn vị, điều kiện sống các tân binh vẫn rất khắc nghiệt. Dù quân đội trung ương có hệ thống hậu cần tương đối tốt, nhưng các đơn vị địa phương, do thiếu kinh phí hoặc bị sĩ quan cố tình bớt xén, thường xuyên phải đối mặt với tình trạng thiếu lương thực và trang bị. "Các binh sĩ ở những đơn vị địa phương chỉ được nhận nửa bát cháo loãng mỗi ngày, dẫn đến tình trạng suy dinh dưỡng kéo dài và giảm sút thể lực nghiêm trọng" .
Trong thời kỳ chiến tranh Trung-Nhật, quân đội Trung Quốc trung bình chỉ có 1,5 bác sĩ đủ tiêu chuẩn trên mỗi 1.000 binh sĩ, thuốc men cực kỳ thiếu thốn. Theo ghi nhận, tỷ lệ binh sĩ bị thương hoặc mắc bệnh lên tới hơn 40%. Nhiều binh sĩ có vết thương bị nhiễm trùng nhưng không được điều trị kịp thời, thậm chí phải cắt cụt tay chân. Do điều kiện sống khắc nghiệt, hiện tượng đào ngũ rất phổ biến. Một số đơn vị có tỷ lệ đào ngũ vượt quá 50%, ảnh hưởng nghiêm trọng đến sức chiến đấu của quân đội. Ở một số khu vực, các đơn vị gần như tan rã hoàn toàn vì quá nhiều binh sĩ đào ngũ.

## Nội chiến bùng nổ

### Đầu hàng và tiếp quản
Vào tháng 7 năm 1945, Quốc dân Đảng và Đảng Cộng sản Trung Quốc đã giao tranh trong Chiến dịch Gia Đài Sơn. Đến ngày 10 tháng 8 năm 1945, khi Tập đoàn quân 18 Quân Cách mệnh Dân Quốc (Bát Lộ quân) biết tin Nhật Bản sắp đầu hàng, họ lập tức gửi tối hậu thư đến các lực lượng đối địch gần đó, yêu cầu đầu hàng hoặc sẽ bị tiêu diệt triệt để.
Cùng ngày, Mao Trạch Đông thông báo cho các thuộc cấp rằng: "Liên Xô tham chiến, Nhật Bản sắp đầu hàng, nội chiến đang đến gần... Chuẩn bị sẵn sàng để đối phó với nội chiến". Trụ sở Quân Bát Lộ chỉ thị cho các đơn vị: "Nhanh chóng chiếm đóng tất cả các thành phố lớn nhỏ và các tuyến đường giao thông đang bị bao vây hoặc nằm trong khả năng chiếm lĩnh của ta. Nếu gặp lực lượng ngoan cố ngăn cản, phải tìm mọi cách để ngăn chặn, thậm chí tiêu diệt".
Trong khi đó, Tư lệnh Chiến Khu 12 Quốc dân Đảng Phó Tác Nghĩa, dẫn quân từ Ngũ Nguyên, Ninh Hạ tiến về phía đông, dự định vào Bắc Bình (Bắc Kinh) và Thiên Tân để tiếp nhận sự đầu hàng của quân Nhật. Ngày 12 tháng 8, Trung ương Đảng Cộng sản Trung Quốc gửi điện cho Cục Tấn Sát Kí yêu cầu "dốc toàn lực tiêu diệt quân đội đang tiến về phía đông của Phó Tác Nghĩa".
Ngày 13 tháng 8, Mao Trạch Đông tuyên bố: "Theo phương châm của Tưởng Giới Thạch, ông ta sẽ tiến hành nội chiến. Vì vậy, phương châm của chúng ta là đối đầu từng bước". Tiếp đó, Chu Đức gửi điện đến chỉ huy quân Nhật, Okamura Yasuji, yêu cầu quân Nhật lần lượt đầu hàng các lãnh đạo Đảng Cộng sản tại Hoa Bắc, Hoa Đông, Hoa Trung và Hoa Nam, nhưng yêu cầu này bị quân Nhật từ chối, và các đồng minh cũng không hề quan tâm.
Ngày 15 tháng 8, Thiên hoàng Nhật Bản tuyên bố đầu hàng. Bát Lộ Quân và Tân Tứ Quân từ chối tuân theo mệnh lệnh Tưởng Giới Thạch về việc giữ nguyên vị trí, đồng thời mở cuộc phản công toàn tuyến chống lại quân Nhật và lực lượng bù nhìn, ra lệnh cho quân Nhật phải đầu hàng các lực lượng Cộng sản, trừ những khu vực bị bao vây bởi Quốc quân.
Ngày 16 tháng 8, Mao Trạch Đông phát biểu trên Tân Hoa Xã bài viết "Kẻ thù của nhân dân: Tưởng Giới Thạch phát đi tín hiệu nội chiến", trong đó bóp méo bài phát biểu Thứ trưởng Ngoại giao Chính phủ Quốc dân Ngô Quốc Trinh. Mao cáo buộc Tưởng Giới Thạch dự định "trừng trị kỷ luật quân sự" đối với phe đối lập và gọi đó là tín hiệu nội chiến. Thực chất, đây là bước đi của Mao nhằm chuẩn bị cắt đứt quan hệ với Quốc dân Đảng, lấy danh nghĩa chống nội chiến để phát động chiến tranh cách mạng nhằm lật đổ chính quyền Quốc dân Đảng.
Do Stalin, nhân danh Trung ương Đảng Cộng sản Liên Xô, đã gửi điện tín cho Mao Trạch Đông với nội dung: "Nhật Bản đã đầu hàng, Quốc-Cộng nên hòa giải và cùng thảo luận kế hoạch xây dựng đất nước. Nếu tiếp tục nội chiến, dân tộc Trung Hoa sẽ đứng trước nguy cơ diệt vong". Ngày 30 tháng 8, Mao Trạch Đông tuyên bố "ủng hộ ông Tưởng Giới Thạch, thừa nhận vai trò lãnh đạo toàn quốc của ông Tưởng" và đồng ý tham gia Đàm phán Trùng Khánh.
Tuy nhiên, ngày 24 tháng 8, trước khi đến Trùng Khánh, Mao chỉ thị cho các đơn vị quân sự: "Các đồng chí trở về tiền tuyến và cứ mạnh tay chiến đấu". Đến ngày 26 tháng 8, quân đội Bát Lộ Quân và Tân Tứ Quân đã chiếm được 59 thành phố và khu vực nông thôn. Theo lệnh chính phủ Quốc dân, quân đội Nhật và ngụy bắt đầu phản công Bát Lộ Quân và Tân Tứ Quân. Đến cuối tháng 9, họ giành lại hơn 20 thị trấn. Ngày 29 tháng 8, Trung ương Đảng Cộng sản Trung Quốc chỉ thị cho các lãnh đạo ở khu vực Tấn Sát Kí (Sơn Tây, Sát Cáp Nhĩ, Hà Bắc) và Sơn Đông nhanh chóng cử cán bộ và lực lượng quân sự đến vùng Đông Bắc để kiểm soát các khu vực nông thôn, thị trấn nhỏ và trung bình, thiết lập chính quyền địa phương và lực lượng quân đội khu vực. Ngày 17 tháng 9, Trung ương Đảng Cộng sản chính thức đề xuất rằng "Đông Bắc là khu vực chúng ta phải giành được, còn hai tỉnh Nhiệt Hà và Sát Cáp Nhĩ phải hoàn toàn kiểm soát". Đồng thời xác định chiến lược "tiến về phía bắc và phòng thủ phía nam".
Ngày 10 tháng 9, quân đội từ Khu giải phóng Tấn Ký Lỗ Dự (Sơn Tây, Hà Bắc, Sơn Đông, Hà Nam) đã tiến hành một cuộc phản kích tự vệ tại khu vực Trường Trị, tỉnh Sơn Tây (cổ gọi là quận Thượng Đảng), gọi là Chiến dịch Thượng Đảng. Lực lượng tham gia bao gồm 3 sư đoàn và một phần lực lượng địa phương thuộc Quân khu Tấn Ký Lỗ Dự, với tổng số hơn 31.000 binh sĩ dưới sự chỉ huy của Tư lệnh Lưu Bá Thừa và Chính ủy Đặng Tiểu Bình. Ngoài ra, có khoảng 50.000 dân quân hỗ trợ chiến đấu.
Phía Quốc dân Đảng, Tư lệnh Chiến khu 2 Diêm Tích Sơn đã ra lệnh cho Sư trưởng Sư đoàn 19 Sử Trạch Ba dẫn theo 5 sư đoàn, với tổng cộng 17.000 binh sĩ, cùng 13 sư đoàn khác (38.000 người). Từ cuối tháng 8 đến ngày 8 tháng 10, quân Quốc dân Đảng hứng chịu thất bại nặng nề. Trong số đó, hơn 4.000 người chạy thoát, nhưng phần lớn quân đội, bao gồm 17.000 binh sĩ, bị bắt làm tù binh, trong đó có Sư trưởng Sử Trạch Ba cùng hơn 10 sĩ quan từ cấp Phó Sư trưởng trở lên. Quân đội khu giải phóng chiếm được 6 huyện lỵ, trong khi phía Cộng sản tổn thất 4.000 người.
Ngày 24 tháng 10, Quân khu giải phóng Tấn Ký Lỗ Dự phát động Chiến dịch Hàm Đan nhằm phản kích lại các cuộc tấn công quân Quốc dân tại khu vực Hàm Đan, tỉnh Hà Bắc. Lực lượng Quốc dân Đảng dưới sự chỉ huy của Tư lệnh Chiến khu 11 Tôn Liên Trọng, phối hợp với Tư lệnh Chiến khu Ký Sát Cao Thụ Huân, dẫn theo Tân biên Quân đoàn số 8 cùng hai sư đoàn khác, tổng cộng hơn 10.000 dân quân tại Hà Bắc. Ngày 30 tháng 10, tại thị trấn Mã Đầu, huyện Từ, tỉnh Hà Bắc, Cao Thụ Huân tuyên bố khởi nghĩa, thành lập "Quân Dân chủ Kiến quốc" và giữ chức Tổng tư lệnh. Điều này khiến cho Quân đoàn số 30 và Quân đoàn số 40 Quốc dân Đảng bị tiêu diệt từ ngày 31 tháng 10 đến ngày 2 tháng 11. Hơn 20.000 sĩ quan và binh sĩ, bao gồm cả Mã Pháp Ngũ (Tư lệnh quân đoàn), Phó quân đoàn trưởng và 4 Sư trưởng, bị bắt làm tù binh.
| Danh sách các xung đột chính giữa Quốc Dân Đảng và Đảng Cộng Sản Trung Quốc nửa cuối năm 1945 | Danh sách các xung đột chính giữa Quốc Dân Đảng và Đảng Cộng Sản Trung Quốc nửa cuối năm 1945 | Danh sách các xung đột chính giữa Quốc Dân Đảng và Đảng Cộng Sản Trung Quốc nửa cuối năm 1945 | Danh sách các xung đột chính giữa Quốc Dân Đảng và Đảng Cộng Sản Trung Quốc nửa cuối năm 1945                                    |
| Tên trận chiến                                                                                | Thời gian                                                                                     | Nguyên nhân bùng phát | Diễn biến thực tế |
| --------------------------------------------------------------------------------------------- | --------------------------------------------------------------------------------------------- | --- | --- |
| Chiến dịch Thượng Đảng                                                                        | 10/9 - 12/10                                                                                  | Quân đội Diêm Tích Sơn chiếm lại Tương Nguyên, Lộ Thành (đã được Bát Lộ Quân giải phóng trước đó) và nhận đầu hàng từ quân Nhật tại Trường Trị. Bát Lộ Quân phát động tấn công.                                                      | Lực lượng 10 sư đoàn của Diêm Tích Sơn bị tiêu diệt, Trường Trị rơi vào tay Bát Lộ Quân.                                         |
| Chiến dịch Tân Phổ                                                                            | 15/10 - 14/12                                                                                 | Tân Tứ Quân chặn Quốc Quân di chuyển dọc đường sắt Tân Phổ để tiếp quản việc đầu hàng của quân Nhật. | Tân Tứ Quân chiếm được nhiều khu vực lớn tại Sơn Đông, kết nối hai khu giải phóng Sơn Đông và Hoa Trung thành một khối liên tục. |
| Chiến dịch Bình Tuyến                                                                         | 18/10 - 14/12                                                                                 | Phó Tác Nghĩa tiếp quản đầu hàng tại Tùy Viễn. Lực lượng quân đội khu giải phóng Tấn Ký Lỗ Dự tấn công để mở thông tuyến giao thông Hoa Bắc - Đông Bắc.                                                                              | Bát Lộ Quân bao vây Quy Tùy và Bao Đầu trong hơn một tháng, nhưng không chiếm được và cuối cùng phải rút lui.                    |
| Chiến dịch Bình Hán                                                                           | 24/10 - 2/11                                                                                  | Quốc Quân di chuyển dọc tuyến đường sắt Bình Hán để tiếp quản đầu hàng quân Nhật, Bát Lộ Quân khu Tấn Ký Lỗ Dự ngăn chặn bước tiến này.                                                                                              | Bát Lộ Quân bao vây và tiêu diệt toàn bộ 7 sư đoàn của Quốc Quân.                                                                |
| Trận chiến Sơn Hải Quan                                                                       | 15/11                                                                                         | Quân Quốc Dân Đảng đến Đại Liên bằng tàu vận tải của Mỹ nhưng bị Liên Xô và Bát Lộ Quân, Quân Dân Chủ Đông Bắc từ chối cho đổ bộ, phải chuyển sang Tần Hoàng Đảo. Sau đó, khi tiến tới Sơn Hải Quan, quân Quốc Dân Đảng bị chặn lại. | Quốc Quân phá vỡ phòng tuyến của Bát Lộ Quân và Quân Dân Chủ Đông Bắc, vượt qua Sơn Hải Quan và chiếm được Cẩm Châu.             |

### Đàm phán Quốc Cộng
Ngày 14 tháng 8 năm 1945, Tưởng Giới Thạch, nhằm giải quyết bất đồng với Đảng Cộng sản Trung Quốc, đã điện mời Mao Trạch Đông đến Trùng Khánh. Mao chỉ trích lời mời này là "hoàn toàn lừa dối". Ngày 16 tháng 8, Mao trả lời Tưởng, nói rằng sẽ cân nhắc gặp gỡ sau khi nhận được ý kiến về yêu cầu từ Chu Đức. Cùng lúc, Stalin đã gửi một bức điện nhân danh Trung ương Đảng Cộng sản Liên Xô yêu cầu Mao hợp tác với Tưởng. Mao giận dữ phản đối, cho rằng Moskva tại sao lại cấm ông tiến hành cách mạng. Ngày 20 tháng 8, Tưởng gửi thêm một bức điện thúc giục, giải thích rằng yêu cầu từ Chu Đức không thể được chấp nhận. Ngày 23 tháng 8, Tưởng gửi điện lần thứ ba thúc giục.
Ngày 24 tháng 8, Mao tuyên bố sẵn sàng gặp mặt, cùng bàn bạc về kế hoạch xây dựng hòa bình và quốc gia. Mao nói: "Tôi rất mong được gặp ngài, để thảo luận về kế hoạch xây dựng hòa bình cho đất nước. Chờ khi máy bay tới, đồng chí Chu Ân Lai sẽ lập tức đến Trùng Khánh trước, tôi cũng sẵn sàng bất cứ lúc nào để đi Trùng Khánh". Ngày 25 tháng 8, Trung ương Đảng Cộng sản Trung Quốc ra tuyên bố về tình hình hiện tại, yêu cầu Chính phủ Quốc dân thừa nhận các chính quyền dân cử giải phóng và lực lượng kháng Nhật, quy định khu vực mà Bát Lộ Quân, Tân Tứ Quân cùng các đội quân kháng Nhật miền Nam tiếp nhận sự đầu hàng của Nhật Bản, tiến hành tái cơ cấu quân đội một cách công bằng, hợp lý, thừa nhận địa vị hợp pháp các đảng phái, triệu tập hội nghị đại diện các đảng phái, thành lập chính phủ liên hợp dân chủ. Sau khi nghiên cứu kỹ lưỡng và cân nhắc lợi hại, Mao cuối cùng quyết định chấp nhận lời mời của Tưởng.
Ngày 26 tháng 8, Hội nghị Bộ Chính trị Trung ương Đảng Cộng sản Trung Quốc quyết định: "cần đánh giá đầy đủ khả năng Tưởng Giới Thạch ép buộc một hiệp định bất lợi, nhưng quyền ký hay không vẫn thuộc về chúng ta; phải đưa ra một số nhượng bộ nhất định để đạt được thỏa hiệp mà không làm tổn hại đến lợi ích cơ bản của cả hai bên. Đợt nhượng bộ đầu tiên là khu vực từ Quảng Đông đến Hà Nam; Đợt thứ hai là khu vực Giang Nam; Đợt thứ ba là khu vực Giang Bắc, từ phía bắc đường sắt Long Hải đến tận Ngoại Mông. Những khu vực này phải đảm bảo Đảng Cộng sản chiếm ưu thế; Các quan chức hành chính ở Đông Bắc sẽ do Quốc dân Đảng cử, nhưng cán bộ Đảng Cộng sản sẽ phụ trách công việc cụ thể. Nếu các điều kiện này vẫn không được chấp nhận, thì "không ký hiệp định bất lợi tại chân thành", và sẵn sàng đối mặt với việc bị giam giữ".
Ngày 13 tháng 9, Trung ương Đảng Cộng sản Trung Quốc thông báo tới các đảng ủy địa phương như sau: "Các cuộc đàm phán ban đầu để trao đổi ý kiến với Quốc Dân Đảng đã tạm thời kết thúc. Quốc Dân Đảng hoàn toàn không có thành ý, quan điểm hai bên cách biệt rất xa, và đàm phán sẽ bị kéo dài thêm một thời gian.
Về các vấn đề cụ thể, Tưởng Giới Thạch tuyên bố: Chính phủ không thể để trật tự pháp lý bị xáo trộn, các mệnh lệnh quân sự và chính trị phải được thống nhất. Quốc dân Đại hội cần được tổ chức sớm, các đại biểu cũ vẫn có hiệu lực, nhưng có thể tăng thêm số lượng để bao gồm đại diện các bên và các đảng phái tham gia chính phủ. Về các vấn đề quan trọng trong quan hệ giữa hai đảng: Đối với quân đội, chỉ cho phép tổ chức 12 sư đoàn, phải hoàn toàn tuân theo mệnh lệnh và tập trung tại các khu vực được chỉ định. Đối với các chính quyền dân chủ trong khu giải phóng, thái độ của Quốc Dân Đảng vẫn mơ hồ".
Ngày 6 tháng 12, theo thông tin từ cơ quan tình báo của Quốc Dân Đảng, sau khi trở về Diên An, Mao Trạch Đông đã triệu tập một cuộc họp các ủy viên Bộ Chính trị để báo cáo về tình hình đàm phán tại Trùng Khánh. Mao phát biểu tóm tắt như sau: "Lần đàm phán này, chúng ta đã thảo luận về rất nhiều vấn đề, tất cả đều dựa trên 12 nguyên tắc do Trung ương Đảng ta đề ra. Chúng ta nhận thấy việc giành được địa vị hợp pháp cho Đảng là rất quan trọng. Trong khi đó, Quốc Dân Đảng lại tập trung vào hai vấn đề: quân đội và chính quyền của Đảng ta. Họ liên tục nhấn mạnh việc thống nhất mệnh lệnh quân sự và chính trị, nhằm đạt được mục tiêu xóa bỏ quyền lực quân sự và chính quyền của chúng ta. Đồng chí Stalin đã nói rất đúng: 'Cách mạng Trung Quốc là cách mạng vũ trang, chống lại phản cách mạng vũ trang'. Nếu quân đội và chính quyền của Đảng bị xóa bỏ, thì ngay cả khi Đảng được hợp pháp hóa, chúng ta cũng không còn sức mạnh nào nữa. Vì vậy, quân đội và chính quyền là những thứ tuyệt đối không thể từ bỏ".
Sau khi Hội nghị Hiệp thương Chính trị kết thúc vào ngày 31 tháng 1 năm 1946, Trung ương Đảng Cộng sản Trung Quốc đã ban hành một chỉ thị do Lưu Thiếu Kỳ soạn thảo vào ngày 1 tháng 2 với tiêu đề "Về tình hình hiện tại và nhiệm vụ". Trong đó, có đoạn viết: "Trung Quốc hiện đang bước vào một giai đoạn mới của hòa bình, dân chủ và xây dựng. ... Hình thức đấu tranh chính của cách mạng Trung Quốc hiện nay đã chuyển từ đấu tranh vũ trang sang đấu tranh phi vũ trang, bao gồm đấu tranh quần chúng và nghị trường. Các vấn đề trong nước sẽ được giải quyết thông qua phương thức chính trị. Toàn bộ công tác của Đảng phải thích ứng với tình hình mới này... Trong quân đội sau khi được tái tổ chức, các chức danh như Ủy viên chính trị, chi bộ Đảng và Ủy ban công tác Đảng sẽ bị bãi bỏ. Đảng sẽ ngừng việc trực tiếp lãnh đạo quân đội". Bản báo cáo này sau đó đã trở thành một trong những lý do khiến Lưu Thiếu Kỳ bị chỉ trích và đàn áp trong thời kỳ Cách mạng Văn hóa (1966–1976). Trong thời kỳ Cách mạng Văn hóa, Lưu Thiếu Kỳ bị lên án là "kẻ đi con đường tư bản" và bị quy chụp rằng những quan điểm trong báo cáo này biểu thị ý đồ "từ bỏ vai trò lãnh đạo của Đảng đối với quân đội", điều mà Mao Trạch Đông coi là không thể chấp nhận được. Điều này đã khiến ông bị chỉ trích nặng nề và trở thành mục tiêu chính trong các cuộc đấu tố.

### Hòa giải quân sự và cuộc đấu tranh ở vùng Đông Bắc
Ngày 10 tháng 1 năm 1946, sau chiến thắng trong Chiến tranh Trung-Nhật, Trung Quốc Quốc Dân Đảng và Đảng Cộng sản Trung Quốc đã ký kết "Hiệp định ngừng bắn Quốc-Cộng" (Lệnh ngừng bắn lần thứ nhất), yêu cầu hai bên ngừng xung đột quân sự và quy định quân đội hai bên phải ngừng các hành động quân sự từ nửa đêm ngày 13 tháng 1. Tuy nhiên, ở khu vực Đông Bắc, quân đội Đông Bắc Dân chủ Liên quân vẫn tiếp tục tiến công, chiếm các khu vực như Dinh Khẩu, An Sơn, Tứ Bình Nhai và Harbin. Bát Lộ Quân từ Sơn Tây dẫn theo hơn 40.000 binh sĩ chia nhiều ngả qua Nhiệt Hà tiến vào Đông Bắc, đồng thời một lực lượng 5.000 người chiếm được Bàn Sơn. Ngày 16 tháng 1, chỉ 6 ngày sau khi lệnh ngừng bắn được ban hành, ủy viên tiếp nhận mỏ than Phụng Thiên của chính phủ Quốc dân, Trương Thân Phu, bị quân đội Đông Bắc Dân chủ Liên quân sát hại.
Ở khu vực phía Nam (Quan Nội), Bát Lộ Quân tiến vào Nhiệt Hà chiếm Xích Cử, tại Tấn Tùy chiếm được Hầu Mã và Tập Ninh. Theo Ủy ban Quân sự Chính phủ Quốc dân, từ ngày 13 tháng 1 đến ngày 3 tháng 4, Bát Lộ Quân và Tân Tứ Quân đã phát động 287 cuộc tấn công quy mô lớn, chiếm 13 huyện, 30 ga tàu, và bao vây 29 thành phố.
Mặc dù Đảng Cộng sản Trung Quốc tuân thủ hiệp định, nhưng Quốc dân Đảng lại ra lệnh bí mật cho quân đội "nhanh chóng chiếm giữ các điểm chiến lược" trước khi ban hành lệnh ngừng bắn. Sau đó, Quốc dân Đảng điều động quân đội tấn công các khu giải phóng. Tưởng Giới Thạch tận dụng thời gian ngừng bắn để, với danh nghĩa "tiếp nhận chủ quyền", tăng cường lực lượng ở khu vực Đông Bắc và chiếm các địa điểm chiến lược. Kết quả là hình thành tình trạng "giao tranh nhỏ ở khu vực phía Nam, giao tranh lớn ở khu vực phía Bắc".
Theo thống kê chưa đầy đủ, từ ngày 13 tháng 1 đến ngày 20 tháng 5, quân đội Quốc dân Đảng đã phát động 3.635 cuộc tấn công lớn nhỏ vào các khu giải phóng, huy động hơn 2,58 triệu binh sĩ, chiếm 2.077 làng mạc và thị trấn trong các khu giải phóng, cùng 26 huyện lỵ. Sau gần 10 tháng vừa đánh vừa đàm, Tưởng tự tin rằng đã hoàn tất việc chuẩn bị cho cuộc nội chiến toàn diện.
Ngày 6 tháng 3 năm 1946, chính phủ Trung Hoa Dân Quốc gửi công hàm đến Liên Xô, yêu cầu quân đội Liên Xô phải "ngay lập tức rút lui" vì thời hạn rút quân đã hết, nhưng Hồng quân vẫn chưa hoàn toàn rút khỏi. Ngày 12 tháng 3, Đông Bắc Cục báo cáo Trung ương Đảng Cộng sản Trung Quốc rằng Liên Xô thông báo sẽ rút khỏi Thẩm Dương vào ngày 13 tháng 3. Đồng thời, Đông Bắc Cục đề nghị Đông Bắc Dân chủ Liên quân "nhanh chóng tiến vào Thẩm Dương" và "bất kỳ nơi nào Hồng quân rút lui đều có thể tấn công". Đến giữa tháng 3, Đông Bắc Cục tiếp tục khẳng định rằng tất cả các khu vực mà Hồng quân rút khỏi, bao gồm Thẩm Dương và Tứ Bình, "chúng ta có thể mở rộng chiến đấu và cần phải mạnh dạn tấn công".
Ngày 13 tháng 3, quân đội Quốc dân Đảng tiến vào Thẩm Dương, sau đó tiến công xuống phía Nam đến Bản Khê và tăng viện lên phía Bắc tới Tứ Bình. Lực lượng chính của Đông Bắc Dân chủ Liên quân do Lâm Bưu chỉ huy, với hơn 30 vạn quân, tập trung tại khu vực Tứ Bình Nhai để cố gắng ngăn chặn bước tiến của quân Quốc dân Đảng. Ngày 6 tháng 4, Liên Xô hoàn thành việc rút quân. Chỉ 1 tiếng rưỡi sau khi Hồng quân rút đi, Đông Bắc Dân chủ Liên quân mở cuộc tấn công vào Trường Xuân, khu vực trước đó do Trung-Xô cùng quản lý, và chiếm được thành phố này vào ngày 8 tháng 4. Chính phủ Quốc dân cho rằng hành động này đã vi phạm Lệnh ngừng bắn tháng 1.
Từ tháng 5, lực lượng Quốc dân Đảng do Đỗ Duật Minh chỉ huy đã phát động cuộc phản công ở khu vực Đông Bắc. Ngày 3 tháng 5, Quốc quân chiếm được Bản Khê. Ngày 19 tháng 5, sau những trận đánh ác liệt, Quốc quân chiếm được Tứ Bình Nhai. Ngày 22 tháng 5, Đông Bắc Dân chủ Liên quân hoàn toàn rút khỏi Trường Xuân. Ngày 23 tháng 5, Quốc quân chiếm được Trường Xuân. Ngày 28 tháng 5, Quốc quân chiếm được Cát Lâm. Ngày 5 tháng 6, Quốc quân tiến sát đến Cáp Nhĩ Tân nhưng phải dừng lại tại sông Tùng Hoa vì chiến tuyến quá dài. Bắt đầu từ ngày 5 tháng 6, dưới áp lực của George Marshall, Tưởng Giới Thạch lần lượt đưa ra 5 yêu cầu ngừng bắn, buộc Đảng Cộng sản phải rút khỏi: Toàn bộ khu vực phía Nam tuyến đường sắt Long Hải; Toàn tuyến đường sắt Giao Tế; Khu vực Thừa Đức và phía Nam, bao gồm vùng ven biển phía Đông Bắc Hà Bắc; Toàn bộ khu vực Đông Bắc, ngoại trừ hai tỉnh Hắc Long Giang, Hưng An, phần phía Bắc và Trung của tỉnh Nộn Giang, cùng khu vực Diên Cát; Tất cả các khu vực ở Sơn Đông và Sơn Tây mà Đảng Cộng sản đã giải phóng từ tay quân ngụy sau ngày 7 tháng 6. Tưởng tuyên bố nếu Đảng Cộng sản không rút khỏi các khu vực trên, chính phủ Quốc dân sẽ không cân nhắc đến việc ngừng bắn. Ngày 6 tháng 6, Tưởng ban hành Lệnh ngừng bắn tháng 6 (Lệnh ngừng bắn lần thứ hai).
So sánh lực lượng giữa hai bên: Quân đội Đảng Cộng sản Trung Quốc vào tháng 9 năm 1945 có 610.000 quân chính quy, 660.000 quân địa phương và hàng triệu dân quân không chuyên (cũng có ý kiến cho rằng đây là con số vào thời điểm nội chiến chính thức bùng nổ). Lực lượng ngụy quân, tiêu biểu là quân đội của Mãn Châu Quốc, từng đạt đỉnh với hơn 800.000 binh sĩ trong biên chế. Sau khi Nhật Bản đầu hàng, phần lớn lực lượng này được cả hai bên thu nạp: đa phần gia nhập Quốc dân Đảng, một phần nhỏ tham gia vào Quân Giải phóng Nhân dân. Các hoạt động cải tổ lực lượng này hoàn tất trong vài tháng sau khi Nhật Bản đầu hàng. Đến tháng 6 năm 1946, Quốc dân Đảng có tổng cộng 4,3 triệu quân, trong đó có 2-2,2 triệu quân cơ động với chất lượng cao, có thể tham gia tác chiến linh hoạt. Tuy nhiên, trong hàng ngũ Quốc dân Đảng luôn tồn tại sự đối lập giữa các đơn vị trung ương tinh nhuệ, được trang bị tốt và huấn luyện bài bản, với các lực lượng "tạp phái" (quân đội các lãnh chúa địa phương) có chế độ đãi ngộ thấp, chất lượng binh sĩ kém, trang bị nghèo nàn và kỷ luật quân đội tệ hại. Sự đối kháng giữa các phe phái này đã làm suy yếu khả năng chỉ huy thống nhất trong nội bộ Quốc dân Đảng.

### Quốc Dân Đại hội khai mạc
Sau khi lệnh ngừng bắn lần thứ hai được ban hành, vào lúc 3 giờ chiều ngày 7 tháng 6 năm 1946, quân đội Đông Bắc Dân chủ Liên quân chia quân thành bốn hướng tấn công quân đội Quốc dân. Các hướng tấn công bao gồm Pháp Lạp, Đào Lại Chiêu, Ngũ Khắc Thụ và Ô Lạp. Để tuân thủ lệnh ngừng bắn, quân Quốc dân không kháng cự và rút về phía tây sông Tùng Hoa. Vào ngày 9 và 19 tháng 6, Bát Lộ Quân đã giết hai thiếu tá của tổ điều phối quân sự là Lôi Phấn Cường và Quách Tử Kỳ tại Yển Thành và Tu Vũ, tỉnh Hà Nam. Đồng thời, Bát Lộ Quân tiến hành các cuộc tấn công và chiếm được nhiều khu vực: Thành Đức ở Nhiệt Hà, Tảo Trang, Đức Châu, Thái An, và Cao Mật ở Sơn Đông; Thái Hưng và thị trấn Khẩu An ở Giang Tô; cùng các địa phương Văn Hỉ, Sóc Huyện, Tân Trạch, Du Thứ, và Giới Tú ở Tấn Tụy. Quân dã chiến Tấn Ký Lỗ Dự cũng chiếm được khu vực từ Đông Minh đến Khảo Thành ở phía nam Hà Bắc. Quốc dân Chính phủ yêu cầu họ rút lui về vị trí trước ngày 6 tháng 6 trước cuối tháng 6, nếu không sẽ phải chịu các biện pháp trừng phạt.
Phía Đảng Cộng sản Trung Quốc cho rằng ngày 26 tháng 6 năm 1946, Quốc dân Chính phủ phát động tấn công lớn vào khu giải phóng Trung Nguyên, khởi đầu cho nội chiến và công khai tiến hành các cuộc tấn công toàn diện vào khu giải phóng. Sau khi lệnh ngừng bắn hết hiệu lực, quân Quốc dân dưới sự chỉ huy của Lưu Tự và Trình Tiềm, sử dụng 200.000 quân bao vây 60.000 quân giải phóng Trung Nguyên do Lý Tiên Niệm chỉ huy tại vùng Tuyên Hóa Điếm, biên giới Hồ Bắc-Hà Nam. Tuy nhiên, Lý Tiên Niệm đã dẫn quân phá vòng vây trước đó.
Vào tháng 6 năm 1946, với sự hỗ trợ của Mỹ, Tưởng Giới Thạch huy động 1,6 triệu quân chính quy để phát động cuộc tấn công toàn diện vào khu giải phóng. Quân đội giải phóng đã phản công mạnh mẽ. Khi triển khai xong các chiến lược quân sự, Quốc dân Chính phủ chính thức phát động cuộc tấn công toàn diện vào khu giải phóng vào ngày 26 tháng 6 năm 1946, đánh dấu sự khởi đầu cuộc nội chiến toàn quốc.
Tưởng Giới Thạch thực hiện chiến lược tấn công toàn diện, sử dụng 80% quân chính quy Quốc dân đảng, tương đương 193 lữ đoàn và 1,58 triệu quân. Mục tiêu là trước tiên tiêu diệt quân giải phóng Trung Nguyên, sau đó tấn công vào Giang Tô, An Huy, rồi tiếp tục tiến lên Hoa Bắc, với kỳ vọng giải quyết vấn đề trong vòng 3-6 tháng. Trọng tâm tấn công là chiến trường Hoa Đông, kết hợp các biện pháp quân sự, chính trị, kinh tế, phối hợp giữa các đội quân địa phương, tổ chức hồi hương và quân chính quy trong một cuộc chiến tổng lực.
Đối mặt với chiến lược tấn công toàn diện của Tưởng, quân giải phóng tập trung lực lượng ưu thế, thực hiện chiến thuật tiêu diệt địch từng phần trong các trận đánh di động. Trong năm 1946, Đảng Cộng sản Trung Quốc thực hiện tổng động viên, công khai tấn công Du Lâm, Liêu Ninh và mở các cuộc tấn công lớn vào miền bắc Giang Tô, đồng thời tăng cường phá hoại tuyến đường sắt Bắc Ninh. Vào mùa hè năm đó, mặc dù Quốc dân đảng giành được một số chiến thắng tại các khu vực trong nội địa, nhưng tại Đông Bắc, do địa bàn quá rộng và lực lượng không đủ, cộng với việc các tuyến giao thông bị quân Đông Bắc Dân chủ Liên quân phá hoại, Quốc Dân đảng rơi vào thế bị động.
Vào tháng 7, Quốc dân Đảng huy động 5 sư đoàn chỉnh biên với tổng cộng 15 lữ đoàn, khoảng 12 vạn quân, dự định mở cuộc tấn công quy mô lớn từ Nam Thông đến tuyến Thái Châu nhằm vào khu giải phóng Tô Trung [23]:1489. Trong Chiến dịch Tô Trung (còn gọi là "Bảy trận thắng liên tiếp"), Quân Dã chiến Hoa Trung của Quân Giải phóng Nhân dân Trung Quốc, dưới sự chỉ huy của Túc Dụ và Đàm Chấn Lâm, đã sử dụng 19 trung đoàn với hơn 3 vạn quân, chiến đấu liên tục từ ngày 13/7 đến 27/8, giành chiến thắng trong cả bảy trận [23]:1489-1490. Trong thời gian một tháng rưỡi, lực lượng này tiêu diệt 6 lữ đoàn và 5 tiểu đoàn cảnh sát giao thông của Quốc dân Đảng, tổng cộng hơn 5 vạn người [23]:1490.
Tháng 7, Tưởng Giới Thạch hai lần ban lệnh ngừng xung đột do có lời đề nghị từ các bên trung gian và kêu gọi thành lập nhóm năm người để bàn về vấn đề chính trị, đồng thời tiến hành các cuộc thảo luận quân sự trong nhóm ba người. Tuy nhiên, Đảng Cộng sản Trung Quốc kiên quyết phản đối. Trong thời gian đình chiến, Tưởng yêu cầu Đảng Cộng sản từ bỏ các khu vực Tô Bắc, tuyến đường sắt Giao Tế, Thừa Đức, Cổ Bắc Khẩu và Cáp Nhĩ Tân, nhưng bị Đảng Cộng sản từ chối .
Tháng 8, Hạ Long chỉ huy quân khu Tấn Tuy bắt đầu bao vây Đại Đồng. Ngày 14/9, Phó Tác Nghĩa cùng Quân Cách mạng thứ 35 Quốc Dân Đảng tấn công và chiếm được Ký Ninh, giải vây cho Đại Đồng. Ngày 11/10, Tập đoàn quân thứ 36 Quốc dân Đảng bất ngờ tấn công và chiếm được thành phố Trương Gia Khẩu, trung tâm khu giải phóng Hoa Bắc. Khi đọc được tin Quốc dân Đảng chiếm Trương Gia Khẩu, nhà hoạt động dân chủ Lương Thấu Minh, người đang nỗ lực hòa giải xung đột Quốc-Cộng, đã nói: "Thức dậy một giấc, hòa bình đã chết". Ngày 17/9, Quốc quân chiếm được căn cứ Hoài Âm của Quân Dã chiến Hoa Trung tại Tô Bắc. Ngày 27/9, Tưởng Giới Thạch tuyên bố sẵn sàng đàm phán, trong khi Chu Ân Lai yêu cầu khôi phục vị trí quân đội Đảng Cộng sản ở cả vùng Quan Nội và Quan Ngoại, tương ứng với các điều kiện của hai lệnh đình chiến trước đây.
Ngày 11 tháng 10, quân đội Quốc dân chiếm được Trương Gia Khẩu, mặc dù chiến sự tạm thời lắng xuống, nhưng chiến tranh vẫn không chấm dứt. Tưởng Giới Thạch coi việc chiếm giữ một số địa bàn là "chiến thắng", đặc biệt sau khi chiếm được Trương Gia Khẩu, ông lập tức ra lệnh triệu tập Đại hội Đại biểu Quốc dân và tích cực chuẩn bị tấn công bất ngờ vào Diên An, tiếp tục tiến hành các cuộc tấn công vào các khu giải phóng ở Hoa Đông, Tấn Ký Lỗ Dự, Tấn Sát Ký và Đông Bắc. Trọng tâm chính vẫn là ở Hoa Đông, cụ thể là miền Bắc Giang Tô và Sơn Đông. Quốc dân Đảng khăng khăng tổ chức Đại hội Lập hiến Quốc dân vào tháng 11 năm 1946. Trong khi đó, Chu Ân Lai tuyên bố rằng "nếu Đại hội Quốc dân được triệu tập, ông sẽ trở về Diên An". Ngày 26 tháng 10, khi tướng Marshall từ chối can thiệp hòa giải, Lương Thấu Minh, đại diện của phe thứ ba, đã đề xuất một giải pháp nhưng sau đó bị rút lại do áp lực từ Chu Ân Lai.
Ngày 1 tháng 11, quân đội Quốc dân đổ bộ vào Yên Đài và lần lượt chiếm được các khu vực khác tại Lỗ Nam (miền Nam Sơn Đông). Ngày 8 tháng 11, Tưởng Giới Thạch ban hành lệnh ngừng bắn lần thứ ba, đồng thời tuyên bố giữ lại số ghế cần thiết cho Đảng Cộng sản Trung Quốc và các đảng phái khác. Tuy nhiên, Đảng Cộng sản vẫn kiên quyết yêu cầu ngừng tổ chức Đại hội Quốc dân. Chính phủ buộc phải hoãn Đại hội Quốc dân thêm ba ngày. Ngày 15 tháng 11, Đại hội Quốc dân chính thức khai mạc với sự tham gia của Thanh Niên Đảng và Đảng Dân chủ Xã hội (tên mới của Đảng Xã hội Quốc gia), trong khi Đảng Cộng sản Trung Quốc và Liên minh Dân chủ từ chối tham gia. Ngày 19 tháng 11, Chu Ân Lai dẫn đầu đoàn đại biểu Đảng Cộng sản rời Nam Kinh và trở về Diên An, chỉ để lại Đổng Tất Vũ và một số nhân sự ở lại.
Trong bốn tháng chiến tranh, quân đội Quốc dân đã chiếm được 105 thành phố, nhưng đồng thời phải chịu tổn thất 32 lữ đoàn, tương đương khoảng 300.000 binh lính.

### Chiến tranh nổ ra
Ngày 1 tháng 1 năm 1947, Tưởng Giới Thạch tuyên bố chính sách thống nhất hòa bình sẽ không thay đổi, vấn đề Đảng Cộng sản Trung Quốc vẫn sẽ được giải quyết bằng phương pháp chính trị, và chính phủ sẽ không đóng cửa cánh cửa đàm phán. Thông báo này được chuyển đến Đảng Cộng sản Trung Quốc thông qua Đại sứ Mỹ Leighton Stuart. Đảng Cộng sản Trung Quốc đáp lại rằng cần phải hủy bỏ hiến pháp được thông qua bởi Đại hội Quốc dân.
Ngày 29 tháng 1, Stuart tuyên bố Mỹ chính thức chấm dứt mối quan hệ với Nhóm Quân sự Ba bên và Ủy ban Điều phối Quân sự, đánh dấu thất bại hoàn toàn nỗ lực hòa giải từ phía Mỹ. Từ tháng 1 năm 1947, khi Marshall rời khỏi Trung Quốc, tình trạng "vừa đàm vừa đánh" giữa Quốc dân Đảng và Đảng Cộng sản Trung Quốc chấm dứt, và chiến tranh toàn diện chính thức bắt đầu. Trong tháng 1, Quân đoàn Dã chiến Sơn Đông của Trần Nghị và Quân đoàn Dã chiến Tấn Ký Lỗ Dự của Lưu Bá Thừa phát động các cuộc tấn công mạnh mẽ tại Lỗ Nam và Tây Nam Lỗ. Đảng Cộng sản Trung Quốc chính thức phát động chiến tranh toàn diện. Quân đội Quốc dân được Tư lệnh Tưởng Giới Thạch giao nhiệm vụ tấn công Quân đoàn Dã chiến Sơn Đông của Trần Nghị tại Lỗ Nam, dưới sự chỉ huy của Chủ nhiệm Từ Châu Tuy Tĩnh là Tiết Nhạc. Trong trận chiến đầu tiên, các quân đoàn của Mã Lệ Vũ và Chu Mẫn Anh (Sư đoàn Cải tổ số 26 và số 51, cùng với Đội quân Nhanh số 1) đã bị thất bại nặng nề tại khu vực Tảo Trang và Úy Huyện, với tổn thất hơn 50.000 binh sĩ. Vào tháng 2, mặc dù Trần Thành đích thân đến Từ Châu chỉ huy (huy động 20 lữ đoàn từ Bắc Giang Tô và 3 quân đoàn từ Trung Sơn Đông, thực hiện chiến lược "hai gọng kìm" nhằm chiếm Lâm Nghi), sau nửa tháng chiến đấu dữ dội, Lâm Nghi đã bị chiếm giữ, buộc Quân đoàn Dã chiến Sơn Đông phải rút lui. Tuy nhiên, đây chỉ là kế nghi binh, khi lực lượng chủ lực nhanh chóng hành quân lên phía Bắc.
Cuối tháng 2, Quân đoàn Dã chiến Sơn Đông của Trần Nghị phản công tại khu vực Lai Vu, bao vây và tiêu diệt lực lượng của Phó Tổng tư lệnh Khu vực Tư lệnh số 2 Quốc dân Đảng là Lý Tiên Châu, với 3 quân đoàn, 7 sư đoàn và khoảng 56.000 binh lính. Vào tháng 3, để tuyên bố đoạn tuyệt hoàn toàn với chính phủ Quốc dân, Đảng Cộng sản Trung Quốc thông báo đổi tên các lực lượng quân đội từ "Bát Lộ Quân" và "Tân Tứ Quân" thành "Quân Giải phóng Nhân dân". Cuối tháng 3, Chính phủ Quốc dân ra lệnh trục xuất các đại diện Đảng Cộng sản Trung Quốc. Ngày 28 tháng 6, Phòng Kiểm sát Tối cao Pháp viện Chính phủ Quốc dân phát lệnh truy nã Mao Trạch Đông, Chu Ân Lai và các lãnh đạo Đảng Cộng sản Trung Quốc khác. Ngày 4 tháng 7, Hội nghị Quốc vụ Chính phủ Quốc dân thông qua kế hoạch của Tưởng Giới Thạch về "Tổng động viên quốc gia nhằm dẹp tan cuộc nổi loạn của Cộng phỉ".
Ngày 31 tháng 1 năm 1947, Bộ Tổng chỉ huy tại Diên An công bố một số số liệu quan trọng về chiến tranh từ tháng 7 năm 1946 đến tháng 1 năm 1947. Trong 7 tháng, quân Giải phóng đã tiêu diệt 56 lữ đoàn (sư đoàn) Quốc dân Đảng, riêng trong tháng 1 năm 1947 đã tiêu diệt 12 lữ đoàn. Họ đã tiêu diệt hoặc bắt sống 103 sĩ quan cấp tướng Quốc dân Đảng, trong đó có 87 người bị bắt sống, 4 người chạy thoát sau khi bị bắt, và 12 người bị thương.
Trong thời gian này, Quốc dân Đảng chiếm được 199 thành phố thuộc khu giải phóng, trong khi quân Giải phóng chiếm được 100 thành phố thuộc khu vực kiểm soát của Quốc dân Đảng.

### Quốc dân đảng tiến công trọng điểm, Giải phóng quân phản công cục bộ
Vào cuối tháng 1 năm 1947, Hạo Bằng Cử dẫn đầu 20.000 binh lính quy hàng Quốc quân.
Đến cuối tháng 2 năm 1947, Lâm Bưu chỉ huy Đông Bắc Dân chủ Liên quân vượt sông Tùng Hoa tiến xuống phía Nam. Đầu tháng 5, lực lượng này phát động các cuộc tấn công quy mô lớn, ngày 17 tháng 5 chiếm được Hoài Đức, và ngày 21 tháng 5 chiếm được Công Chúa Đồn, cô lập các thành phố Vĩnh Cát, Trường Xuân và Tứ Bình Nhai.
Ngày 10 tháng 3, Quốc quân với lực lượng 200.000 người dưới sự chỉ huy của Hồ Tông Nam, Chủ nhiệm Ủy ban An ninh Tây An, chia thành nhiều hướng từ Lạc Xuyên và Nghi Xuyên tiến công Diên An. Quân Dã chiến Thiểm Cam Ninh điều động 5.000 binh lính, sử dụng mìn và các pháo đài ngầm để kháng cự quyết liệt. Ngày 19 tháng 3, Quốc quân chiếm được Diên An. Quốc quân tuyên bố đã tiêu diệt và làm bị thương hơn 16.000 binh sĩ Quân Giải phóng Nhân dân, đồng thời bắt giữ hơn 10.000 người. Đầu tháng 4, tuyến đường sắt Tân Phổ từ Từ Châu đến Tế Nam được khai thông. Quốc quân bao vây Quân đoàn Dã chiến Hoa Đông của Quân Giải phóng tại khu vực núi Di Mông. Ngày 30 tháng 4, theo thống kê từ Tân Hoa Xã, Quốc quân đã chịu tổn thất tương đương 10 lữ đoàn rưỡi trong tháng 4 và bị mất 48 huyện lỵ do Quân Giải phóng chiếm giữ. Ngày 16 tháng 5, Quân đoàn Dã chiến Hoa Đông bao vây Mông Lương Cố. Đến 5 giờ chiều, toàn bộ Sư đoàn số 74 Quốc quân với 33.000 binh lính bị tiêu diệt hoàn toàn.
Ngày 19 tháng 5, Tưởng Giới Thạch bay đến Từ Châu, cùng Cố Chúc Đồng thảo luận chiến lược quân sự tại Sơn Đông. Hai bên quyết định các lực lượng tạm thời giữ nguyên vị trí phòng thủ, tiến hành huấn luyện toàn diện, cải tiến chiến thuật, chuẩn bị cho cuộc quyết chiến cuối cùng.
Từ tháng 5 năm 1947, Quân Giải phóng Nhân dân do Từ Hướng Tiền chỉ huy Quân đoàn Dã chiến Hoa Bắc và Bành Đức Hoài chỉ huy Quân đoàn Dã chiến Tây Bắc bắt đầu bao vây tấn công Thái Nguyên, trong khi Chủ tịch chính phủ tỉnh Sơn Tây là Diêm Tích Sơn kiên quyết phòng thủ.
Ngày 6 tháng 6, Quân Giải phóng chiếm được thành phố Xích Phong thuộc Nhiệt Hà. Đến ngày 16 tháng 6, Quốc quân buộc phải từ bỏ tỉnh lỵ An Đông. Quân Giải phóng tiếp tục tấn công Thẩm Dương, tỉnh Liêu Ninh. Trong tháng 6, Quân Giải phóng mở các cuộc tấn công quyết liệt tại Tứ Bình Nhai, nơi lực lượng Quốc quân do Trần Minh Nhân chỉ huy kiên cường phòng thủ trong hơn một tháng, gây thiệt hại lớn cho Quân Giải phóng. Tưởng Giới Thạch gửi điện tín khen ngợi tinh thần chiến đấu của Trần Minh Nhân.
Trong năm đầu tiên của cuộc chiến, Quân Giải phóng đã tiêu diệt 1,12 triệu binh lính Quốc quân.

### Giải phóng quân tiến công chiến lược và Quốc quân phòng ngự trọng điểm
Vào tháng 1 và tháng 8 năm 1948, Tưởng Giới Thạch lần lượt áp dụng chiến lược phòng thủ theo khu vực và phòng thủ trọng điểm. Từ tháng 9 năm 1948, lực lượng chủ lực Quốc quân bị tiêu diệt trong các chiến dịch lớn do Quân Giải phóng Nhân dân phát động: Chiến dịch Liêu Thẩm, Chiến dịch Hoài Hải và Chiến dịch Bình Tân.
Ngày 30 tháng 6 năm 1947, Quân Giải phóng chuyển từ phòng ngự chiến lược sang tiến công chiến lược. Một phần lực lượng chủ lực tiến vào Trung Nguyên, đưa chiến tranh vào khu vực do Quốc dân đảng kiểm soát, nhằm tiêu diệt địch trên tuyến ngoại vi. Đồng thời, một phần lực lượng chủ lực và lực lượng vũ trang địa phương tiếp tục tác chiến trên tuyến nội vi để kiềm chế, tiêu diệt địch và giành lại các vùng bị mất. Cùng ngày, Tư lệnh Quân Dã chiến Tấn Ký Lỗ Dự Lưu Bá Thừa và Chính ủy Đặng Tiểu Bình, chỉ huy các quân đoàn 1, 2, 3 và 6, phối hợp với lực lượng vũ trang địa phương, phát động Chiến dịch Tây Nam Sơn Đông và tiến vào dãy Đại Biệt Sơn.
Vào tháng 8 năm 1947, Quốc quân đã quét sạch lực lượng Giải phóng quân dọc tuyến đường sắt Giao Tế. Đến ngày 21 tháng 8, toàn tuyến đường sắt Giao Tế được thông suốt, và ngày 23 tháng 8, Quốc quân chiếm được Nhữ Nam và Tân Thái tại Hà Nam. Cuối tháng 8, một bộ phận của Quân Dã chiến Tấn Ký Lỗ Dự tiến vào khu vực phía tây Hà Nam. Lực lượng chủ lực gồm Quân đoàn 4, Quân đoàn 9 và các đơn vị khác với hơn 80.000 người vượt Hoàng Hà tại Bình Lục (Sơn Tây) và Mạnh Huyện (Hà Nam), cắt đôi tuyến đường sắt Long Hải, tiến công khu vực phía tây Hà Nam, sau đó mở rộng chiến tuyến về phía nam Thiểm Tây và tây bắc Hồ Bắc.
Ngày 22 tháng 8, Tập đoàn quân Trần Tạ của Giải phóng quân bí mật vượt Hoàng Hà từ các khu vực Tân An, Miễn Trì, Thiểm Huyện (Hà Nam), xuyên qua dãy núi Phục Ngưu, chiếm các vùng Tùng Huyện, Lạc Ninh, Đăng Phong, Lâm Nhữ, Lỗ Sơn và Phương Thành. Tuy nhiên, sau khi bị Quốc quân bao vây truy kích, lực lượng này buộc phải quay trở lại phía bắc Hà Nam . Tính đến cuối tháng 1, lực lượng Giải phóng quân đã tiêu diệt gần 60.000 lính Quốc quân, hỗ trợ hiệu quả cho các lực lượng chủ lực ở dãy Đại Biệt Sơn và chiến dịch phản công tại Thiểm Bắc.
Trong cuộc tổng tiến công này, ban đầu Liên Xô không tán thành. Stalin đã thông qua Lưu Thiếu Kỳ đề nghị Trung Cộng nên áp dụng chiến tranh du kích và tạm thời không chiếm các thành phố lớn. Tuy nhiên, Chu Ân Lai cho rằng thời cơ phát động tổng tiến công đã chín muồi. Do đó, Giải phóng quân đã triển khai tấn công Quốc quân trên phạm vi toàn quốc.
Lúc này, lực lượng Giải phóng quân được phân bố như sau: ở Đông Bắc có Quân Dã chiến Đông Bắc của Lâm Bưu; ở hạ lưu Hoàng Hà có Quân Dã chiến Tấn Ký Lỗ Dự của Lưu Bá Thừa; tại miền đông Sơn Đông có Binh đoàn Sơn Đông thuộc Quân Dã chiến Hoa Đông do Hứa Thế Hữu chỉ huy; ở miền tây Sơn Đông có Quân Dã chiến Hoa Đông của Trần Nghị và Túc Dụ; tại miền tây Hà Nam có Tập đoàn quân Trần Tạ thuộc Quân Dã chiến Tấn Ký Lỗ Dự do Trần Canh và Tạ Phú Trị chỉ huy; ở phía bắc Thiểm Tây có Quân Dã chiến Tây Bắc của Bành Đức Hoài. Ngoài ra, La Thụy Khanh và Từ Hướng Tiền thuộc Chiến khu Hoa Bắc cũng đang tiến hành các chiến dịch chiếm lĩnh ở các vùng thuộc Hoa Bắc.
Ngày 1 tháng 9, Trung ương Đảng Cộng sản Trung Quốc ban hành chỉ thị "Phương châm chiến lược cho năm thứ hai cuộc chiến tranh giải phóng", đưa ra chiến lược "phản công toàn quốc, dùng chủ lực tiến ra ngoại tuyến", phát động cuộc tấn công chiến lược. Tiếp đó, ba đạo quân lớn vượt lên núi Đại Biệt, triển khai theo thế trận hình chữ "phẩm" (品), với thế trận: phía đông uy hiếp Nam Kinh, phía tây áp sát Vũ Hán, phía nam khóa chặt Trường Giang, kiểm soát khu vực Trung Nguyên. Điều này buộc Tưởng Giới Thạch phải chuyển từ chiến lược tấn công sang chiến lược phòng ngự. Ngày 2 tháng 9, Giải phóng quân chiếm được thành phố Ma Thành (Hồ Bắc). Đến cuối tháng 9, Quốc quân tiến hành các cuộc đổ bộ lần lượt từ Long Khẩu và Yên Đài, kết thúc chiến sự tại Sơn Đông. Ngày 20 tháng 9, tại An Huy, Giải phóng quân lần lượt chiếm lại Thư Thành, Lục An, Lư Giang, Đồng Thành và Hoắc Sơn. Tại Sơn Đông, vào ngày 24 và 27 tháng 9, các đơn vị lần lượt đánh chiếm Cự Huyện và Long Khẩu. Đến ngày 1 và 5 tháng 10, tiếp tục chiếm được Yên Đài và Uy Hải Vệ.
Ngày 10 tháng 10, Tổng tư lệnh Quân Giải phóng Nhân dân Trung Quốc Chu Đức và Phó tổng tư lệnh Bành Đức Hoài cùng ký tuyên bố "Tuyên ngôn Quân Giải phóng Nhân dân Trung Quốc", kêu gọi với khẩu hiệu "Đánh đổ Tưởng Giới Thạch, giải phóng toàn Trung Quốc". Nội dung chính bao gồm: Thành lập mặt trận thống nhất dân tộc, đánh đổ chính phủ độc tài của Tưởng Giới Thạch, thành lập chính phủ liên hợp dân chủ; Trừng phạt các tội phạm gây ra chiến tranh nội chiến; Thực hiện chế độ dân chủ nhân dân; Thanh trừng tham quan ô lại, xây dựng chính trị liêm chính; Tịch thu tư bản của quan lại, phát triển công thương nghiệp dân tộc; Xóa bỏ chế độ bóc lột phong kiến, thực hiện chính sách "người cày có ruộng"; Công nhận quyền bình đẳng và tự trị của các dân tộc thiểu số; Xóa bỏ mọi hiệp ước bán nước, ký kết các hiệp ước thương mại và hữu nghị bình đẳng, đôi bên cùng có lợi với nước ngoài. Đồng thời, phong trào chỉnh đảng và chỉnh quân kiểu mới được triển khai trong nội bộ Đảng Cộng sản Trung Quốc và quân đội, nhằm nâng cao sức chiến đấu toàn Đảng và toàn quân.
Ngày 23 tháng 11, Quân Giải phóng Nhân dân Trung Quốc đánh chiếm Vũ Huyệt, tỉnh An Huy. Ngày 1 tháng 11, Quốc quân đánh chiếm Vĩnh Cát, tỉnh Cát Lâm, và ngày 18 tháng 11 chiếm được Hoàng Mai, tỉnh Hồ Bắc. Để thống nhất chỉ huy, ngày 30 tháng 11 năm 1947, chính phủ Quốc dân Đảng bổ nhiệm Phó Tác Nghĩa làm "Tổng tư lệnh diệt phỉ Hoa Bắc", chỉ huy quân đội ở năm tỉnh Sơn Tây, Hà Bắc, Sát Cáp Nhĩ, Nhiệt Hà và Tuy Viễn.
Cuối năm 1947, Tưởng Giới Thạch buộc phải thừa nhận rằng "toàn bộ các chiến trường trên cả nước đều rơi vào tình thế bất lợi và bị động". Vì vậy, ông chuyển từ chiến lược phòng thủ toàn diện sang chiến lược phòng thủ phân vùng, chia lực lượng chiến lược thành năm trung tâm chiến trường: Từ Châu, Thẩm Dương, Bắc Bình, Hán Khẩu và Tây An. Đến tháng 11 năm 1947, Hoa Kỳ viện lý do Liên Xô liên tục viện trợ cho Đảng Cộng sản Trung Quốc, nên đã khôi phục viện trợ cho chính phủ Quốc dân.
Từ ngày 25 đến ngày 28 tháng 12, Hội nghị tháng 12 Trung ương Đảng Cộng sản Trung Quốc được tổ chức tại Dương Gia Câu, Mễ Chất, Thiểm Bắc, với sự tham dự của 19 người, bao gồm các ủy viên trung ương, ủy viên dự khuyết trung ương, và các lãnh đạo chính hai khu giải phóng Thiểm Cam Ninh và Tấn Túc. Tại hội nghị, Mao Trạch Đông đã trình bày báo cáo "Tình hình hiện tại và nhiệm vụ của chúng ta", phân tích tình hình trong nước sau khi cuộc chiến tranh giải phóng chuyển sang giai đoạn tấn công. Ông chỉ ra rằng cuộc chiến tranh cách mạng nhân dân Trung Quốc đã bước vào một bước ngoặt quan trọng, tổng kết kinh nghiệm chiến đấu của quân đội, đề xuất mười nguyên tắc quân sự, và làm rõ thêm các cương lĩnh chính trị cách mạng, cương lĩnh kinh tế, cũng như các phương châm và chính sách. Hội nghị nhằm chuẩn bị giành chiến thắng trong bối cảnh tình hình mới.
Năm 1948 là một năm cực kỳ khó khăn đối với Quốc quân. Từ năm này, Quốc quân trên tất cả các chiến trường đều rơi vào thế bị động. Quân Giải phóng tiến hành phản công toàn diện ở Đông Bắc, Sơn Tây, Hà Bắc, Sát Cáp Nhĩ, Sơn Đông, Hà Nam và Thiểm Tây, khiến tình hình trên các chiến trường có sự thay đổi căn bản.
Tháng 1 năm 1948, chính phủ Quốc dân Đảng bổ nhiệm Vệ Lập Hoàng làm "Tổng tư lệnh Đông Bắc diệt phỉ" và ra lệnh thiết lập Bộ Tư lệnh Bảo an tại các tỉnh nhằm đảm bảo an ninh khu vực. Cuối tháng 2, trên chiến trường Thiểm Tây, lực lượng Quốc quân do Lưu Khâm chỉ huy rút khỏi Diên An để tiến về Tây An. Tuy nhiên, họ rơi vào ổ phục kích tại khu vực giữa Nghi Xuyên và Hoàng Lăng, dẫn đến toàn quân bị tiêu diệt. Sư trưởng Nghiêm Minh tử trận, còn Lưu Khâm tự sát.
Tập đoàn quân Trần Tạ thuộc Quân dã chiến Trung nguyên của Giải phóng quân một lần nữa vượt sông Hoàng Hà tiến xuống phía nam. Ngày 12 tháng 3, lực lượng này đánh chiếm Lạc Dương, sau đó chiếm lại các huyện ở vùng phía tây Hà Nam, gây xáo trộn đến khu vực phía bắc Hồ Bắc. Đến ngày 17 tháng 7, lực lượng này tiếp tục đánh chiếm Tương Dương. Tập đoàn quân Trần Tạ thuộc Quân dã chiến Trung nguyên và nhóm quân Lưu Bá Thừa đã lần lượt tiêu diệt hàng chục vạn dân đoàn thiện chiến tại các khu vực Đặng Huyện, Trấn Bình, Nội Hương trong mùa xuân và mùa hè, loại bỏ các lực lượng cản trở hoạt động tại khu vực giáp ranh Hà Nam, Thiểm Tây và Hồ Bắc.
Trong tháng 3, trên chiến trường Sơn Đông, đoạn phía tây tuyến đường sắt Giao Tế, cũng như các khu vực Châu Thôn, Tử Xuyên, Bác Sơn và Vệ Hải đều lần lượt bị quân Giải phóng thuộc binh đoàn phía Đông Quân dã chiến Hoa Đông do Hứa Thế Hữu và Đàm Chấn Lâm chỉ huy đánh chiếm. Trong quá trình rút lui, Quốc quân chịu tổn thất nghiêm trọng và mất khả năng kiểm soát khu vực phía bắc sông Vị. Ngày 27 tháng 4, Quân đoàn 96 tại Vị Huyện bị tiêu diệt hoàn toàn, Tư lệnh Trần Kim Thành bị bắt.
Đến tháng 5, các chiến trường Bột Hải, Giao Đông và Lỗ Trung được Quân Giải phóng liên kết thành một vùng thống nhất, khiến Tế Nam hoàn toàn bị cô lập. Lực lượng của Lưu Bá Thừa và Trần Tạ hợp sức cùng Quân dã chiến Hoa Đông của Túc Dụ tấn công Khai Phong. Tư lệnh thủ thành Lý Trọng Tân tử trận, và Khai Phong thất thủ. Toàn bộ kho vũ khí và lương thảo dự trữ cho chiến trường Trung Nguyên rơi vào tay Quân Giải phóng.
Ngày 23 tháng 6, một nhánh khác Quân dã chiến Hoa Đông do Túc Dụ chỉ huy tiếp tục tấn công Khai Phong, và sau trận chiến khốc liệt, lực lượng phòng thủ của Quốc quân do Tư lệnh Lý Trọng Tân chỉ huy bị tiêu diệt, Tư lệnh Lý tử trận. Đồng thời, các lực lượng khác Quân dã chiến Hoa Đông và Quân dã chiến Trung Nguyên phối hợp chặn đánh quân Hồ Liên tại phía bắc Thượng Thái. Quân đoàn Sơn Đông thuộc Quân Hoa Đông bao vây Yên Châu, trong khi binh đoàn Tô Bắc tiến công và chiếm Hải Châu. Tuy nhiên, ngày 26 tháng 6, Quốc quân do các lực lượng Khâu Thanh Tuyền và Tôn Nguyên Lương chỉ huy chiếm lại Khai Phong. Quốc quân sau đó truy quét Quân dã chiến Hoa Đông tại vùng ngập lụt Hoàng Hà. Hai bên giao tranh ác liệt trong hơn 10 ngày, khiến Quân Giải phóng tổn thất gần 80.000 quân và phải rút lui về phía bắc tuyến đường sắt Long Hải. Tại vùng ngoại ô Khai Phong, hai bên tiếp tục xảy ra các trận đánh dữ dội. Sau đó, Quân dã chiến Hoa Đông phục kích và tiêu diệt Binh đoàn Khu Thọ Niên tại Tùy Dương. Lực lượng của Khu Thọ Niên chịu tổn thất nặng nề, và chính Khu Thọ Niên cũng bị bắt. Đến ngày 1 tháng 7, toàn bộ quân đoàn của ông bị Quân Giải phóng tiêu diệt.
Trong quân đội Quốc dân Đảng, phe Quế hệ do Lý Tông Nhân và Bạch Sùng Hy lãnh đạo vẫn duy trì thế lực riêng. Để thống nhất chỉ huy quân sự tại các tỉnh Hoa Trung, vào cuối tháng 6, chính phủ Quốc dân Đảng thành lập "Bộ Tổng tư lệnh Hoa Trung diệt phỉ" và bổ nhiệm Bạch Sùng Hy làm Tổng tư lệnh.
Ngày 30 tháng 6, lực lượng của Khâu Thanh Tuyền tại Kỳ Huyện, phía đông tỉnh Hà Nam, đã vây hãm quân của Khu Thọ Niên và Thẩm Trừng Niên thuộc Quân Giải phóng Trung Nguyên, dẫn đến các trận chiến ác liệt giữa hai bên. Để hỗ trợ các lực lượng của Túc Dụ, Trần Sĩ Củ và Trương Chấn trong chiến dịch Tùy Kỳ, Quân Giải phóng Trung Nguyên đã tiến hành chặn đánh quân đoàn của Ngô Thiệu Châu tại phía tây Tây Bình từ ngày 30 tháng 6 đến ngày 1 tháng 7, gây tổn thất lớn và buộc Khâu Thanh Tuyền phải hợp quân với Ngô Thiệu Châu. Sau khi chiếm được Khai Phong, Quân Giải phóng không chỉ học hỏi được kinh nghiệm trong chiến thuật công thành mà còn củng cố niềm tin vào khả năng đánh chiếm các mục tiêu kiên cố. Từ đó, chiến lược và chiến thuật của họ có sự cải thiện đáng kể.
Tại Sơn Đông, Yên Châu rơi vào tay Quân Giải phóng. Lưu Bá Thừa và lực lượng Quân dã chiến Trung Nguyên, sau khi chiếm được Khai Phong, nhanh chóng tấn công Hướng Phàn (Tương Phàn). Ngày 16 tháng 7, họ chiếm được Hướng Phàn, bắt sống Tư lệnh phòng thủ Khang Trạch. Khu vực Tây Bắc Hồ Bắc hoàn toàn thất thủ. Đến thời điểm này, hệ thống phòng thủ của Quốc quân tại chiến trường Trung Nguyên đã tan rã hoàn toàn.
Từ tháng 7 trở đi, tình hình ngày càng nghiêm trọng đối với Quốc quân. Tháng 8 năm 1948, Mao Trạch Đông nhận định: "Cuộc chiến tranh giải phóng giống như leo núi, và bây giờ chúng ta đã vượt qua con đèo, giai đoạn khó khăn nhất của việc leo dốc đã qua". Khu vực biên giới Tấn Ký Sát và khu vực biên giới Ký Lỗ Dự đã được kết nối, và đến tháng 8, hợp nhất thành Khu giải phóng Hoa Bắc. Từ tháng 7 trở đi, các khu giải phóng Hoa Bắc và Hoa Trung đã hợp lực, tạo thành một mặt trận thống nhất giữa các vùng Giang Hoài, Hoàng Hà, và Hán Thủy.
Sau hai năm nội chiến, 1,9 triệu quân chính quy của Tưởng Giới Thạch đã bị chia cắt và bị kéo vào năm chiến trường chính: Đông Bắc, Hoa Bắc, Hoa Đông, Trung Nguyên và Tây Bắc.

## Ba chiến dịch quyết chiến chiến lược

### Chiến dịch Bình Tân
Vào mùa đông năm 1948, cán cân quân sự chuyển sang quân Giải phóng. Dã chiến quân đệ tứ do Lâm Bưu và La Vinh Hoàn tiến vào đồng bằng Hoa Bắc sau khi kết thúc chiến dịch Liêu Thẩm. Phó Tác Nghĩa và chính phủ Trung Hoa dân quốc đảng quyết định rút bỏ khỏi Thừa Đức, Bảo Định, Sơn Hải Quan và Tần Hoàng Đảo về Bắc Bình, Thiên Tân và Trương Gia Khẩu. Quốc Dân đảng hy vọng vào sức mạnh của mình và củng cố Từ Châu. Các lựa chọn khác là rút tới tỉnh Tuy Viễn.
Trong việc chuẩn bị chiến dịch lực lượng Giải phóng quân đã đưa Dã chiến quân đệ nhất hướng tới Thái Nguyên. Cuộc tấn công vào Hohhot do Dã chiến quân đệ tam được triển khai từ huyện Tế Ninh hướng tới Bắc Bình.
Ngày 29/11/1948 Quân giải phóng phát động tấn công Trương Gia Khẩu. Phó Tác Nghĩa ngay lập tức cho quân đoàn 35 tại Bắc Bình và quân đoàn 104 tại Hoài Lai củng cố bảo vệ Trương Gia Khẩu. Ngày 2/12, tập đoàn quân của Đảng Cộng sản tiến về hướng Trác Lộc. Dã chiến quân đệ tứ chiếm Mật Vân ngày 5/12 về tiếp tục hướng về Hoài Lai. Dã chiến quân đệ nhị hướng tới Trác Lộc. Bắc Bình có nguy cơ thất thủ, Phó Tác Nghĩa đưa quân đoàn 35 từ Trương Gia Khẩu và ra lệnh cho quân đoàn 104 từ Hoài Lai bảo vệ Bắc Bình.
Quân đoàn 35 quốc quân bị bao vây bởi giải phóng quân tại Tân Bảo An khi đang rút về Bắc Bình. Ngay lập tức quân tiếp viện được gửi tới Bắc Bình nhằm hy vọng phá vòng vây cho quân đoàn 35. Tuy nhiên quân tiếp viện bị quân Giải phóng tiêu diệt chưa kịp tới thành phố. Sau đó quân giải phóng phát động tấn công Tân Bảo An để tiêu diện quân đoàn 35 quốc quân ngày 21/12 và chiếm được thị trấn với tối hôm sau. Tư lệnh Quách Cảnh Vân tự sát, phần còn lại của quốc quân rút về Trương Gia Khẩu.
Sau khi chiếm Trương Gia Khẩu và Tân Bảo An, quân Giải phóng chỉnh đốn lực lượng quanh khu vực Thiên Tân bắt đầu từ 2/1/1949. Sau khi chiến dịch Hoài Hải kết thúc vào 10/1 quân giải phóng phát động tấn công vào Thiên Tân ngày 14/1. Thành phố bị chiếm sau 29 tiếng giao tranh, và quân đoàn 62 và 86 của Quốc Dân tổng cộng 130000 quân thuộc 10 sư đoàn bị tiêu diệt. Tư lệnh Quốc dân đảng Trần Trưởng Tiệp bị bắt. Lực lượng còn lại của Quốc dân gồm quân đoàn 17 và 5 sư đoàn khác thuộc quân đoàn 87 rút về phía nam Đường Cô bằng đường biển.
Sau sự thất bại tại Thiên Tân, các lực lượng còn lại của Quốc dân tại Bắc Bình bị cô lập. Phó Tác Nghĩa quyết định thương lượng hòa bình vào ngày 21/1. Ngay tuần sau hơn 260.000 quân Quốc dân rút khỏi thành phố và đầu hàng ngay lập tức. Vào ngày 31/1 Dã chiến đệ tứ quân tiến vào Bắc Bình, kết thúc chiến dịch Bình Tân.
Sau khi chiếm được Bắc Kinh, kinh đô biểu tượng của phong kiến Trung Hoa, quân Giải phóng Trung Hoa tổ chức duyệt binh. Một nhà quan sát người Mỹ tại đó nhận ra phần lớn các thiết bị quân sự hạng nặng trong cuộc duyệt binh như xe tăng, xe jeep... là các vũ khí cũ do Mỹ sản xuất trong Đệ nhị thế chiến. Đây là những vũ khí cũ mà trước đó người Mỹ viện trợ cho quân đội Tưởng Giới Thạch trong Đệ nhị thế chiến và chiến tranh Trung - Nhật để chống lại phát xít Nhật, và khi rút chạy Quốc quân đã vứt bỏ lại và các vũ khí này trở thành chiến lợi phẩm của Hồng quân Trung Quốc.

## Hồng quân chiến thắng
Trong phần lớn các trường hợp, vùng nông thôn xung quanh thành thị đã nằm dưới tầm ảnh hưởng của Đảng Cộng sản Trung Quốc từ rất lâu trước đó, sự ủng hộ của người dân địa phương tạo điều kiện cho họ tiến công một cách dễ dàng.
Đầu năm 1949, do tình hình thay đổi, để đáp ứng yêu cầu đàm phán hòa bình, Tưởng Giới Thạch tuyên bố ngày 21/1 sẽ từ chức, do Phó Tổng thống Lý Tông Nhân đảm nhận chức vụ Quyền Tổng thống. Ngày 5/2 Hành chính viện chuyển về văn phòng Quảng Châu. Nam Kinh chỉ còn lại văn phòng Đại Tổng thống. Ngày 1/4 Trương Trị bay tới Bắc Bình. 9 giờ sáng ngày 5/4 Hội nghị "Hòa đàm" trừ bị khai mạc. Đảng Cộng sản thông qua thương lượng trên cơ sở "Dự thảo Hiệp định hòa bình trong nước". Ngày 15/4 Hội nghị hòa đàm lần thứ 2 khai mạc, Chu Ân Lai sửa đổi một số điều trong hiệp định (là lần sửa đổi cuối cùng) "Hiệp định hòa bình trong nước", Trương Trị phải ký trước 20/4, cho dù bất kể chiến tranh hay hòa bình, quân Giải phóng không vượt quá sông Trường Giang. Tuy nhiên, Đảng Cộng sản cũng quy định thời hạn, Chính phủ Trung Hoa Dân quốc nhận định: "Một số tướng Quốc Dân Đảng cao cấp bị liệt vào tội phạm chiến tranh, và Chính phủ Trung Hoa dân quốc trong mọi khả năng không thể chấp thuận".
Ngày 20/4 Ủy ban thường vụ Trung ương Quốc Dân Đảng Trung Quốc phát biểu tuyên bố lên án Đảng Cộng sản Trung Quốc "Hiệp định hòa bình trong nước" bóp méo sự thật. Ngày 21/4 Chủ tịch Quân ủy Trung ương Đảng Cộng sản Trung Quốc, Chủ tịch Ủy ban Quân sự Cách mạng Nhân dân Trung Quốc Mao Trạch Đông và Tổng Tư lệnh Quân Giải phóng Nhân dân Trung Quốc Chu Đức ban lệnh Tổng tấn công, sau đó quân của Lâm Bưu, Bành Đức Hoài cùng một số đơn vị khác, áp sát Vũ Hán và Tây An.
Quân Giải phóng huy động 1 triệu quân vượt sông Trường Giang, "chiến dịch độ giang" (vượt sông) bắt đầu. Ngày 22/4, quân của Lưu Bá Thừa chiếm Vu Hồ. Ngày 23/4 quân Giải phóng chiếm Nam Kinh, sự cai trị của Quốc dân đảng trong 22 năm đã kết thúc.
Tiếp đó Giải phóng quân truy kích tàn quân của Quốc quân. Thủ đô của Quốc dân đảng là Nam Kinh đã mất, Tưởng Giới Thạch đã bỏ chạy nên lực lượng Quốc dân đảng ở khắp nơi mất hết tinh thần chiến đấu và tan vỡ hàng loạt.
Cùng ngày Quốc quân rút khỏi Nam Kinh, Lý Tông Nhân bay tới Quế Lâm. Lý Tông Nhân nhất quyết không tới Quảng Đông xử lý công việc. Lý Tông Nhân và Bạch Sùng Hy tổ chức phòng tuyến Hoa Nam. Ngày 24/4 thành phố Thái Nguyên bị đánh phá, Quốc quân thất bại thảm hại,nhà cửa bị tàn phá hoàn toàn, người bị thương vong vô số. Cuối tháng 4, Lâm Bưu tiến quân hướng về Vũ Hán.
Ngày 4/5/1949, quân của Trần Nghị vây hãm Hàng Châu. Ngày 8/5 quân của Bành Đức Hoài vây hãm Lan Châu, cùng ngày Lý Tông Nhân tới Quảng Châu, Trưởng quan Quân chính (Bộ trưởng Quốc phòng) Trung Hoa Bạch Sùng Hy dời văn phòng về Hành Dương. Ngày 16/5-17/5 Giải phóng quân tương kế diệu kế chiếm 3 trấn của Vũ Hán. Ngày 20/5 Hồ Tông Nam của Quốc quân rút khỏi Tây An. Các khu vực phía đông Cam Túc hoàn toàn do Giải phóng quân chiếm đóng. Ngày 21/5 quân của Lưu Bá Thừa vây hãm Nam Xương.
Ngày 12 tháng 5, Quân giải phóng của Trần Nghị cũng bắt đầu tiến công Thượng Hải. Quân Giải phóng bị thương vong gần 60.000 quân. Đến ngày 27/5, Thượng Hải hoàn toàn thất thủ, tướng Quốc dân đảng Thương Ân Bá cùng 5 vạn tàn quân tháo chạy, hơn 15 vạn quân Quốc dân đảng bị tiêu diệt, đầu hàng hoặc bị bắt. Tới ngày 27/5, Quốc quân chủ động rút toàn bộ về Chu Sơn, Đài Loan. Cùng ngày, quân Mỹ đồn trú tại Thanh Đảo rút quân toàn bộ.
Ngày 2/6 Quân Giải phóng chiếm Thanh Đảo. Ngày 3/6 Thái Nguyên bị vây hãm,Thanh Đảo mất giá trị quân sự, là thành trì bị cô lập tại Hoa Bắc,phòng thủ không dễ dành. Quốc quân tư động rút lui, toàn bộ quân dân vật tư rút về Đài Loan, Giải phóng quân chiếm được toàn bộ Hoa Bắc. Ngày 16/7 quân của Lâm Bưu chiếm Nghi Xương. Ngày 26/7 chiếm được Chu Châu. Ngày 29/7 chiếm được Thường Đức. Cuối tháng 7 năm 200.000 quân Giải phóng vào Cam Túc.
Ngày 1/8/1949, Chủ tịch Chính phủ Hồ Nam, Tư lệnh binh đoàn số 1 Quốc quân Trần Minh Nhân và Chủ nhiệm văn phòng Trường Sa Trình Tiềm đầu hàng Đảng Cộng sản. Ngày 4/8 Trình Tiềm và Trần Minh Nhân tuyên bố tham gia vào Đảng Cộng sản. Ngày 5/8, Chính phủ ra lệnh cho Hoàng Kiệt làm Chủ tịch Chính phủ Hồ Nam, rút quân khỏi Trường Sa tập trung quân tại Hành Dương và vùng phụ cận. Ngày 16/8 Đệ nhị quân dã chiến chiếm Cống Châu. Ngày 17/8 Giải phóng quân do Trần Nghị chỉ huy bao vây Phúc Châu. Chính phủ Trung Hoa dân quốc ra lệnh cho Thang Ân Bá làm chủ trì quân chính Phúc Kiến, Thang ra lệnh cho quân chủ lực tập trung tại Hạ Môn. Ngày 24/8 Tưởng Giới Thạch bay tới Trùng Khánh, chủ trì Hội nghị nhân viên quân chính Tây Nam.
Ngày 2/9/1949 Giải phóng quân chiếm Tây Ninh. Tháng 9, Giải phóng quân mở chiến dịch Hành Bảo (diễn ra tại Hành Dương và Bảo Khánh), chiến dịch Quảng Tây tiêu diệt được quân chủ lực của Bạch Sùng Hy. Ngày 20/9 Giải phóng quân chia làm 3 tấn công Hạ Môn,thương vong vô số.Ngày 21/9 Chủ tịch Chính phủ Tuy Viễn Đổng Kì Võ ra thông điệp đầu hàng Đảng Cộng sản.Ngày 25-26/9 Tổng tư lệnh Cảnh bị Tân Cương Đào Trĩ Nhạc và Chủ tịch Chính phủ Tân Cương Bào Nhĩ Hán tiếp nhận đề xuất 8 điều kiện hòa bình của Đảng Cộng sản, tướng lĩnh và binh sĩ hơn 70.000 tại Địch Hoa đồng ý về với Đảng Cộng sản, Tân Cương thuộc về Đảng Cộng sản mà không tốn 1 viên đạn. Ngày 28/9 Đệ nhất quân dã chiến chiếm Ngân Xuyên. Đệ nhất quân dã chiến chiếm được 4 tỉnh Thiểm Tây, Cam Túc, Liêu Ninh, Thanh Hải.
Ngày 5/10/1949, quân Giải phóng chiếm Thiều Quan. Ngày 8/10 chiếm Hành Dương. Ngày 12/10 Chính phủ Trung Hoa dân quốc tuyên bố rời Chính phủ về Trùng Khánh, Chính phủ Quảng Đông chuyển tới đảo Hải Nam. Ngày 13/10 rút khỏi Quảng Châu, đến tháng 10 quân Giải phóng chiếm Quảng Đông. Ngày 17/10 Quốc quân rút khỏi Hạ Môn, tập trung quân cố thủ Kim Môn. Trần Nghị đưa hải quân chiếm Hạ Môn.
Ngày 23/10, Giải phóng quân phát lệnh tác chiến tiến quân Tứ Xuyên, Quý Châu. Ngày 25/10 Binh đoàn số 10 Giải phóng quân chuẩn bị tấn công Kim Môn, quân số lên tới 20.000 quân, khi đó Lý Lương Vinh chỉ huy binh đoàn 22 dã chiến phòng thủ gồm 20.000 quân.
Ngày 1/11/1949, Giải phóng quân triển khai chiến dịch Tây Nam, từ Hồ Bắc Hồ Nam tiến quân về phía Tây Nam. Cùng ngày Lý Tông Nhân thấy tình hình xấu đi, bay từ Trùng Khánh về Côn Minh. Ngày 3/11 Đệ tam quân dã chiến đổ bộ lên Quần đảo Chu Sơn, Chiết Giang nhưng chiến dịch đổ bộ lên đảo thất bại, Quốc quân giành thắng lợi trụ vững trên đảo. Ngày 14/11 Tưởng Giới Thạch từ Đài Loan bay tới Trùng Khánh, trở lại Chính phủ. Cùng ngày,quân Giải phóng chiếm Quế Lâm. Ngày 15/11 chiếm Quý Dương. Ngày 20/11 Lý Tông Nhân dời khỏi Hồng Kông. Ngày 30/11 Giải phóng quân tấn công Trùng Khánh. Cùng ngày, Giải phóng quân chiếm Nam Ninh. Chính phủ Trung Hoa dân quốc rời về Thành Đô. Bạch Sùng Hy dời trụ sở về Hải Khẩu. Hoàng Kiệt dẫn tàn quân rút vào Việt Nam.
Ngày 7/12 Chính phủ Trung Hoa dân quốc quyết định chuyển về Đài Bắc (Đài Loan), thiết lập căn cứ tại Tây Xương, đặt Bộ Tư lệnh tại Thành Đô. Ngày 10/12 Chủ tịch Chính phủ Tứ Xuyên Lưu Văn Huy, Đặng Tích Hầu, Chủ tịch Chính phủ Vân Nam Lư Hán đầu hàng Đảng Cộng sản tại Bành Châu, Côn Minh. Giải phóng quân tiến vào Vân Nam, Tứ Xuyên một cách hòa bình. Ngày 16/12, Giải phóng quân chiếm lĩnh Lạc Sơn phía nam Tứ Xuyên. Ngày 18/12 chiếm lĩnh Kiếm Các. Lưu Văn Huy chiếm lĩnh Nhã An chặn đường rút của Quốc quân. Thành Đô bị bao vây lo lắng, ngày 26/12 Quốc quân rút quân. Hồ Tông Nam chuyển trụ sở về Tây Xương tiếp tục chiến đấu. Ngày 27/12 Quân Giải phóng chiếm được Thành Đô, chiến dịch Tây Nam kết thúc, Giải phóng quân tiêu diệt được hơn 900.000 Quốc quân, Chính phủ Trung Hoa dân quốc tại đại lục và tập đoàn quân chủ lực chính thức bị tiêu diệt. Ngày 28/12, sau chiến dịch Tân Độ Khẩu, Sư đoàn 181 quân Giải phóng từ Phù Giang chiếm Tam Đài, ngay lập tức chiếm Miên Dương.
Ngày 27/3/1950, Giải phóng quân tiến vào Tây Xương, sau 4 tháng chiến dịch Tây Xương kết thúc. Ngày 5/3 Đệ tứ quân dã chiến bắt đầu chiến dịch Hải Nam, bằng thuyền gỗ quân Giải phóng vượt eo Quỳnh Châu đổ bộ lên Hải Nam, tới 1/5 chiếm được đảo Hải Nam. Sau khi đổ bộ lên đảo các chiến dịch quy mô lớn gần như kết thúc.

### Thống nhất Trung Hoa lục địa
Trong gần 4 năm Quân Giải phóng đã tiêu diệt được hơn 8 triêu quân Quốc quân, giành thắng lợi hoàn toàn. Tuy nhiên, để thống nhất Trung Hoa lục địa thì vẫn còn phải chiến đấu với những lực lượng quân phiệt cát cứ tại các lãnh thổ phía tây (Tây Tạng, Tân Cương).
Tại Tân Cương, Đệ Nhị Cộng hòa Turkestan tồn tại từ năm 1944 đến 1949 với sự giúp đỡ của Liên Xô. Nước cộng hòa này giải thể ngày 23/10/1949 khi Quân Giải phóng Nhân dân Trung Quốc tiến vào Tân Cương.

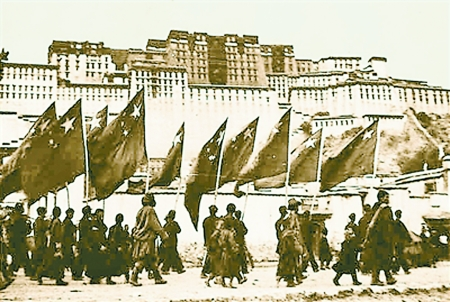
Ngày 26 tháng 10 năm 1951, bộ đội tiên phong của Quân Giải phóng tiến vào Lhasa

Từ 6/10-24/10/1950, Quân Giải phóng phát động chiến dịch Qamdo. Giải phóng quân Hạ Long, Bành Đức Hoài, Trần Canh chia quân từ Tây Khang, Thanh Hải, Vân Nam tiến vào Tây Tạng. Ngày 19/10 chiếm được trung tâm chính trị kinh tế Qamdo phía Đông Tây Tạng, tiêu diệt được hơn chục nghìn quân Tây Tạng. Giải phóng quân mở rộng đường tiến vào Tây Tạng.
Tháng 2/1951, Tây Tạng cử Ngapoi Ngawang Jigme làm đoàn đại biểu tới Bắc Kinh cùng Lý Duy Hán đại diện Chính phủ Nhân dân Trung ương đàm phán. Ngày 23/5/1951 Đoàn đại biểu tại Bắc Kinh đã ký "Hiệp ước thông báo biện pháp giải phóng hòa bình Tây Tạng giữa Chính phủ Nhân dân Trung ương và Chính phủ địa phương Tây Tạng". Ngày 1/12 Giải phóng quân do Trương Quốc Hoa, Phạm Minh tham gia lực lượng tại Lhasa, tới tháng 2 chiếm Gyangzê và Xigazê. Đảng Cộng sản tuyên bố giải phóng hòa bình Tây Tạng.
Cho tới đó, Đảng Cộng sản Trung Quốc đã kiểm soát được toàn bộ Trung Quốc đại lục, trừ đảo Đài Loan vẫn thuộc Quốc dân đảng, kết thúc 40 năm chiến tranh phân liệt tại Trung Quốc kể từ khi nhà Thanh sụp đổ.

## Thành lập Cộng hòa Nhân dân Trung Hoa

Mao Trạch Đông tại Thiên An Môn, Bắc Kinh tuyên bố thành lập Cộng hòa Nhân dân Trung Hoa và Chính phủ Nhân dân Trung ương

Quân Giải phóng Nhân dân tiếp tục tiến công trên toàn Quốc, đồng thời Hội nghị Chính trị Hiệp thương được diễn ra từ ngày 21-30/9/1949 tại Bắc Bình, tham gia Hội nghị gồm Đảng Cộng sản, Đảng Dân Minh và các đảng phái chính trị dân chủ. Hội nghị thông qua Hiến pháp tạm thời, đồng thời chuẩn bị công tác thành lập nước Cộng hòa Nhân dân Trung Hoa,Bắc Bình được đổi tên thành Bắc Kinh và được chọn làm thủ đô. Hội nghị thống nhất Quốc hiệu,không sử dụng tên Trung Hoa Dân Quốc làm tên mới,sử dụng Quốc hiệu mới là Trung Hoa Nhân dân Cộng hòa là tên của Nhà nước mới. Xác định ngày 1/10/1949 làm ngày cử hành nghi thức thành lập nước.
2 giờ chiều ngày 1/10/1949, cử hành hội nghị thứ nhất Ủy ban Chính phủ Nhân dân Trung ương Cộng hòa Nhân dân Trung Hoa,theo "Cương lĩnh Cộng đồng Hội nghị Hiệp thương Chính trị Nhân dân Trung Quốc", Mao Trạch Đông trở thành Chủ tịch Chính phủ Nhân dân Trung ương, Phó Chủ tịch bao gồm Chu Đức, Lưu Thiếu Kỳ, Tống Khánh Linh, Cao Cương, Lý Tế Thâm, Trương Lan; Chu Ân Lai trở thành Tổng lý Chính vụ viện Chính phủ Nhân dân Trung ương kiêm Bộ trưởng Bộ Ngoại giao, Chu Đức đảm nhiệm chức vụ Tổng Tư lệnh quân Giải phóng Nhân dân Trung Quốc.
3 giờ chiều, nghi lễ thành lập chính thức bắt đầu. 30 vạn người dân đã tập hợp tại Quảng trường Thiên An Môn, mang cờ hoa, đèn lồng đủ màu sắc. 3 giờ chiều, Chủ tịch Mao Trạch Đông cùng các lãnh đạo chủ yếu bước lên lễ đài trên lầu thành Thiên An Môn. Mao Trạch Đông nghiêm trang tuyên bố: "Nước Cộng hòa nhân dân Trung Hoa, chính phủ nhân dân Trung ương thành lập! Từ nay, nhân dân Trung Quốc đã vùng lên!". Trong âm thanh của bài Quốc ca "Nghĩa dũng quân tiến hành khúc", quốc kỳ là lá cờ đỏ năm sao được kéo lên đỉnh cột cờ, 54 khẩu pháo nhất tề bắn 28 loạt, tuyên cáo sự ra đời của nước Cộng hòa Nhân dân Trung Hoa.
Ngày 9/10 Hội nghị thứ nhất Ủy ban Hội nghị Hiệp thương Chính trị Nhân dân Trung Quốc khóa nhất khai mạc. Mã Tự Luân và Lâm Bá Cừ đề nghị lấy ngày 1/10 là ngày Quốc khánh, Mao Trạch Đông tán thành.
Ngày 2/12 Chính phủ Nhân dân Trung ương quyết định "Thông báo quyết định Quốc khánh Cộng hòa Nhân dân Trung Hoa", quyết định lấy ngày 1/10 hàng năm là ngày Quốc khánh.

## Thống kê thương vong

### Trung Hoa Dân Quốc Quốc quân
Theo số liệu thống kê của Quân Giải phóng Nhân dân, tổng số quân Quốc quân bị tiêu diệt là 5542470 quân chính quy, 2528880 quân không chính quy. Tổng ước đạt hơn 8 triệu quân. Số quân bị tiêu diệt theo thời gian:
- Giai đoạn 1 (7/1946-6/1947): Quốc quân bị thương vong 426000 người, bắt làm tù binh 677000 người, nổi dậy 17000 người. Tổng 1120000 người
- Giai đoạn 2 (7/1947-6/1948): Quốc quân bị thương vong 540000 người, bắt làm tù binh 953000 người, nổi dậy 28000 người. Tổng 1521000 người
- Giai đoạn 3 (7/1948-6/1949): Quốc quân bị thương vong 572000 người, bắt làm tù binh 1834000 người,đầu hàng 243000 người, nổi dậy 131000 người, cải biên 271000. Tổng 3050000 người
- Giai đoạn 4 (7/1949-6/1950): Quốc quân bị thương vong 173000 người, bắt làm tù binh 1123000 người,đầu hàng 391000 người, nổi dậy 671000 người, cải biên 22000. Tổng 2380000 người

Tổng kết Quốc quân bị thương vong 1711000, bắt làm tù binh 4587000, đầu hàng 634000, nổi dậy 847000, cải biên 293000. Tổng 8071520.

### Quân Giải phóng Nhân dân
Quân Giải phòng Nhân dân: Tử trận 260000 người, mất tích và đầu hàng 190000 người, 850000 người bị thương. Tổng số thương vong 1300000 người (bao gồm dân quân tiến tuyến)

## Ảnh hưởng

### Di tản
Trước và sau cuộc Nội chiến, nhiều người Trung Quốc đã di tản khỏi Trung Quốc đại lục để tránh chiến tranh. Các điểm đến thường là Hong Kong thuộc Anh, Đài Loan, Hoa Kỳ. Trong số ấy có Hồ Thích, Kim Dung và Đường Đức Cương.

### Quan hệ quốc tế
Sau cuộc Nội chiến, Hoa Kỳ điều chỉnh chính sách với Trung Quốc. Tổng thống Truman phát biểu ngày 5/1/1950 sẽ không bảo vệ Đài Loan, chỉ hỗ trợ kinh tế cho Đài Loan. Sau khi chiến tranh Triều Tiên nổ ra, Hạm đội 7 Hoa Kỳ tiến vào eo biển Đài Loan, và sau đó thiết lập bảo vệ Đài Loan khỏi Đảng Cộng sản. Trung Quốc Đại lục tham gia phe Liên Xô, tiền hành cuộc đối đầu Đông-Tây.

### Phân vùng 2 bên
Sau khi kết thúc Nội chiến, Trung Quốc lục địa tạm thời ổn định, nhưng tại Tây Nam và một số hòn đảo tại Đông Nam vẫn có các cuộc xung đột lẻ tẻ.
Sau khi giải phóng Thành Đô, quân Giải phóng Trung Quốc không thể tấn công quy mô lớn các trận chiến du kích của tàn dư còn lại của Quốc quân. Sư đoàn 93 Quốc quân rút về phía biên giới Thái Miến khu vực đang khủng hoảng. Năm 1954 Miến Điện yêu cầu Đài Loan rút quân ra Liên Hợp Quốc. Số quân đóng tại Miến Điện được đưa về Đài Loan, số quân còn lại vẫn đóng tại Bắc Thái. Do Thái Lan khi ấy chống Cộng sản nên đã cấp Quốc tịch Thái Lan cho số quân ấy.

### Phúc Kiến
Phúc Kiến khu vực giáp với eo biển Đài Loan. Là khu vực đối đầu trực tiếp của cả hai bên. Những năm 1950-1970 tập trung quân sự, kinh tế giảm sút. Sau những năm 1980, mối quan hệ 2 bên thay đổi, với sự mở cửa của kinh tế Trung Quốc, Phúc Kiến bắt đầu phát triển.

## Nguyên nhân thắng lợi của Đảng Cộng sản
Quốc dân đảng bắt đầu cuộc chiến với ưu thế áp đảo toàn diện:
- Về địa vị và tính chính thống, Quốc dân đảng có biểu tượng Tôn Trung Sơn trong tay, là người được coi là quốc phụ của nước Trung Quốc mới. Tôn Trung Sơn đã lãnh đạo cách mạng Tân Hợi lật đổ triều đình Mãn Thanh, chấm dứt chế độ phong kiến vua chúa hàng ngàn năm và khai sinh chính thể cộng hòa đầu tiên trong lịch sử Trung Hoa, chấm dứt sự bức hiếp từ các quốc gia phương Tây, lần đầu tiên các nước phương Tây coi Trung Quốc là một quốc gia ngang hàng với mình trong đàm phán và thương lượng. Trung Hoa Dân Quốc khi ấy cũng là thể chế duy nhất được cộng đồng quốc tế công nhận và được phe Đồng Minh ủy quyền giải giới quân đội phát xít Nhật (trong khi nhà nước Cộng hòa Nhân dân Trung Hoa mãi đến năm 1949 mới được thành lập). Trung Hoa Dân Quốc còn từng dẹp loạn quân phiệt, gắn liền với tên tuổi của Tưởng Giới Thạch với tư cách là học trò Tôn Trung Sơn và là người kế tục chức vị của ông. Là lực lượng ra đời sau, phần lớn lực lượng Đảng cộng sản vốn là những người Bolshevik và cánh tả thuộc Quốc dân đảng, về sau do bất đồng với Tưởng nên tách ra, dần hình thành một chính đảng khác là Đảng Cộng sản Trung Quốc.
- Được cộng đồng quốc tế ủng hộ, Trung Hoa dân quốc là nhà nước Trung Quốc duy nhất trong Liên Hợp Quốc cho đến khi bị Cộng hòa Nhân dân Trung Hoa thay thế sau này. Được Liên Xô và Mỹ giúp đỡ và viện trợ để chống Nhật trong Thế chiến 2, cùng với nguồn nhân lực và tài chính dồi dào, kiểm soát phần lớn lãnh thổ và dân chúng, quân đội Cách Mạng Quốc Dân của Quốc dân đảng chiếm ưu thế lớn về trang bị và hỏa lực so với quân đội của Đảng Cộng sản. Được ủy nhiệm giải giáp quân Nhật, Quốc dân quân cũng chiếm được phần lớn chiến lợi phẩm của Nhật và sau đó còn được Mỹ giao lại phần lớn quân nhu vũ khí của Nhật.
- Quân đội Trung Hoa Dân Quốc với sự góp quân của nhiều lực lượng quân phiệt, là quân đội thường trực đông thứ hai trên thế giới. Quân đội của Đảng Cộng sản khi chống Nhật cũng phải hoạt động dưới danh nghĩa của Quốc dân đảng và Trung Hoa dân quốc để hiệu lệnh. Lực lượng vũ trang như Tân Tứ quân và Bát lộ quân phải hoạt động dưới danh nghĩa của Quân đội cách mạng quốc dân để tham chiến. Sau chiến tranh Trung-Nhật, mặc dù bị tổn thất đáng kể do là lực lượng chủ lực đánh trận địa chiến trực tiếp, tiến hành cuộc chiến tranh tổng lực chống lại các đơn vị tinh binh thiện chiến của Nhật (trong khi đó Giải phóng quân chủ yếu đánh du kích chống Nhật), tương quan lực lượng vẫn nghiêng rất nhiều về phía Quốc dân đảng. Quân đội Tưởng Giới Thạch vẫn còn trong tay hơn 5,7 triệu quân, đông gấp 6 lần số quân của Đảng Cộng sản. Trong tay họ còn có nhiều trang bị hiện đại của Liên Xô, Mỹ, Nhật từ Thế chiến 2.
- Năm 1945, Quốc dân đảng kiểm soát hầu hết các thành phố và các khu công nghiệp của Trung Quốc, nên có khả năng tuyển quân và sản xuất vũ khí đạn dược vượt xa so với Đảng Cộng sản.

Với các ưu thế áp đảo này, về lý thuyết, Quốc dân đảng sẽ nhanh chóng giành thắng lợi. Nhưng trong thực tế, chiến cuộc càng kéo dài thì tình thế càng chuyển sang có lợi cho phía Đảng Cộng sản Trung Quốc, và cuối cùng thì Quốc dân đảng thất bại. Có nhiều nguyên nhân dẫn tới kết quả này, gồm các nguyên nhân chính như sau:

### Chính sách hợp lý của Đảng Cộng sản
Đảng Cộng sản thi hành chính sách cải cách ruộng đất, hứa hẹn ở vùng nông thôn với những nông dân cùng khổ và không có ruộng đất rằng nếu họ chiến đấu cho Đảng Cộng sản, họ sẽ giành được ruộng đất từ tay giới địa chủ. Chính sách này khiến cho Đảng Cộng sản Trung Quốc có được sự ủng hộ của nông dân và nguồn nhân lực hùng hậu để sử dụng trong chiến đấu cũng như vận tải tiếp tế, dù trước đó có bị tổn thất nặng nề trong các chiến dịch quân sự chống Nhật. Ví dụ, trong chiến dịch Hoài Hải họ đã có thể huy động tới 5.430.000 nông dân phục vụ vận tải, giúp họ chiến đấu chống lại quân chính quy Quốc dân đảng.  Phần lớn người dân, nhất là ở nông thôn, sẵn sàng ủng hộ Mao Trạch Đông, không ít người đã hỗ trợ lương thực hoặc gia nhập quân đội của Mao Trạch Đông để chống lại Quốc dân đảng.
Trong chiến tranh Trung-Nhật, Đảng Cộng sản Trung Quốc đã tích lũy được nhiều kinh nghiệm chiến tranh. Lực lượng chủ lực của họ tăng lên gần 1 triệu quân, còn lực lượng dân quân tăng lên 2 triệu người. Vùng kiểm soát gồm 19 khu, chiếm tới 1/4 lãnh thổ Trung Quốc và 1/3 dân số - gồm nhiều thành phố và thị trấn quan trọng. Sau khi đánh bại quân Nhật, Liên Xô trao lại toàn bố số vũ khí thu được từ quân Nhật cho Đảng Cộng sản. Khi Liên Xô rút đi, vùng Đông Bắc Trung Quốc không có người kiểm soát, Đảng Cộng sản Trung Quốc đã biết chớp thời cơ để tiếp quản nhiều thành phố
Tính kỷ luật, mức độ trung thành, tinh thần dũng cảm, tín niệm chính trị, tác phong hoạt động và trình độ chuyên môn về chính trị, quân sự của Đảng cộng sản đều mạnh hơn hẳn so với Quốc dân đảng. Tinh thần tác chiến của quân nhân Đảng cộng sản cũng cao hơn quân nhân Quốc quân, vốn thường xảy ra các tiêu cực trong quân ngũ, cũng như các vụ đào ngũ và bỏ chạy giữa trận tiền. Chiến tranh càng kéo dài thì ngày càng nhiều tướng tài của Quốc dân đảng phản biến, nổi dậy, hoặc thay đổi lập trường, cung cấp tình báo và đầu quân cho phía Đảng Cộng sản. Ngoài tài thao lược quân sự của các tướng lĩnh Đảng cộng sản, tài lãnh đạo chính trị cơ biến quyền mưu của lãnh tụ Mao Trạch Đông cũng là một trong những ưu thế lớn của Đảng Cộng sản Trung Quốc.
Ngoài công tác dân vận thì công tác địch vận, binh vận của Mao Trạch Đông và các đồng chí là xuất sắc và đóng góp to lớn cho sự chiến thắng của họ. Đảng Cộng sản Trung Hoa chia Quốc Dân Đảng của Tưởng Giới Thạch thành "phái tiến bộ" và "phái phản động", đối với phái tiến bộ thì phải tận lực dùng đại nghĩa dân tộc để "xách phản", còn đối với phái phản động thì phải tận lực tiêu diệt. Về sau những quan chức Quốc Dân Đảng thức thời đều quy hàng Đảng Cộng sản. Sau cuộc chiến, thống kê cho thấy hơn 50% vũ khí và nhân sự (lãnh đạo, binh lính) đều từng phục vụ trong hàng ngũ Quốc Dân Đảng và Quốc quân, trong đó hơn 20% đảng viên đã từng là đảng viên Quốc Dân Đảng hoặc đã từng có thời kỳ có hai thẻ đảng (lưỡng đảng tịch) cùng lúc. Cho thấy rằng có rất nhiều lợi thế của Quốc Dân Đảng (quân đông, tướng nhiều, vũ khí tốt) rốt cục đều trở thành phục vụ cho Đảng Cộng sản thay vì chính họ.

### Sự yếu kém của Quốc dân đảng
Một số chiến lược tiêu cực của quân Quốc Dân đảng trong thời kỳ chống Nhật đã gây mất lòng dân và gián tiếp tăng sức mạnh cho Đảng Cộng sản. Tiêu biểu là Sự kiện phá đê Hoa Viên Khẩu, quân Quốc dân đảng phá đê sông Hoàng Hà để ngăn quân Nhật, nhưng đã khiến 500.000 dân thường thiệt mạng vì lũ lụt. Vụ phá đê đã trở thành tiêu điểm để Đảng Cộng sản tuyên truyền về sự tàn nhẫn, yếu kém, coi thường sinh mạng nhân dân của Quốc dân đảng. Khu vực bị ngập lụt đã trở thành một khu tuyển dụng màu mỡ của Đảng Cộng sản Trung Quốc, họ đã thực hiện cứu trợ và tận dụng sự thù hận của những người dân sống sót đối với Quốc Dân đảng để vận động nhân dân gia nhập hàng ngũ của mình. Vào thập niên 1940, khu vực này đã phát triển thành một căn cứ du kích quan trọng gọi là Căn cứ địa Dự Hoàn Tô (chữ Hán: 豫皖苏, bính âm: Yuwansu).
Các nhóm tư bản trong chính quyền Quốc dân đảng chiếm lĩnh hầu hết các nhà băng, nhà máy, cơ sở thương mại trước kia bị Nhật chiếm. Họ cũng tăng cường binh lực, tích trữ vật liệu chiến tranh, chuẩn bị cho cuộc chiến sắp tới với Đảng Cộng sản. Những hành động chuẩn bị vội vã và khắc nghiệt đó khiến cho đời sống dân chúng trở nên khó khăn, tỷ lệ thất nghiệp tăng cao, tới 37,5% tại Thượng Hải. Tư bản quan liêu đứng đầu là "4 họ" lớn (Tưởng Giới Thạch, Tống Tử Văn, Khổng Tưởng Hi, Trần Lập Phu đại diện) đã chiếm đoạt hầu hết các ngân hàng, xí nghiệp, của cải. Đến tháng 5/1946, "4 họ" này đã chiếm trên 80% tổng số tư bản sản nghiệp trong toàn quốc, nắm 2/3 số ngân hàng (2446/3489 ngân hàng) cả nước và số tài sản của "4 họ" trị giá 20 tỷ USD (theo thời giá lúc bấy giờ). Sự khó khăn và bất bình đẳng về kinh tế khiến Quốc dân đảng đánh mất sự ủng hộ của dân chúng.
Nạn lạm phát và giá lương thực thực phẩm tăng vọt. Các cải cách của Quốc dân đảng cũng thất bại bởi nạn tham nhũng, các quan chức Quốc dân đảng thường không quan tâm đến đời sống nhân dân địa phương, và thường ủng hộ giới địa chủ trong việc đánh thuế. Thời gian ấy trong dân gian có nhiều câu như "Đẳng trung ương, phán trung ương, trung ương lai liễu cảnh tao ương" (chờ trung ương, đợi trung ương, trung ương gây tai họa). Năm 1947, Quốc dân đảng ban hành một đạo luật buộc tất cả đàn ông có khả năng chiến đấu trong vùng họ kiểm soát đều cũng phải phục vụ trong quân đội. Các viên sĩ quan tham nhũng thường bán cho lái buôn phần gạo được cung cấp cho đơn vị của mình, gần 1/5 số lính mới đã chết vì đói ngay trong thời gian huấn luyện. Do bị đối xử tồi tệ, gần một nửa số lính mới đã trốn ra khỏi các trại huấn luyện, tinh thần chiến đấu của binh sĩ cũng xuống rất thấp, chẳng mấy ai muốn liều mạng bảo vệ một chế độ tham nhũng tới mức đó.
Quốc dân đảng chủ yếu nhận được sự ủng hộ từ các tướng lĩnh quân phiệt, bang hội xã hội đen, tầng lớp thương buôn lớn và giai cấp tư sản tài phiệt, địa chủ hào phú. Song sự cộng tác miễn cưỡng có tính chất tạm thời để chống lại kẻ thù chung này vốn luôn lỏng lẻo và chưa bao giờ tín nhiệm lẫn nhau. Quốc dân đảng thường chia rẽ, đấu tranh bè phái, tranh giành quyền lực. Sau khi Tôn Trung Sơn qua đời, Tưởng Giới Thạch chưa bao giờ có đủ tư cách lãnh đạo đối với các thế lực lớn mạnh nhưng hỗn tạp này. Bản thân Quốc Dân Đảng vốn đã là một hỗn hợp lỏng lẻo vụ lợi, không có lý tưởng sâu đậm. Họ là sự kết hợp của các thành phần vào đảng để mưu lợi cá nhân, để trả thù quân Nhật, vì yêu nước muốn bảo vệ quốc gia trước sự xâm lược của người Nhật, hoặc đơn giản vì bị bắt đi lính. Họ không có một lý tưởng rõ ràng và niềm tin chính trị mạnh mẽ như đối phương. Do đó, khi đã chứng kiến trực tiếp sự thối nát của Quốc Dân Đảng, sự trỗi dậy lớn mạnh dần lên của Đảng Cộng sản, họ thấy được xu thế chính trị tất bại của Tưởng và tất thắng của Đảng Cộng sản, nên tâm trí dễ dao động, lòng trung thành dễ lung lay.
Tưởng Giới Thạch thực hiện các chính sách bài Cộng cực đoan như khủng bố trắng, thảm sát Thượng Hải, hành quyết và thanh lọc hoàn toàn người cộng sản và thân cộng ra khỏi Quốc dân đảng, đi ngược lại hoàn toàn với quốc sách chiến lược của cách mạng Trung Quốc do Tôn Trung Sơn đề ra là "liên Nga, dung Cộng, phù trợ công nông", đồng thời áp dụng chính sách nghị hòa và thoái lui với quân Nhật để tập trung diệt Cộng. Như vậy thì Quốc dân đảng dưới thời Tưởng cũng dần mất đi tính chính danh của mình về phía Đảng cộng sản. Sự cực đoan của Tưởng đã tạo cơ sở cho Đảng Cộng sản tuyên truyền rộng rãi tố cáo sự phản bội của ông đối với tâm nguyện của Tôn Trung Sơn, phản bội lại sự nghiệp của thầy. Từ đó Quốc Dân Đảng tuy có được sự ủng hộ lỏng lẻo đầy vụ lợi của các nhóm quân phiệt và bang hội giang hồ, song lại đánh mất sự ủng hộ của quảng đại quần chúng lương thiện và giới bình dân lao động tay chân bình thường đông đảo trong xã hội, nhất là lực lượng nông dân ở nông thôn. Ban đầu, giới sĩ phu trí thức khoa bảng ở thành thị ít ai biết đến hay chú ý đến Đảng Cộng sản, nhưng dần về sau Đảng Cộng sản dần chiếm được cảm tình và sự ủng hộ rộng rãi của giới trí thức thành thị. Đảng Cộng sản Trung Quốc ngày càng được ủng hộ rộng rãi là nhờ các đường lối chính trị chính xác hợp tình hợp lý, các khẩu hiệu hợp lòng dân và theo sát thực tế thời sự, như "Đoàn kết toàn quốc chống Nhật", "Công bằng bình đẳng cho công nông lao động", "Xóa bỏ cái cũ, xây dựng một nước Trung Hoa mới". Quốc Dân Đảng chỉ tuyên truyền khẩu hiệu "đuổi Nhật, diệt Cộng", trong khi đó Đảng Cộng sản tuyên truyền khẩu hiệu "xây dựng một xã hội mới", hứa hẹn về một xã hội tốt đẹp hơn, một tương lai tươi sáng hơn, với mục tiêu dân giàu nước mạnh và từng bước xây dựng chủ nghĩa xã hội. Dần dần Đảng Cộng sản được nhân dân coi là phe chính nghĩa còn Quốc dân đảng bị coi là phe phi nghĩa trong mắt quần chúng và cả nội bộ Quốc Dân đảng, nhờ đó Đảng Cộng sản thu hút được người tốt, người tài, còn với Quốc Dân Đảng thì nổi lên một làn sóng "bỏ đảng theo Cộng", những người tốt, ưu tú, có tinh thần ái quốc, có tâm có tài trong Quốc Dân Đảng đều chuyển sang trận doanh của bên Đảng Cộng sản. Với sự thoái hóa biến chất của mình, Quốc Dân Đảng không còn thu hút được những hạt nhân tốt và sự ủng hộ rộng rãi trong xã hội Trung Quốc như thời Tôn Dật Tiên nữa. Họ chỉ còn thu hút được những thành phần cơ hội chính trị và quan chức tham nhũng, hai hàng, hoặc thông đồng với xã hội đen. Những thành phần này đi theo Quốc dân đảng chỉ đơn giản là vì mưu lợi cho bản thân, chứ không phải vì lý tưởng chính trị cách mạng cao cả hay chính nghĩa quốc dân. Phong trào "bỏ đảng theo Cộng" dâng lên mạnh mẽ trong nội bộ Trung Hoa Dân Quốc, từ quan đến lính, dẫn đến tình trạng đầu hàng, phản biến, nổi dậy, bỏ đảng, thay cờ, làm gián điệp, hoặc tự cướp lẫn nhau rồi bỏ trốn ra hải ngoại, gây nên cuộc khủng hoảng niềm tin to lớn trong Quốc dân đảng.
Tháng 7/1947, George Marshall cử Tướng Albert Wedemeyer sang Trung Quốc thu thập tin tức từ chính quyền và dân chúng. Trong báo cáo gửi tổng thống Truman, Wedemeyer yêu cầu Tưởng phải cải tổ chính trị, nhưng cũng kêu gọi Mỹ tiếp tục ủng hộ quân sự và kinh tế. Báo cáo tới tay Truman nhưng ông bỏ qua nó và cho rằng đề nghị của Wedemeyer là thiếu thực tiễn khi muốn Mỹ ủng hộ chính quyền tham ô, bất tài, trong lúc châu Âu mới là ưu tiên của Mỹ lúc đó. Vào thời điểm cuối cuộc chiến, Tưởng Giới Thạch sai vợ là Tống Mỹ Linh sang Washington cầu viện khẩn cấp nhưng bị chính phủ Mỹ đối xử lạnh nhạt và từ chối. Một trong những lý do là vì người Mỹ nói riêng và cộng đồng thế giới nói chung lúc ấy đã quá chán nản và thiếu đi sự tôn trọng đối với một chính đảng tha hóa, bê bối, hỗn tạp và hỗn loạn như Quốc dân đảng thời Tưởng Giới Thạch. Đến tháng 12/1948, phía Mỹ đã kết luận rằng chẳng đáng để cứu chế độ Tưởng Giới Thạch, Đại sứ Mỹ John Leighton Stuart cho rằng Tưởng để mất lòng dân, và nếu cứ cố duy trì, Mỹ có thể "bị tố cáo vi phạm nguyên tắc dân chủ về quyền tự quyết khi giúp đỡ chế độ độc tài không đại diện cho ý chí của dân chúng".
Tựu trung lại, nhân tố chủ yếu làm nên thắng lợi của Đảng Cộng sản là khả năng vận động, sự ủng hộ của dân chúng dành cho họ cao hơn hẳn đối thủ. Nhiều nhà nghiên cứu cho rằng đây là nhân tố quan trọng nhất quyết định sự thành bại trong chiến tranh, còn quân đông đất rộng chỉ là nhân tố thứ yếu. Lịch sử Trung Quốc cho thấy "lòng dân" luôn là nhân tố chủ chốt quyết định thành bại: một triều đại mục nát, mất lòng dân thì dù quân đông đất rộng cũng phải sụp đổ và bị thay thế bởi triều đại mới, cuộc chiến này cũng không ngoại lệ.